# Класицизм

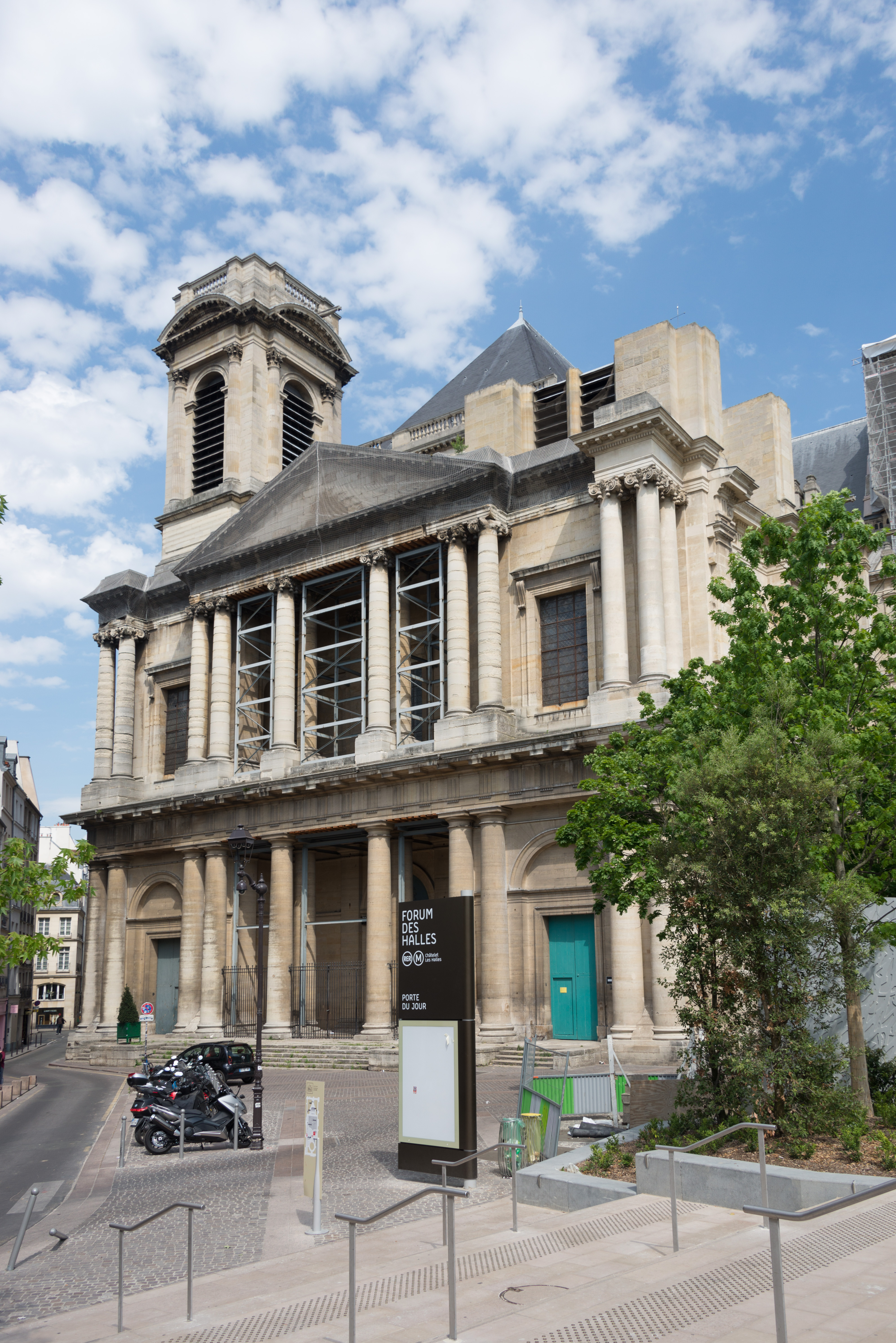
Готична церква Сен Есташ, Париж. Західний фасад в стилі класицизм 18 ст.(арх. П'єр-Луї Моро-Депрео)

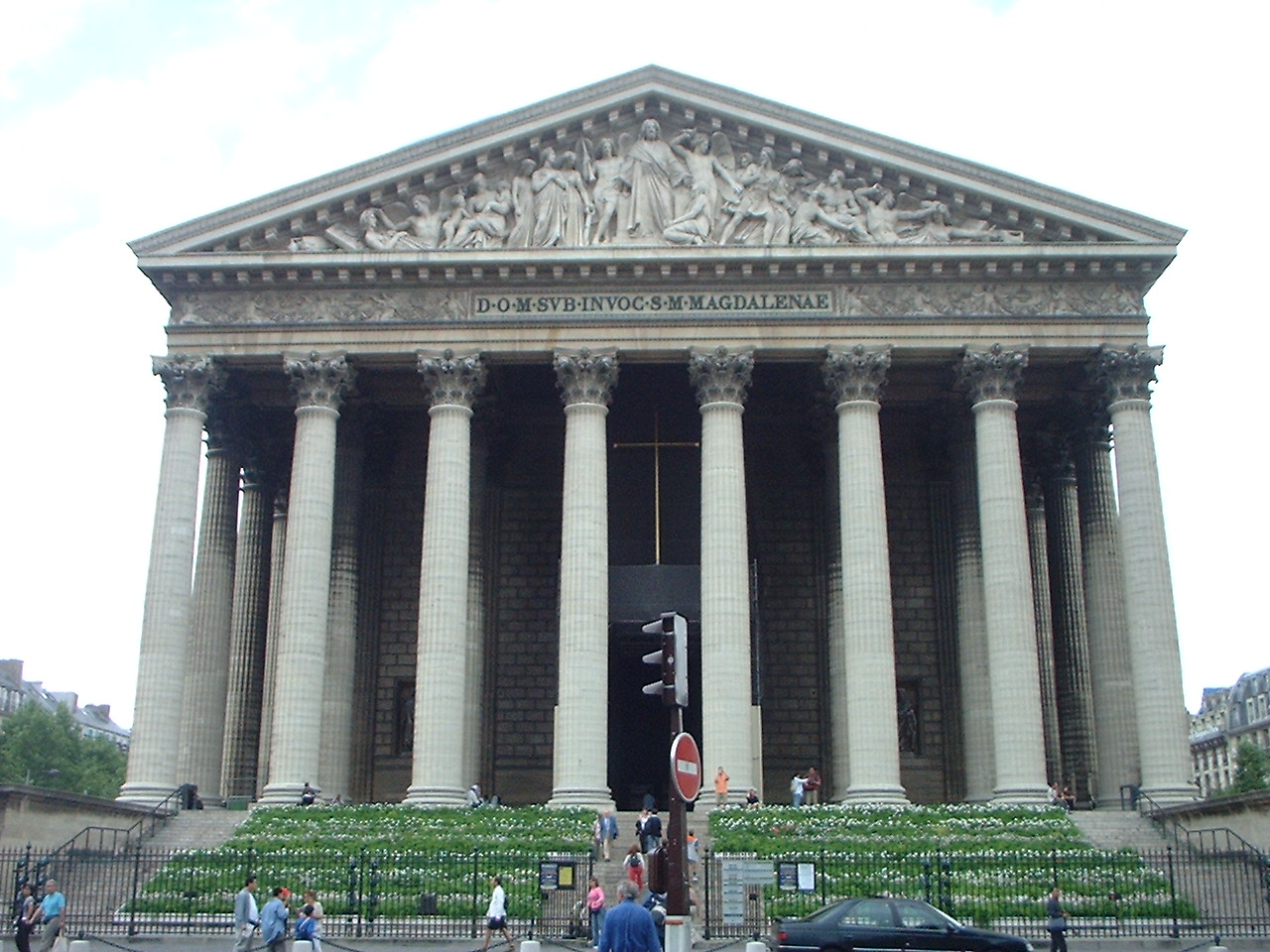
Церква La Madeleine у Парижі

Класици́зм (англ. classicism, від лат. classicus — зразковий) — напрям в європейському мистецтві, який уперше заявив про себе в культурі XVI ст. Найбільшого розквіту досягає у Франції (XVII ст.), де його часто іменують «стилем Людовика XIV». Цей король і справді прагнув бути законодавцем загальноєвропейської моди, зокрема й через утвердження «досконалого стилю». Однак класицизм був певною мірою притаманний мистецтву усіх країн Європи, а в деяких зберігав свої позиції аж до першої чверті XIX ст. Для класицизму важливим був принцип свободи вибору — необмеженість власного, суб'єктивного трактування історичних форм.

## Витоки класицизму в літературі
Для класицизму характерна орієнтація на античну літературу, яка проголошувалася ідеальною, класичною, гідною наслідування. Теоретичним підґрунтям класицизму була антична теорія поетики й насамперед «Поетика» Арістотеля, теоретичні засади якого втілювала французька «Плеяда» (XVII ст.). У виробленні своїх загальнотеоретичних програм, особливо в галузі жанру і стилю, класицизм спирався і на філософію раціоналізму.
Визначальні риси класицизму:
- раціоналізм (прагнення будувати художні твори на засадах розуму, ігнорування особистих почуттів);
- наслідування зразків античного мистецтва;
- нормативність, встановлення вічних та непорушних правил і законів (для драматургії — це закон трьох єдностей (дії, часу й місця);
- обов'язкове дотримання канонічних правил написання творів (зображення героя тільки при виконанні державного обов'язку, різкий поділ дійових осіб на позитивних та негативних, суворе дотримання пропорційності всіх частин твору, стрункість композиції тощо);
- у галузі мови класицизм ставив вимоги ясності та чистоти, ідеалом була мова афористична, понятійна, яка відповідала б засадам теорії трьох стилів;
- аристократизм, орієнтування на вимоги, смаки вищої суспільної верстви;
- встановлення ієрархії жанрів, серед яких найважливішими вважалися античні; поділ жанрів на «серйозні», «високі» (трагедія, епопея, роман, елегія, ідилія) та «низькі», «розважальні» (травестійна поема, комедія, байка, епіграма).

## Класифікація, періодизація і місцеві школи класицизму

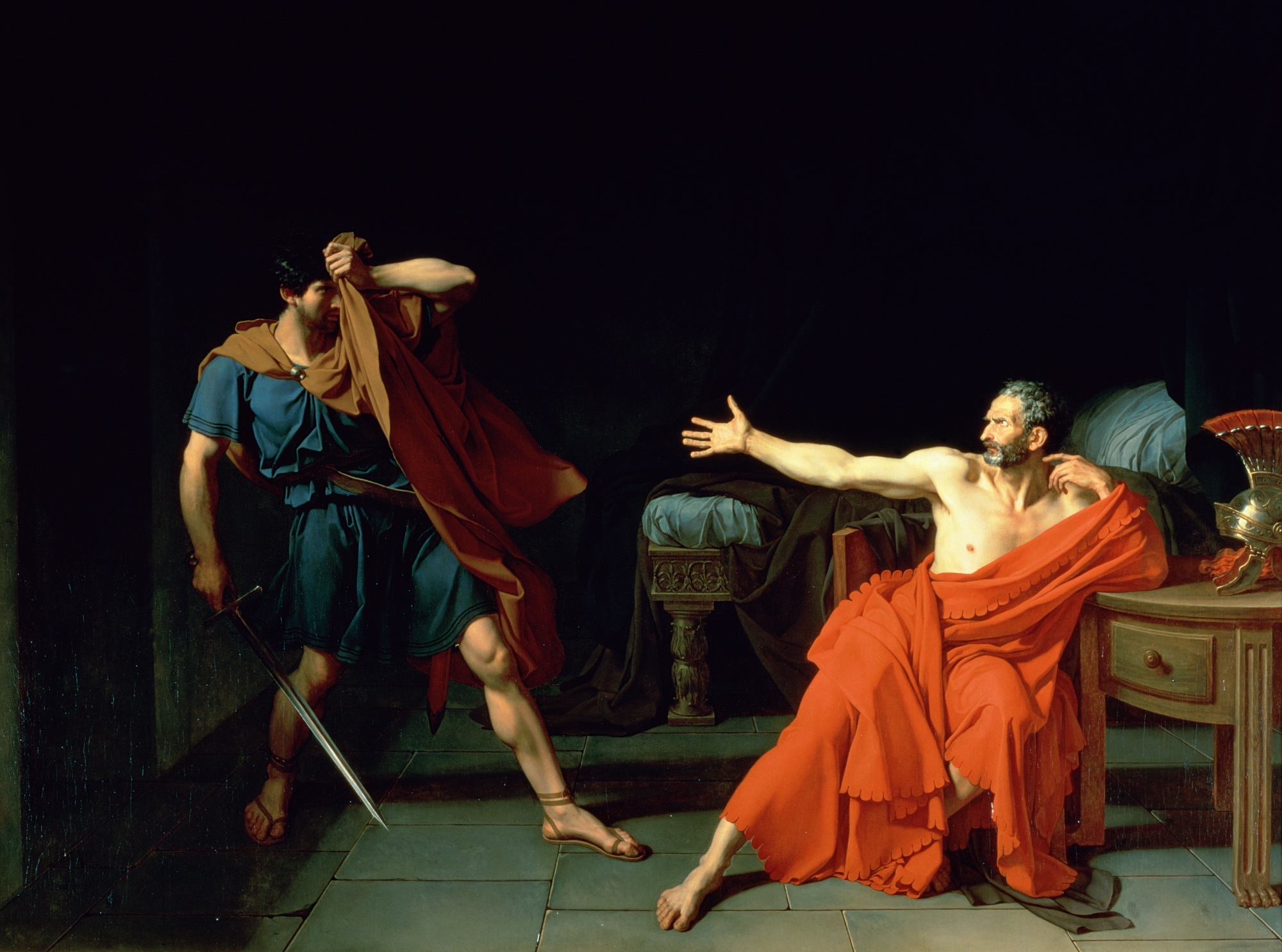
Жан-Жермен Друе (1763—1788). «Смерть політика Марія», 1786 р. Лувр, Париж.

- Місцевий варіант класицизму отримав поширення у Британії. Він був настояний на впливах творів Андреа Палладіо, але швидко втратив експериментальний характер і переродився у сухий і нудний академізм.
- Навпаки, класицизм в архітектурі в Російській імперії мав витоками як італійські, так і французькі джерела, а в країні роками працювали як французькі, так і італійські та швейцарські архітектори. Вони суттєво підняли рівень імперської архітектури як у містах, так і в сільських садибах привілейованого стану імперії — дворянства. Менше розповсюдження класицизм мав в російському живопису, а більше в графіці, в модах, в надгробках і монументах.
- просвітницький класицизм
- класичний історизм (з використанням ордерів) належали: неоренесанс у різних національних варіантах (італійський, французький, німецький), неоеллінізм і французький т. зв. «стиль Другої імперії»[2].
- романтичний історизм — новий розвиток стилю Шинкеля пов'язано з поразкою Наполеона в 1815 році — саме тоді архітектори задумалися про необхідність створити стиль, який відображає перемогу і торжество німецького націоналізму. І Шинкель створює новий стиль, заснований на класичних традиціях, але демонструє ідеалістичні ідеали та торжество військової доблесті[3]. До романтичного напрямку відносяться стильові спрямування, що виникли у результаті інтерпретації мотивів середньовічної, східної та народної архітектури: «аркадний стиль», неоготика, неороманізм, неовізантизм, швейцарський та орієнтальний стилі, а у кінці ХІХ ст. — перші стилізації українського та польського народного зодчества[2].
- пізній класицизм
- строгий класицизм (1780 — 1790)[4]

## Класицизм іпалладіанство

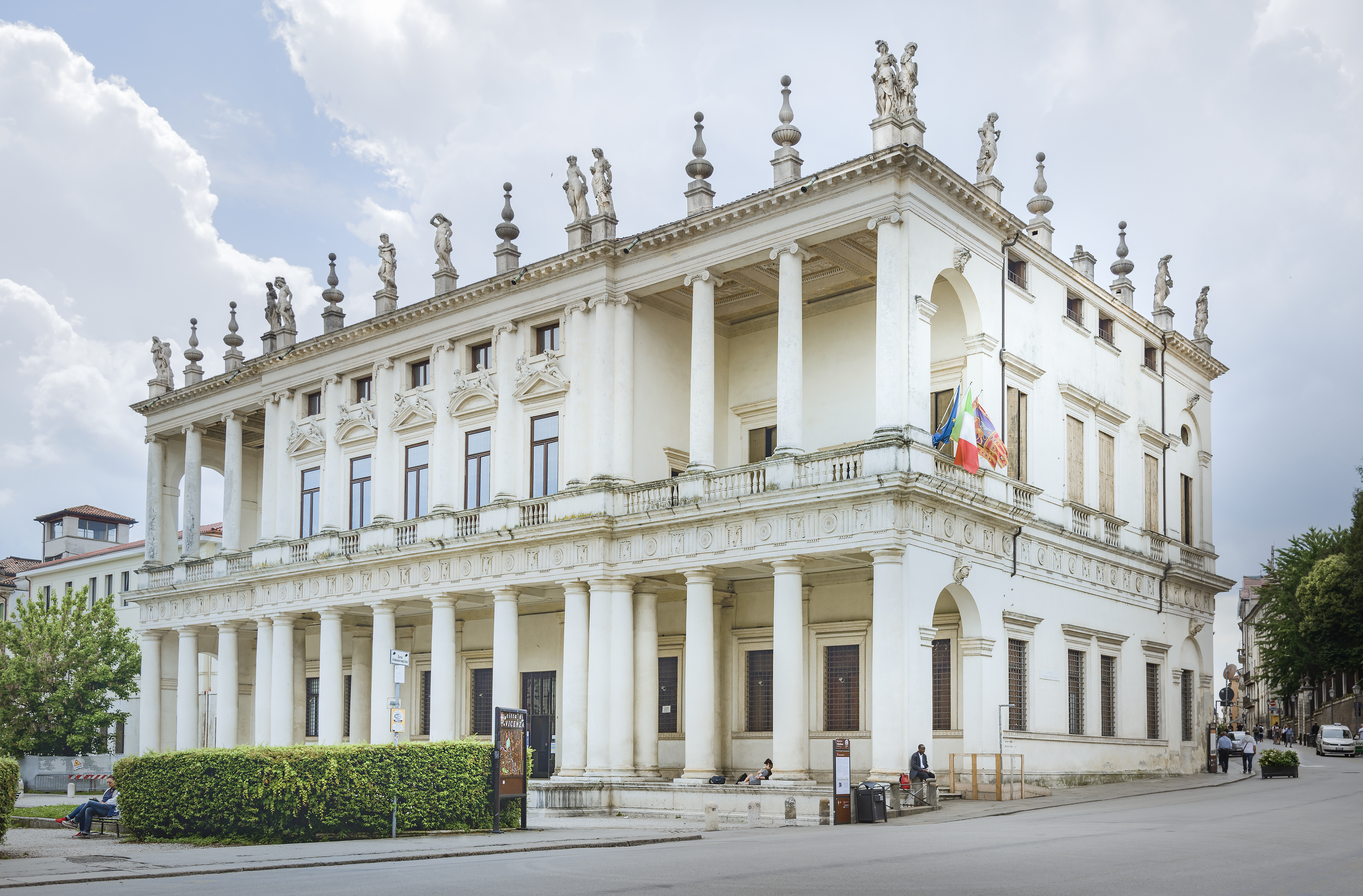
Палаццо К'єрікаті у Віченці

З усією силою класицизм виявив себе в архітектурних творах  Андреа Палладіо (1508—1580). Якщо ранішній палац Тьєне ще має риси палаців Флоренції, то наступні зовсім на нього не схожі. Палладіо виробив свій варіант магнатського палацу і розробляв його варіанти впродовж життя. Він розробив нову систему пропорцій ордерів. Тепер ордер був не декором фасаду, а головним принципом побудови. Палладіо вивчав «Десять книжок про архітектуру» Вітрувія і пішов далі, розробив новий різновид міського палацу з перистилем і внутрішнім двором.
Принципи ранішнього класицизму особливо виявлені в багатьох позаміських садибах — віллах. Замовниками були магнати Венеції та Віченци, що купували ділянки землі. Особливо багато їх було в долині річки Брента.

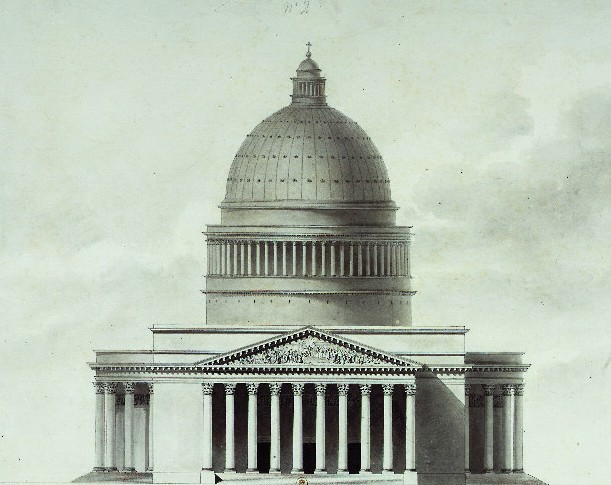
Церква Мадлен, первісний проєкт, фасад
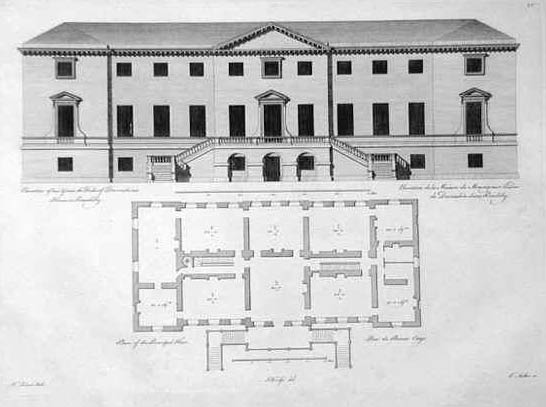
Девоншир Гаус, фасад та план
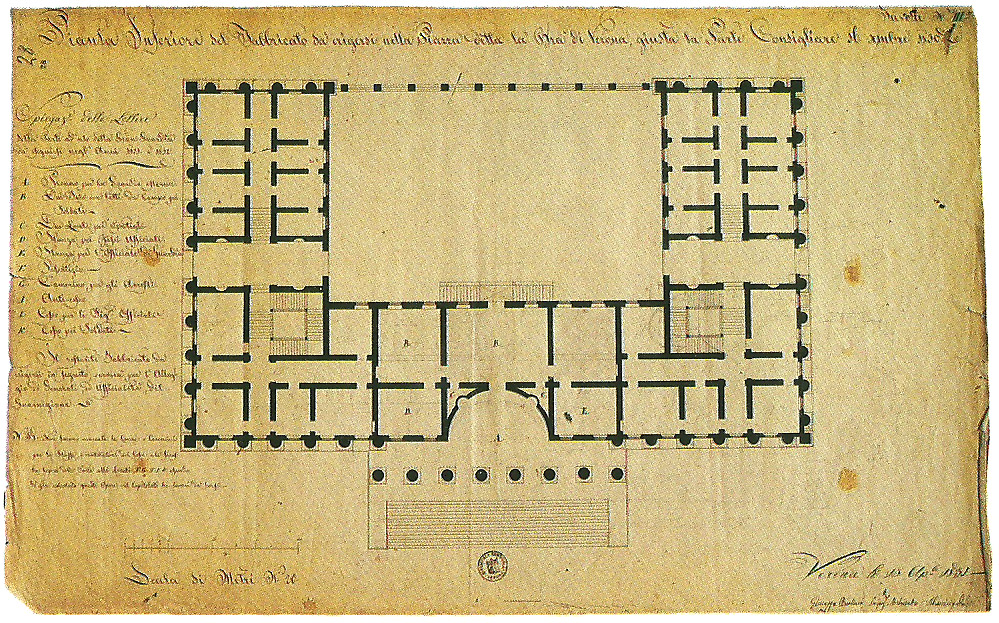
Палаццо Барберіні, 1831 р., план
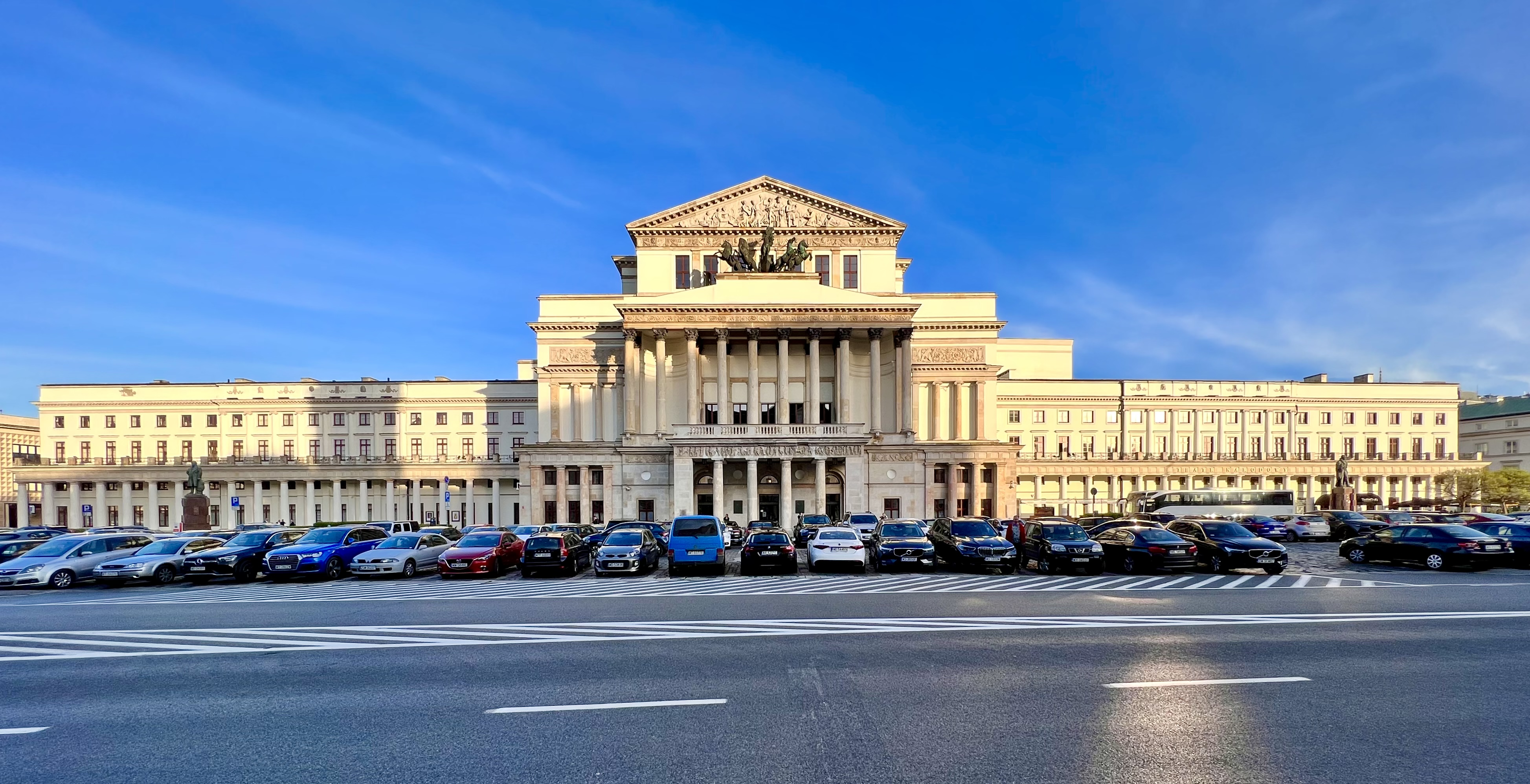
Великий театр у Варшаві

Вілли схожі та не схожі одна на одну. Від Ренесансу йде побудова на осі всього ансамблю. Але палац і його форми — з архітектурного арсеналу Стародавнього Риму: трикутні фронтони, колони, портики — все досить стримано, майже суворо. Декор — бідний: трохи скульптур, горизонтальні тяги, прості карнизи, іноді гірлянди. Зв'язок з зовнішнім середовищем йде через колонні портики та сходинки. На збагачення досить аскетичного силуету вілл працюють лише об'єми різної висоти простих геометричних фігур: прямокутника, циліндра, кубу та надзвичайно спрощені галереї.
Фасади його міських палаців більш привітні та не такі аскетичні за рахунок колонад і лоджій (палаццо Кьєрікаті у Віченці). Низка архітекторів захопилося творами Андреа Палладіо, особливо у Британії та Росії ст. Їх вивчали та копіювали протягом декількох століть. З'явився особливий стиль в архітектурі багатьох країн — палладіанство (Британія, США, Росія, Польща, Бразилія тощо).

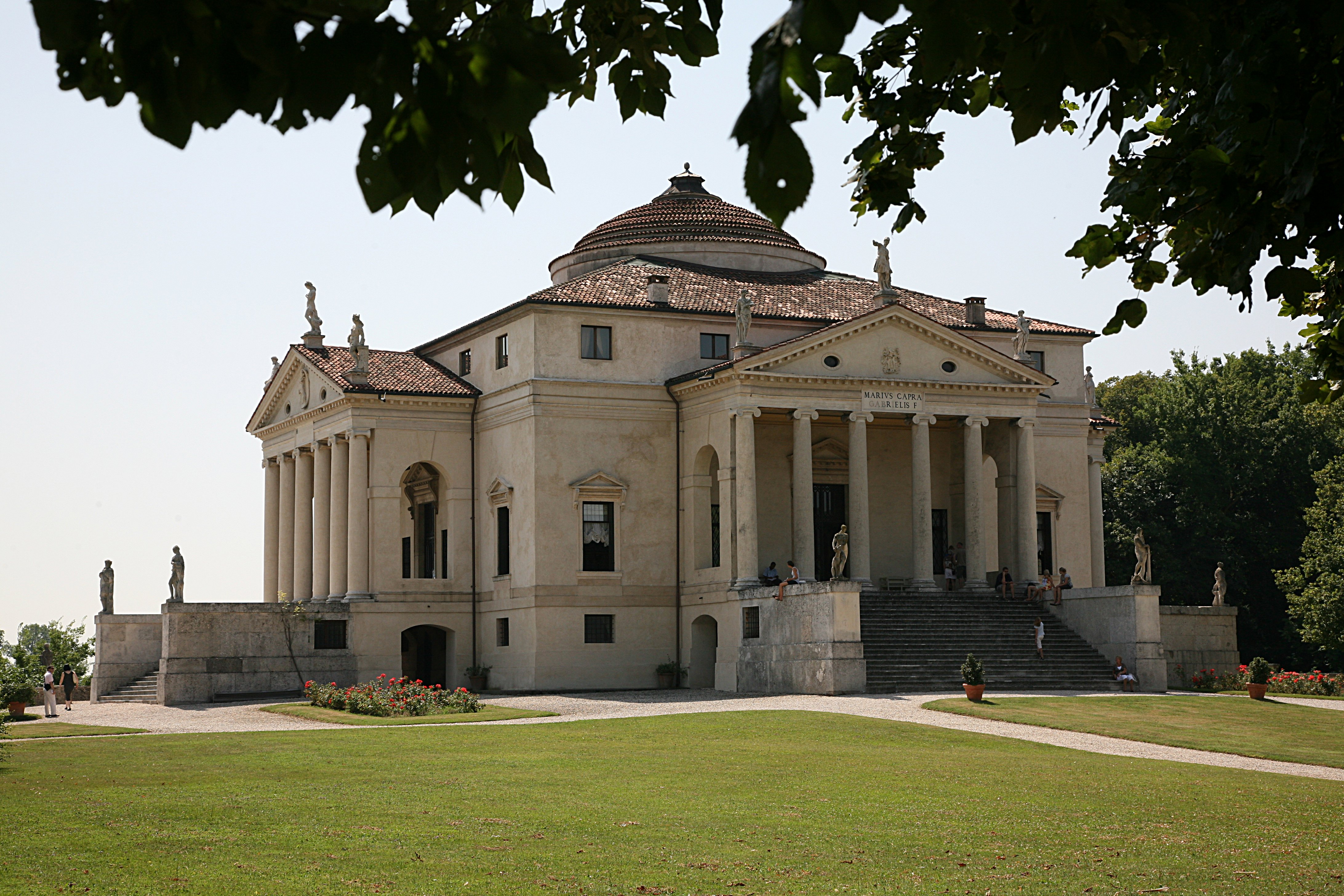
Вілла Ротонда
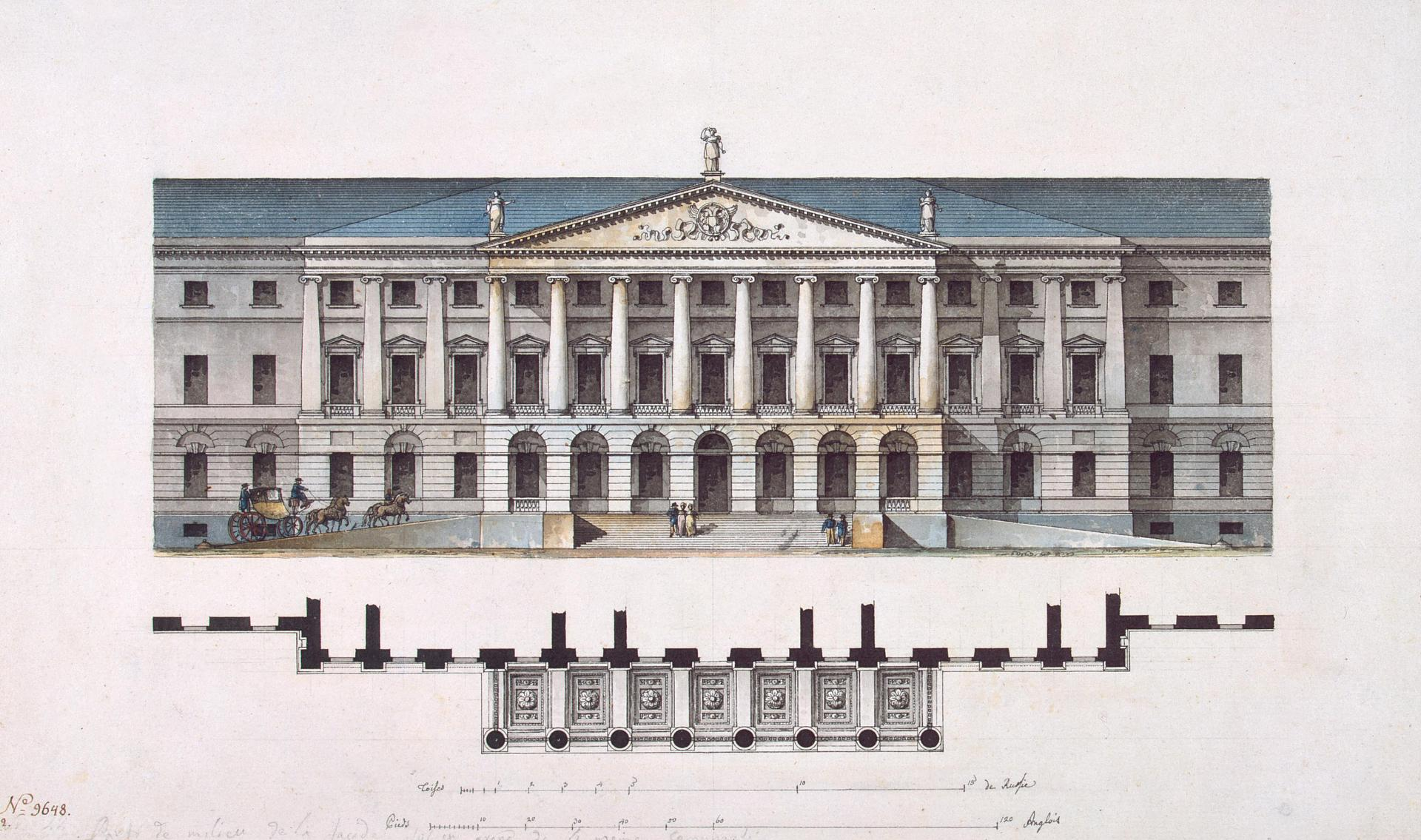
Палладіанський проєкт у Петербурзі Смольного інституту (арх. Джакомо Кваренгі)

## Класицизм у Франції XVII століття
Першою важливою спробою формулювання принципів класицизму була «Поетика» Ж. Шаплена (1638), але найпослідовнішим, найґрунтовнішим був теоретичний трактат «Мистецтво поетичне» Нікола Буало (1674), написаний після того, як літературний класицизм у Франції сформувався. Застосувавши філософський метод Декарта до літератури, який полягав в узагальненні досвіду класицистів, Буало встановив суворі рамки для кожного жанру, узаконив жанрову специфіку. Для класицизму був характерний раціоналізм, представники якого вважали, що краса та істина досягаються через розум, шляхом природи, яка мислилася як відкрита розумом сутність речей. З раціоналізмом пов'язана нормативність класицизму, яка регламентувала мистецтво та літературу, встановлювала вічні та непорушні правила й закони. Для драматургії — це закон «трьох єдностей» (дії, часу й місця).
У галузі мови класицизм становив вимоги ясності та чистоти, ідеалом була мова афористична, понятійна, яка відповідала б засадам теорії трьох стилів. Для класицизму характерний аристократизм, орієнтування на вимоги, смаки вищої суспільної верстви. Героями класицистичних творів були переважно люди аристократичного походження. Важливим складником теорії та практики класицизму була встановлена ієрархія жанрів, серед яких найважливішими вважалися античні: епопея, трагедія, дидактична поема, ода, байка, сатира.
Практиками класицизму були насамперед французькі письменники: поет Франсуа де Малерб, драматурги П'єр Корнель, Жан Расін, Жан-Батіст Мольєр, романістка Мадам де Лафаєт, письменники-афористи Франсуа де Ларошфуко, Жан де Лабрюєр, байкар Жан Лафонтен, пізніше — просвітники Вольтер, Жан-Жак Руссо та інші.

## Поєднання бароко з класицизмом в мистецтві Франції XVII—XVIII ст

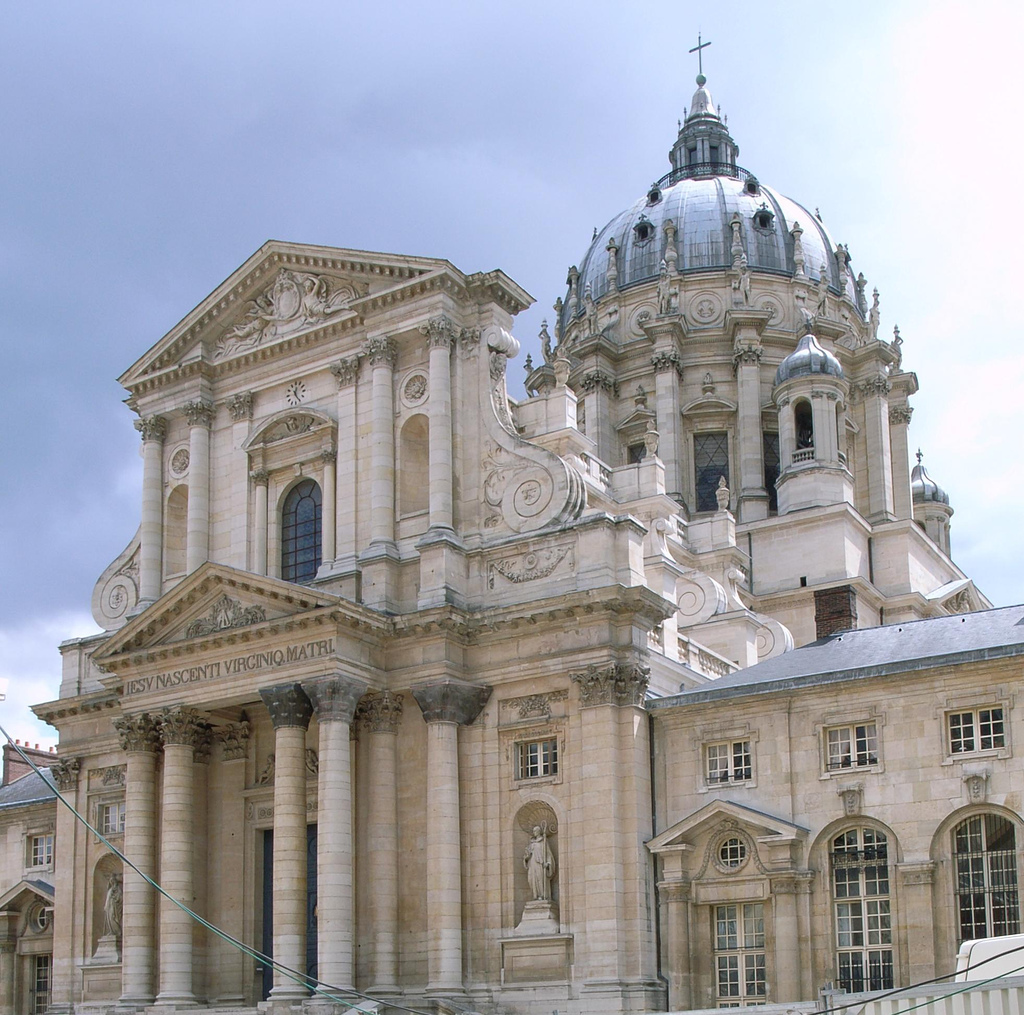
Церква Валь де Грас у Парижі

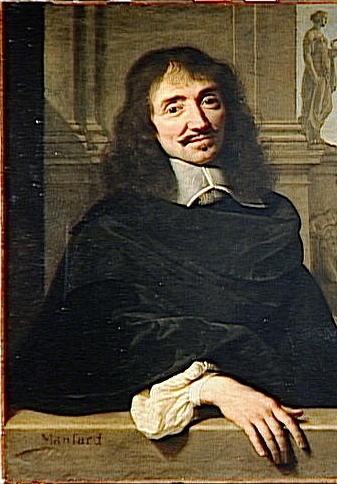
Франсуа Мансар на подвійному портреті Ф. де Шампеня.

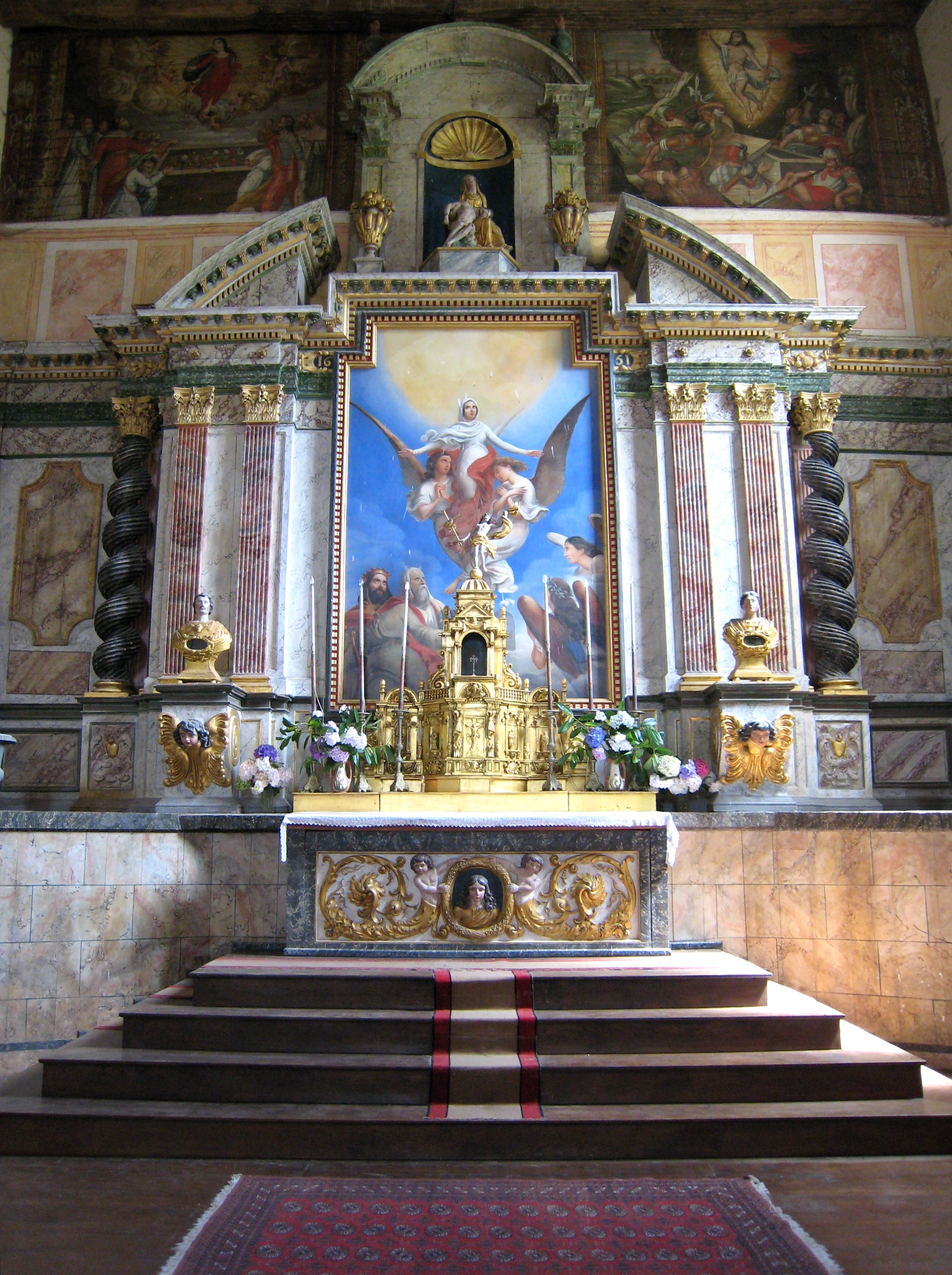
Мортемар, Франція. Вівтарна картина. 17 ст.

На ранішньому етапі розвитку класицизм Франції дивним чином співіснував та переплітався зі стилем бароко. Особливо це відбилося в моді на одяг, в оздобленні інтер'єрів, в портретному живопису майстрів Франції, значно менше в архітектурі.
Цілком бароковим став фасад церкви Валь де Грас в Парижі 1645—1665 рр. (арх. Франсуа Мансар), тим паче, що церкву будували за бароковими зразками церков Риму.
Перехідні форми від пишного бароко до стриманого класицизму має і видатний зразок садиби нового типу — замок Во-ле-Віконт для міністра фінансів Франції Ніколя Фуке, що за 55 км від Парижу (арх. Луї Лево бл. 1612—1670).
Класицизм Франції так і не дав логічно вибудованих теоретичних трактатів у галузі естетики та мистецькій творчості, але ці спроби були (Андре Філіб'єн (1619—1695), офіційний історик короля Франції Луї XIV і французький історик мистецтва, більш зацікавлений в уславленні засобами мистецтва французького монарха.). Взірці класицизму — були, єдиного теоретичного підґрунтя — ні. Навіть творчість найкласичнішого за рисами художника Ніколя Пуссена не позбавилася впливу бароко. Спроби обґрунтувати власну концепцію творчості робив і сам Пуссен, правда не в розгорнутому трактаті, а лише в приватних листах. В листуванні він запровадив теорію модусів та дотримання емоційної рівноваги та середини між двома крайнощами. Але сам вимушено відступав від власних настанов, коли звертався до запеклих батальних сцен («Баталія Ісуса Навина з амореями») чи трагічних подій в історії («Наслідки чуми в Азотті»)
А деякі його картини цілком барокові («Баталія Ісуса Навина з амореями», Москва, «Захоплення Єрусалиму», Відень, «Викрадення сабінянок» Метрополітен, Нью-Йорк, «Тріумф Нептуна і Амфітрити», Філадельфія, США). Лише з роками манера митця стає простішою та нагадує давньоримські барельєфи. Тоді як інша частка полотен перетворюється на справжні формули класицизму — «Аркадські пастухи», Лувр, «Поет, Аполлон і Муза» Лувр, «Йоан Богослов на острові Патмос», Чикаго, інститут мистецтв.
Те ж саме — в релігійних картинах Симона Вуе («Мадонна з немовлям»), тоді як його «Портрет королеви Франції Анни Австрійської у вигляді Мінерви» (Ермітаж) цілком належить естетиці класицизму. Цілком бароковий і Жан-Батіст Наттьє-батько («Дружина Пентефрія залицяється до Йосипа Прекрасного»).
Так, бароковому майстру Лоренцо Берніні були замовлені добудови до палацу Лувр (тепер Східний фасад). Берніні поїхав у Париж з кресленнями та бароковою моделлю добудови. Митці Франції зробили все можливе і неможливе, аби зашкодити та зірвати виконання проєкту конкурентом. Берніні змусили виїхати геть. Офіційно бароковий стиль у Франції — закрили.
Добудову королівського палацу Лувр здійснив француз Клод Перро у 1657—1678 рр., а прибудова стала взірцем класицизму в архітектурі Франції.

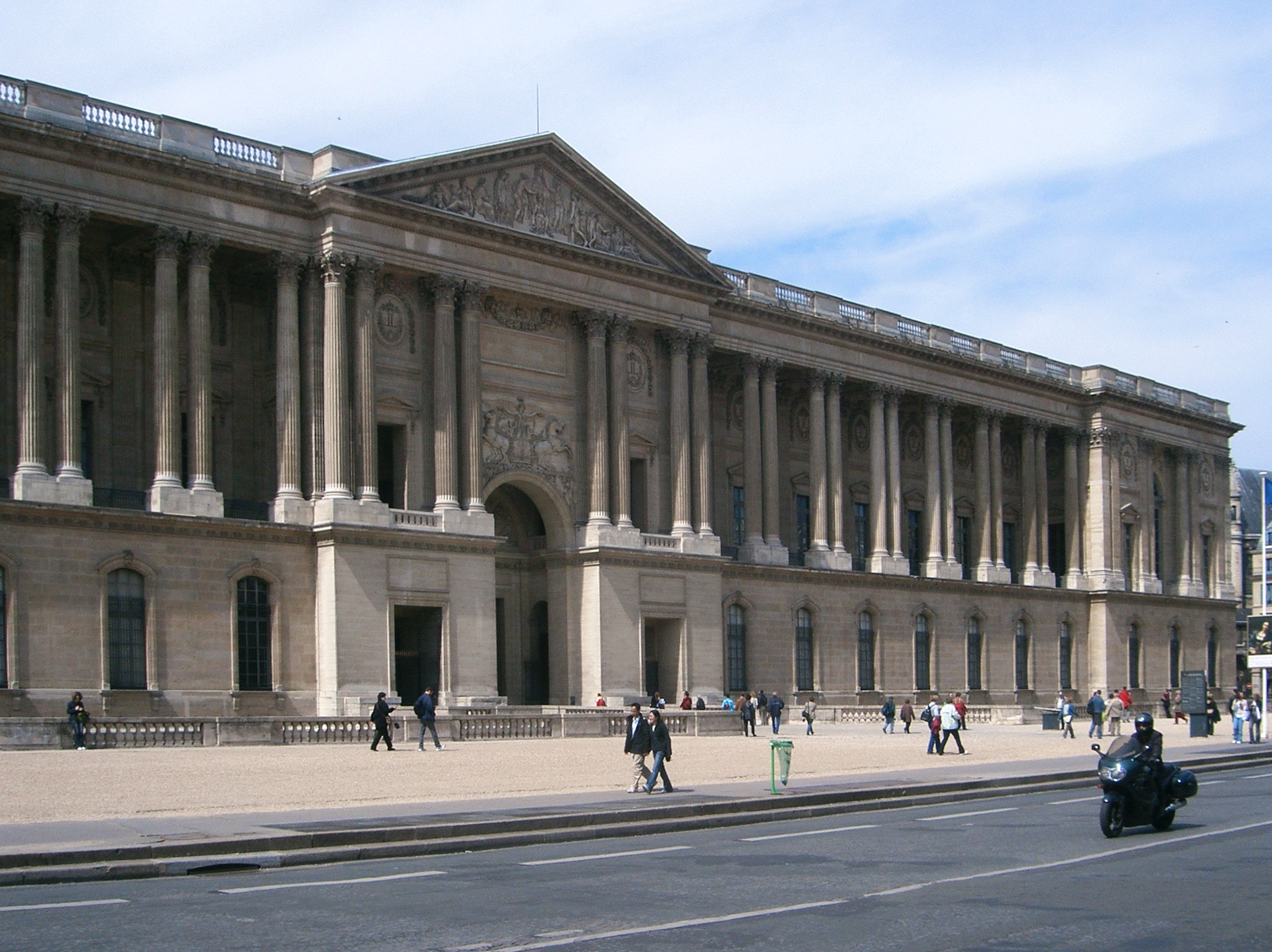
Східний фасад Лувру

Та бароко (стиль живучий, міцний, всебічний і гнучкий) не зник і після його офіційного закриття у Франції. Достатньо подивитися на парадні портрети пензля митців Франції: Ларжильєр «Автопортрет з родиною» 1712, Луї Токе «Маркіз Мариньї» 1755, Кантен де Латур «Маркіза Помпадур з нотами» 1755, Наттьє-син «Імператриця Катерина I» 1717 — всі барокові. Пишна стилістика бароко зберегла власні позиції й у театрально-декораційному мистецтві Франції.
Бароко не здало позицій і в скульптурі (Пюже «Загибель Мілона Кротонського від лева», Куазевокс «Погруддя гравера Одрана»). Чого тільки варте «Погруддя короля Луї XIV» того ж Берніні (шедевр бароко), схвально прийняте королем та виставлене в королівській резиденції Версаль.

## Компромісний класицизм Крістофера Рена, Англія
Головним представником класицизму Англії вважають архітектора Крістофера Рена (1632—1723). Це йому доручили побудову собору св. Павла в Лондоні після Великої пожежі 1666 р. Стримані форми нового собору й справді досить класичні. Але бароко відчувається в розмірах будівлі та завершенні дзвіниць. Відхилявся Рен від класицизму й в побудованих ним парафіяльних церквах, де знайшли своє місце форми бароко і навіть улюбленої в Британії готики. Все це в добу класицизму Англії.

## Класицизм у Франції XVIII ст

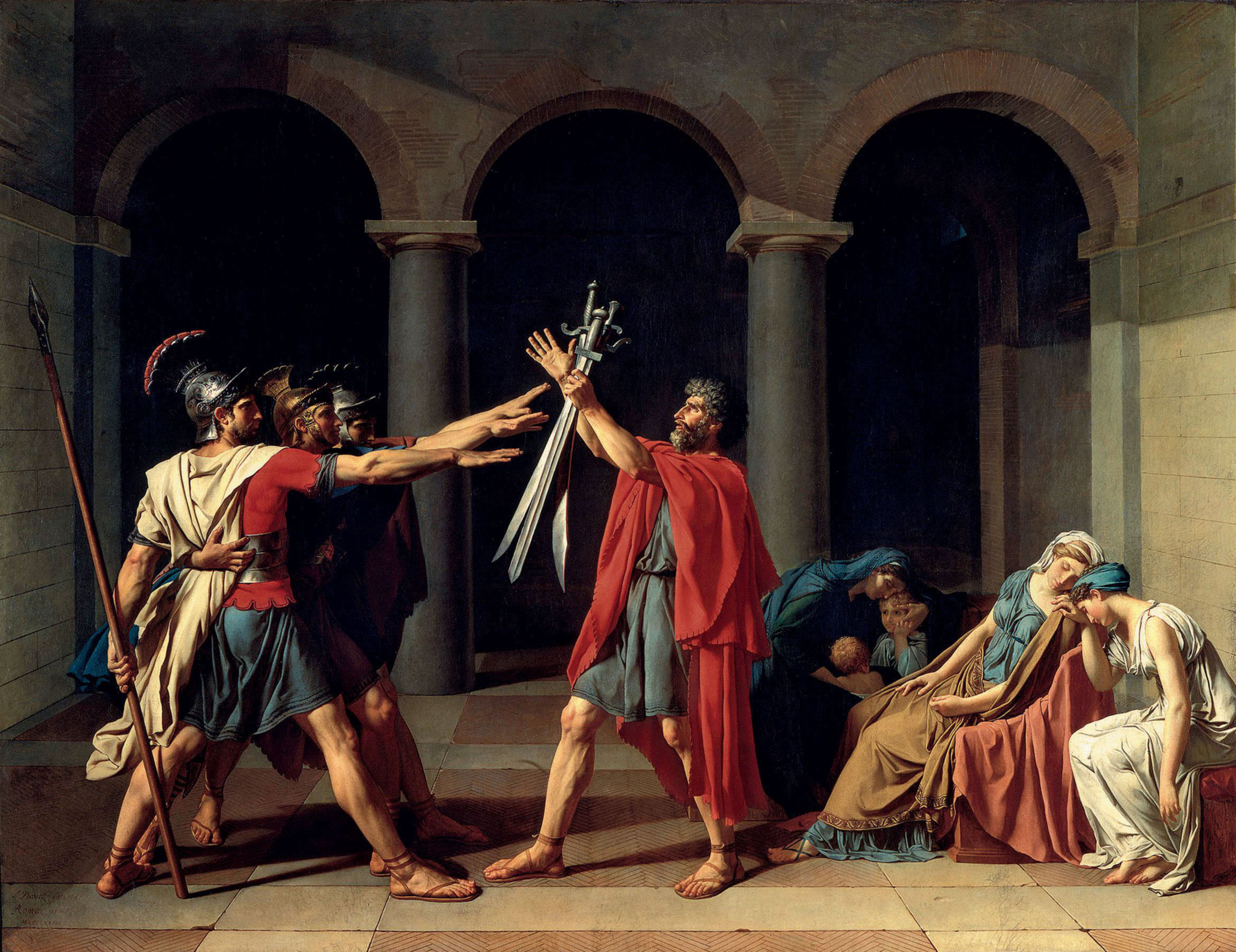
Жак-Луї Давід. «Присяга Гораціїв» (1784).

Відомо, що приватні замовники Франції були прихильниками стриманих варіантів бароко чи французького рококо. Але класицизм підживлював замовленнями та грошима королівський двір, що вбачав в ньому ідеальні умови схвалення абсолютизму. Саме королівський двір створив Школу образотворчих мистецтв, де переважав класицизм як офіційний державний стиль.
Показовою стала художня доля Жака-Луї Давіда (1748–1825). Він — учень майстра рококо Ж. М. Вьєна. І його перші твори цілком в стилі рококо.
Подивимось на картину Давида ранішнього періоду «Смерть філософа Сенеки». Фігурки людей — маленькі, всі метушаться навколо помираючого, жести — занадто театральні, а колорит — як на обгортці цукерки. Забуваєш, що це розповідь про смерть.
Після одержання Римської премії та перебування у Римі виникає абсолютно інший митець, послідовник класицизму, його найкращий представник у мистецтві Франції 18-го століття. Програмним твором цього періоду стала картина «Присяга Гораціїв». Ніяких маленьких фігур, ніякої метушні, ніяких солоденько-цукеркових фарб. Брати клянуться перед військовим походом і йдуть на смерть. Смерті ще нема (два брати з трьох загинуть), а смерть уже відчувається в суворих фарбах і урочисто-пригніченому настрої твору.
Творчі періоди Давіда умовно можна поділити на:
- початковий (в стилі рококо)
- класицизм римського періоду
- революційний класицизм
- ампір.

Отже, Жак-Луї Давід не одразу став представником класицизму. На відміну від його послідовників — Жерара, Герена, Гро, Ан-Луї Жироде де Русі-Тріозона та ін.
Особливо цікаве співіснування класицизму Давида, найкращого представника неокласицизму в мистецтві тієї доби, з творами відвертого прихильника рококо Жана-Оноре Фраґонара (1732—1806).

## Театральні декорації П'єтро Гонзага

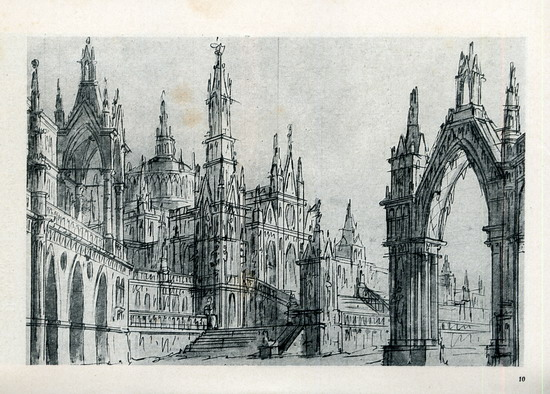
«Фантазійний готичний собор» П'єтро Гонзага
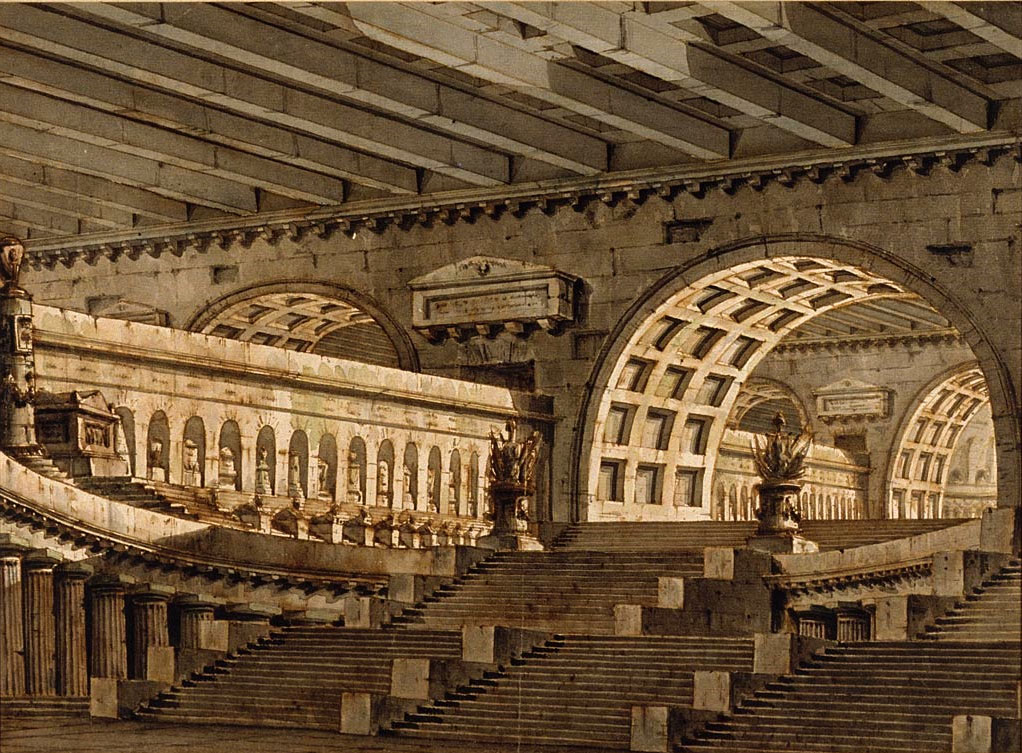
«Заглиблений мавзолей» П'єтро Гонзага, 1780-ті рр.Художній інститут Чикаго
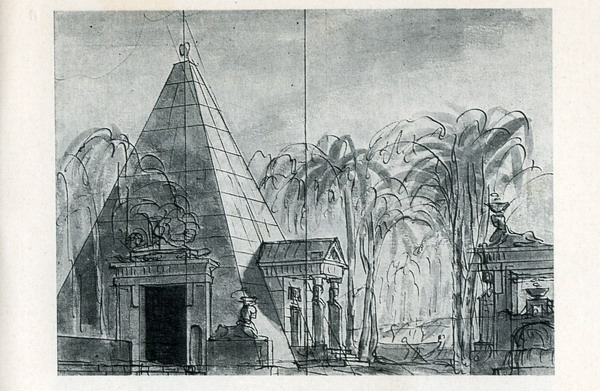
«Фантазійна піраміда.» П'єтро Гонзага
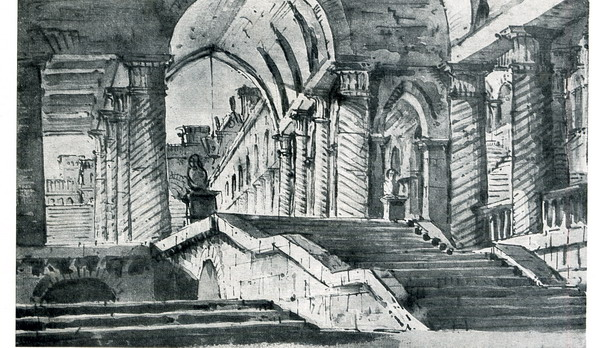
«Галерея перед двором замку.» П'єтро Гонзага, всі — ескізи театральних декорацій.

## Недоліки стилю

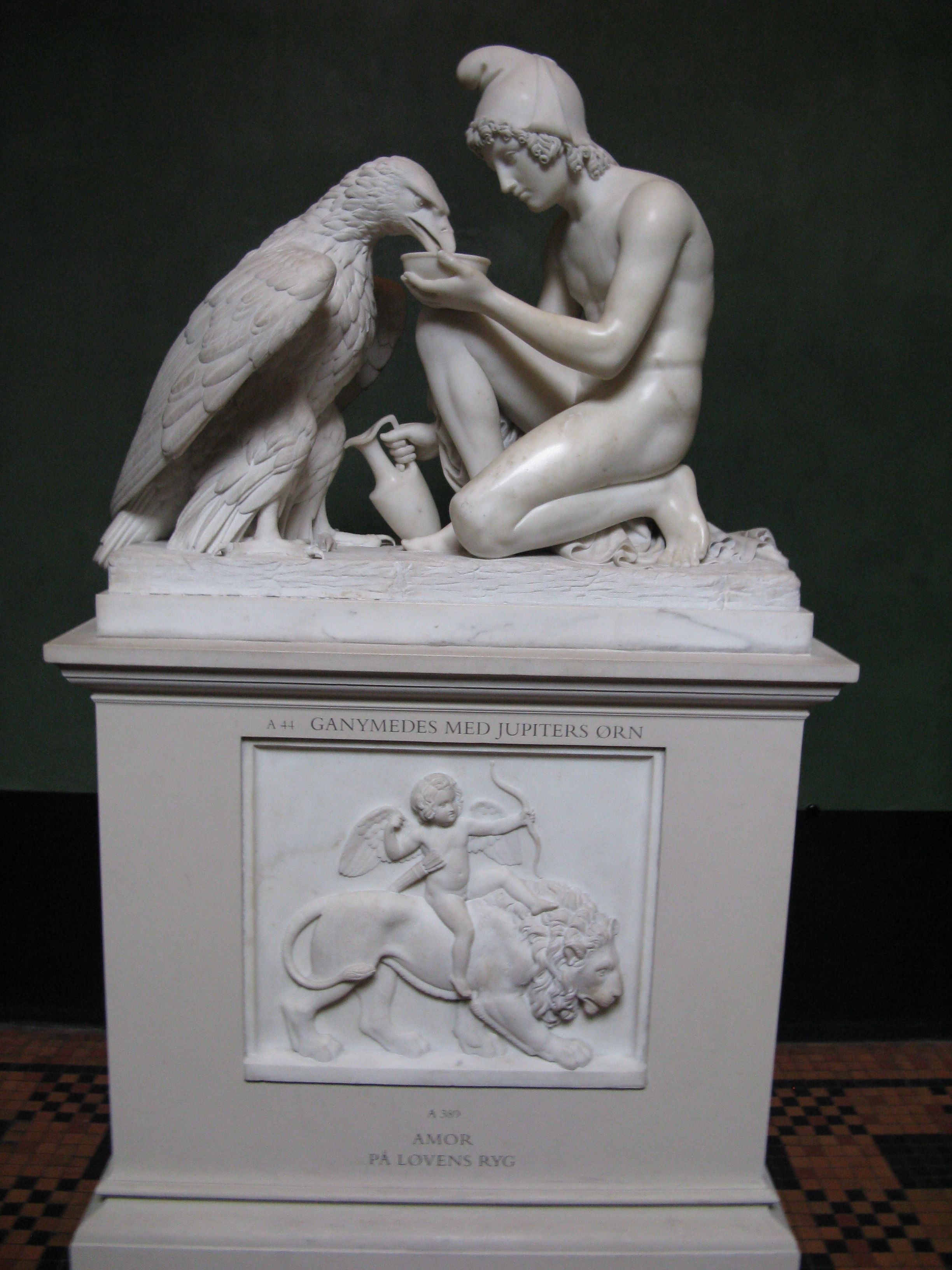
Бертель Торвальдсен. Ганімед годує орла Зевса. Копенгаген, Данія.

До недоліків стилю класицизм і його нащадка академізму належать приреченість до постійних повторів вироблених зразків, швидке падіння в стереотипні рішення, консервація рішень. Жорстка заданість переходила в класицизмі в надісторичність, в ігнорування сучасності. Адже задовго до цього вже вироблені ідеально прекрасні форми та пропорції. Залишається лише їх наслідувати, бо виникає ілюзія причетності до ідеальної краси та вічності.
У живопису виникає низка Венер, Ганімедів, Аполлонів, йде процес постійного відтворення сюжетів античної міфології чи історії. Стиль виходить із хибної тези абсолютного ідеалу, вже виробленого в античні часи. Доходило до механічного, некритичного переносу вже створених проєктів з однієї кліматичної зони до іншої. Серед таких прикладів — копії італійської вілли Ротонда — в Британії, Палладіїв міст у парку Царського Села тощо. Міст був скопійований з проєкту Андреа Палладіо архітектором В. Неєловим і вибудований в 1772—1774 роках. Реакцією на помірковану, малоемоційну архітектуру класицизму стають романтичні течії — псевдоготика, шинуазрі, туркоманія, єгиптоманія, що охопили практично всі країни Західної Європи. Це і дозволяло досягти різноманітності та відійти від нудного, монотонного використання одноманітних колонад, трикутних фронтонів, портиків, однакових що в Британії, що в Росії, що в Бразилії тощо.
До того ж успішна практика існування європейських стилів готика, відродження і маньєризму, бароко, рококо, сецесії та модернізму довела, що сталого ідеалу краси в житті та в мистецтві (на чому помилково наполягав класицизм) — нема, що кожна нова доба (і її талановиті представники) здатні виробити власні ідеали і яскраво втілити їх у власній творчості. Стандартизація обдарувань художників в 19-му столітті досягала такого надзвичайно загрозливого рівня, що їхня художня індивідуальність зникала при повній їх освіті, всій майстерності виконання творів та при наявності ознак стилю.

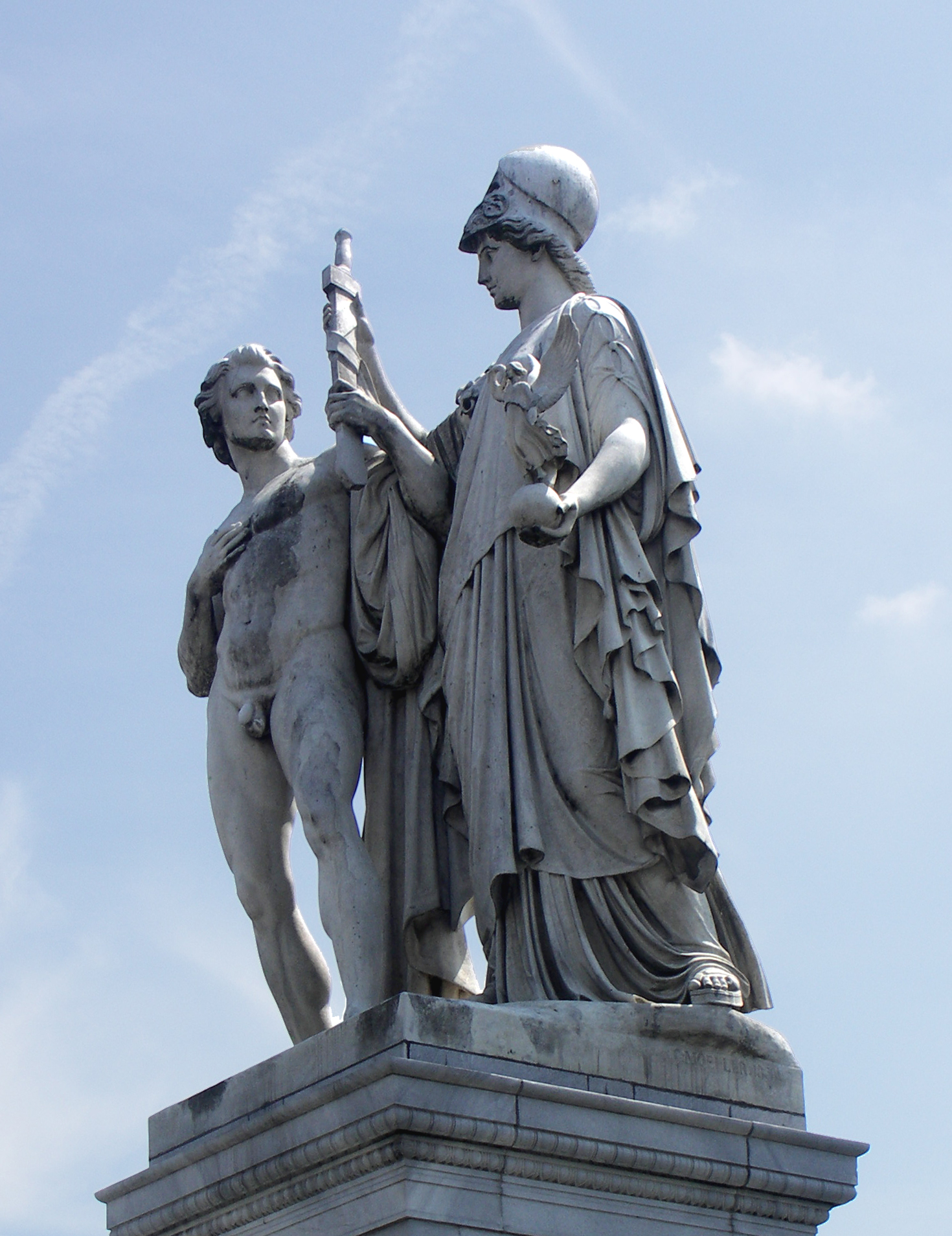
Карл Генріх Мюллер. «Афіна та молодий вояк», 1851 р. Палацовий міст, Берлін.
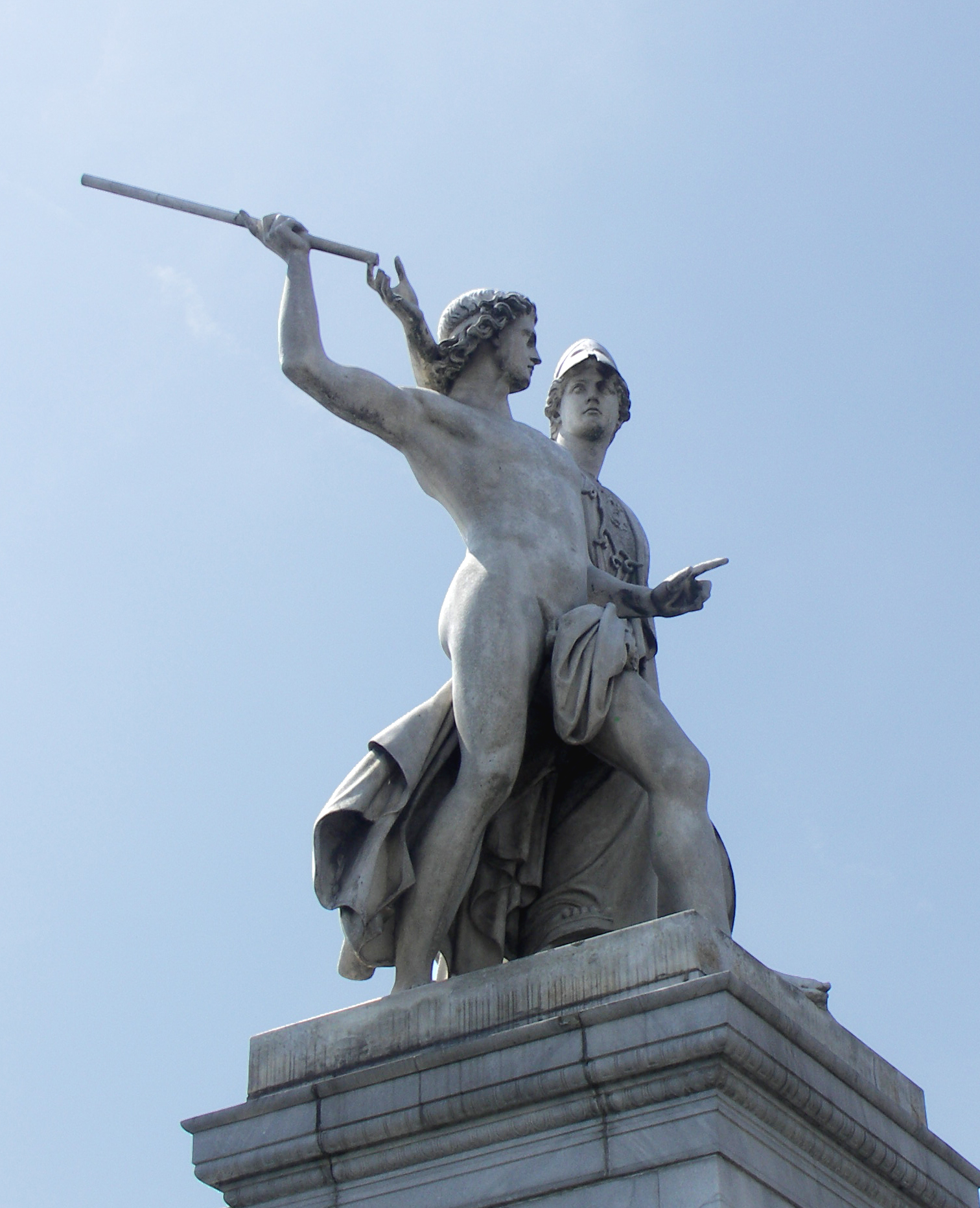
Герман Шевельбейн. «Афіна навчає молодого вояка», 1853 р. Палацовий міст, Берлін.
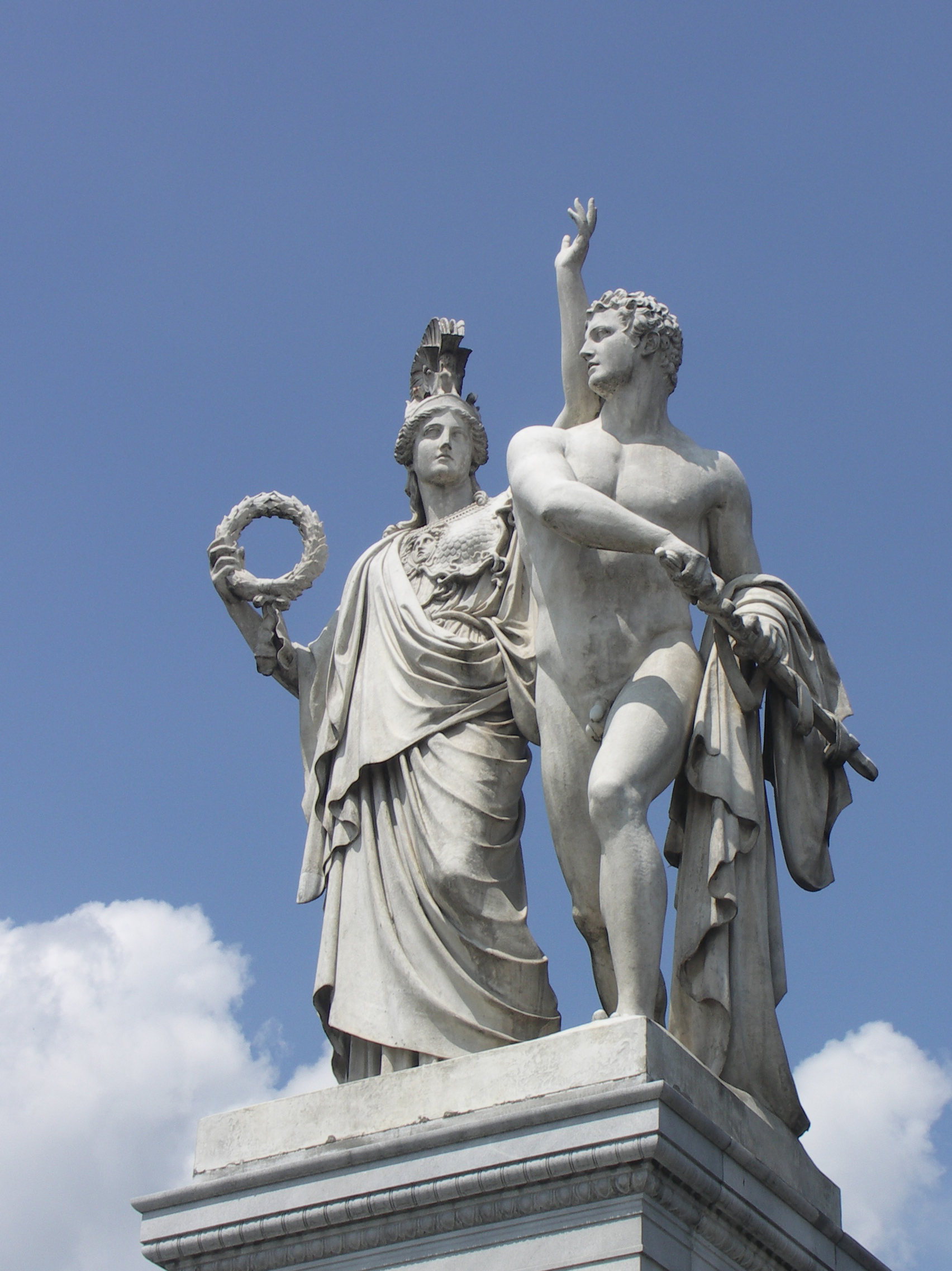
Альберт Вольф. «Афіна навчає Діомеда», 1853 р. Палацовий міст, Берлін.
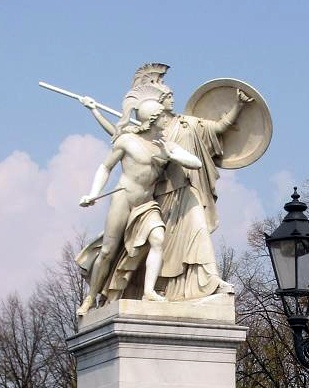
Густав Блейзер. «Афіна захищає молодого вояка». 1854 р. Палацовий міст, Берлін.

## Класицизм у малярстві Європи (відомі представники)

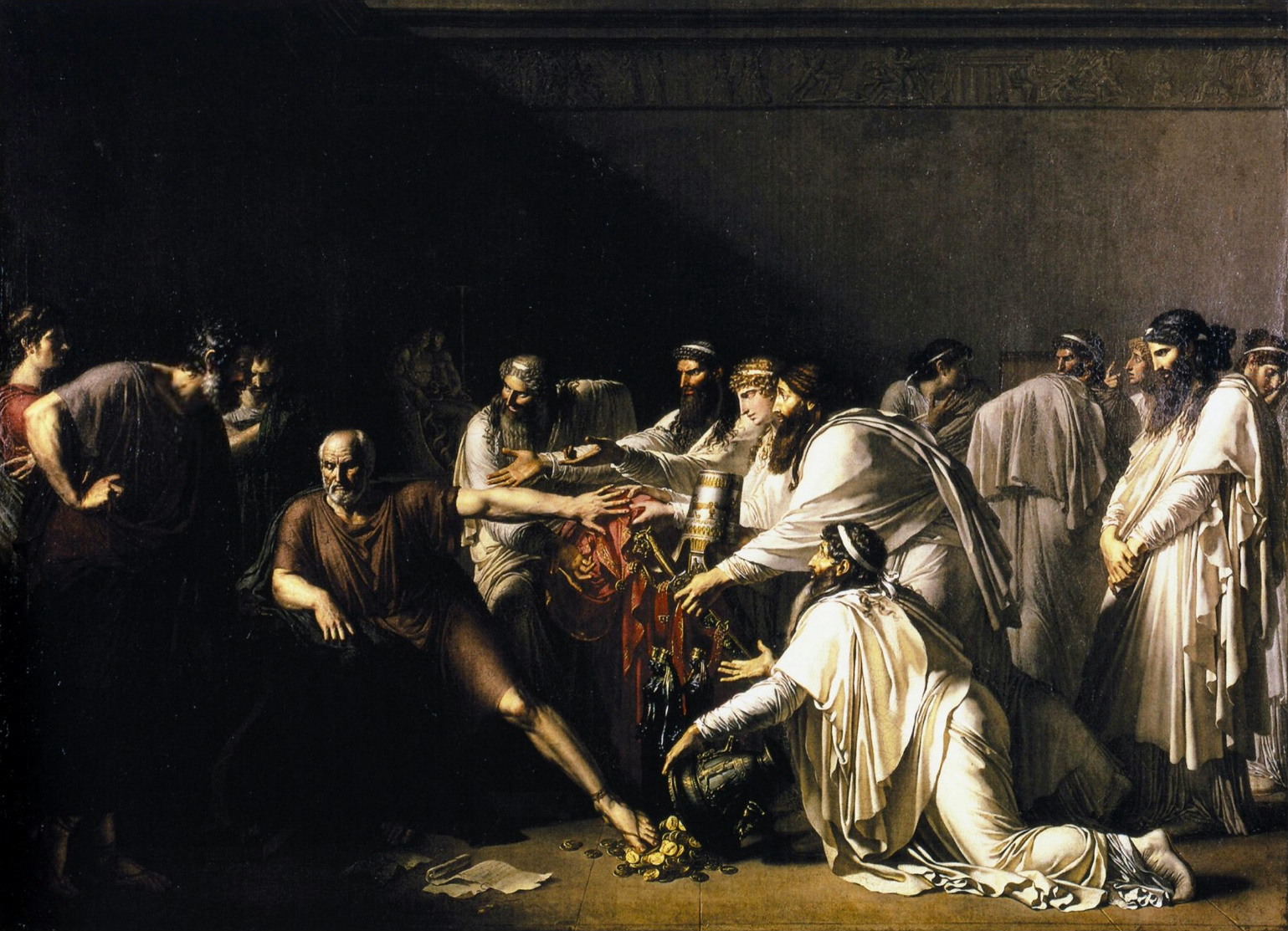
Ан-Луї Жироде де Русі-Тріозон, «Патріот Гіпократ відмовляє посланцям Персії», 1792 р. Музей історії медицини, Париж.

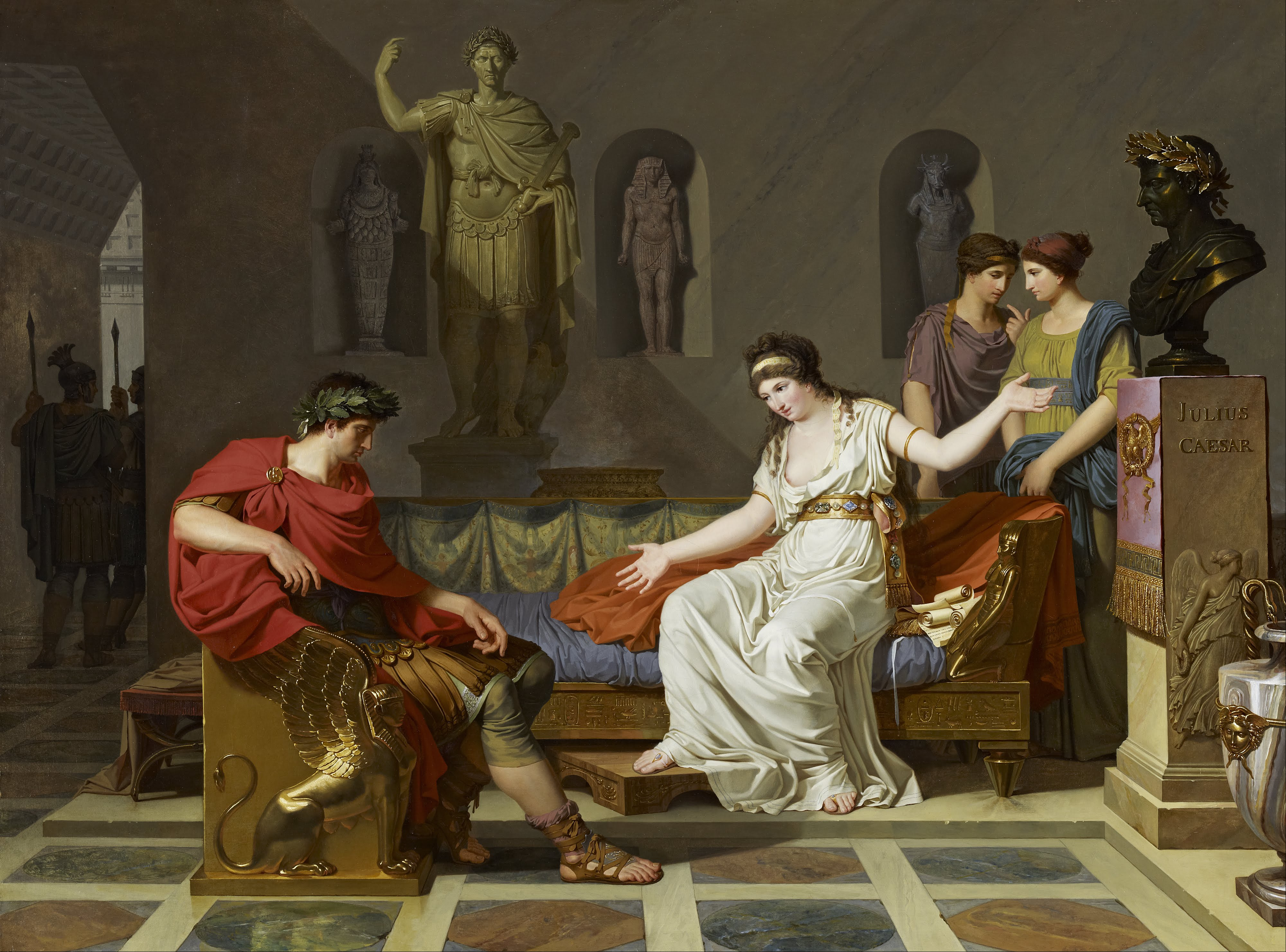
Луї Каффйєрі. «Октавіан Август і Клеопатра», 1787 р. Національна галерея Шотландії

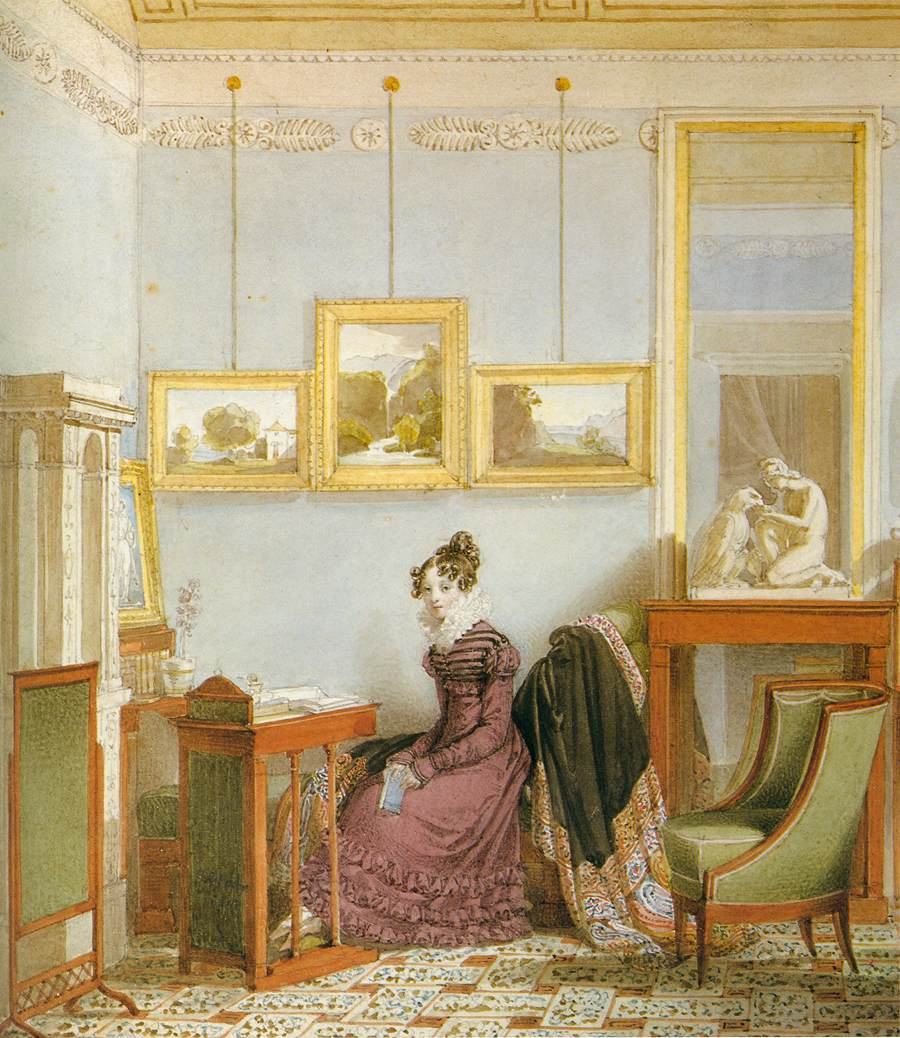
Йоган Ендер. «Пані за письмовим столом», 1820 р.

Класицизм не міг узгодити суперечність між двома началами людської природи — між матеріальним і духовним, між розумом і чуттям. Звідси йде раціоналістичне протиставлення розуму, трактованого як самодостатній. Єдиний і абсолютний засіб пізнання, чуттєвим зв'язкам людини з навколишнім світом. Звідси вкрай одностороннє розуміння натхнення і творчого процесу, яке виключає присутність індивідуального досвіду, емоційних факторів, інтуїції, а головне — постійної зумовленості форми художнього твору конкретним життєвим змістом.
- Жак-Луї Давід (1748—1825), Франція
- П'єр Нарсіс Герен (1774—1833), Франція
- Антуан Жан Гро (1771—1835), Франція
- Жан-Батист Реньо (1754—1829), Франція
- Гільом Гільон Летьєр(1760—1832), Франція
- Жак Реаттю (Jacques Réattu, 1760—1833), Франція
- П'єр Поль Прюдон (1758—1823), Франція
- Ан-Луї Жироде де Русі-Тріозон (1767—1824), Франція
- Леон Коньє (1794—1880), Франція
- Бенджамін Вест (1738—1820), Велика Британія
- Гевін Гамільтон (1723—1798)
- Лосенко Антон Павлович (1737—1773), Російська Імперія
- Помпео Батоні (1708—1787), Італія
- Йоган Ендер (1793—1854), Австрійська Імперія
- Томас Дежорж (1786—1854)

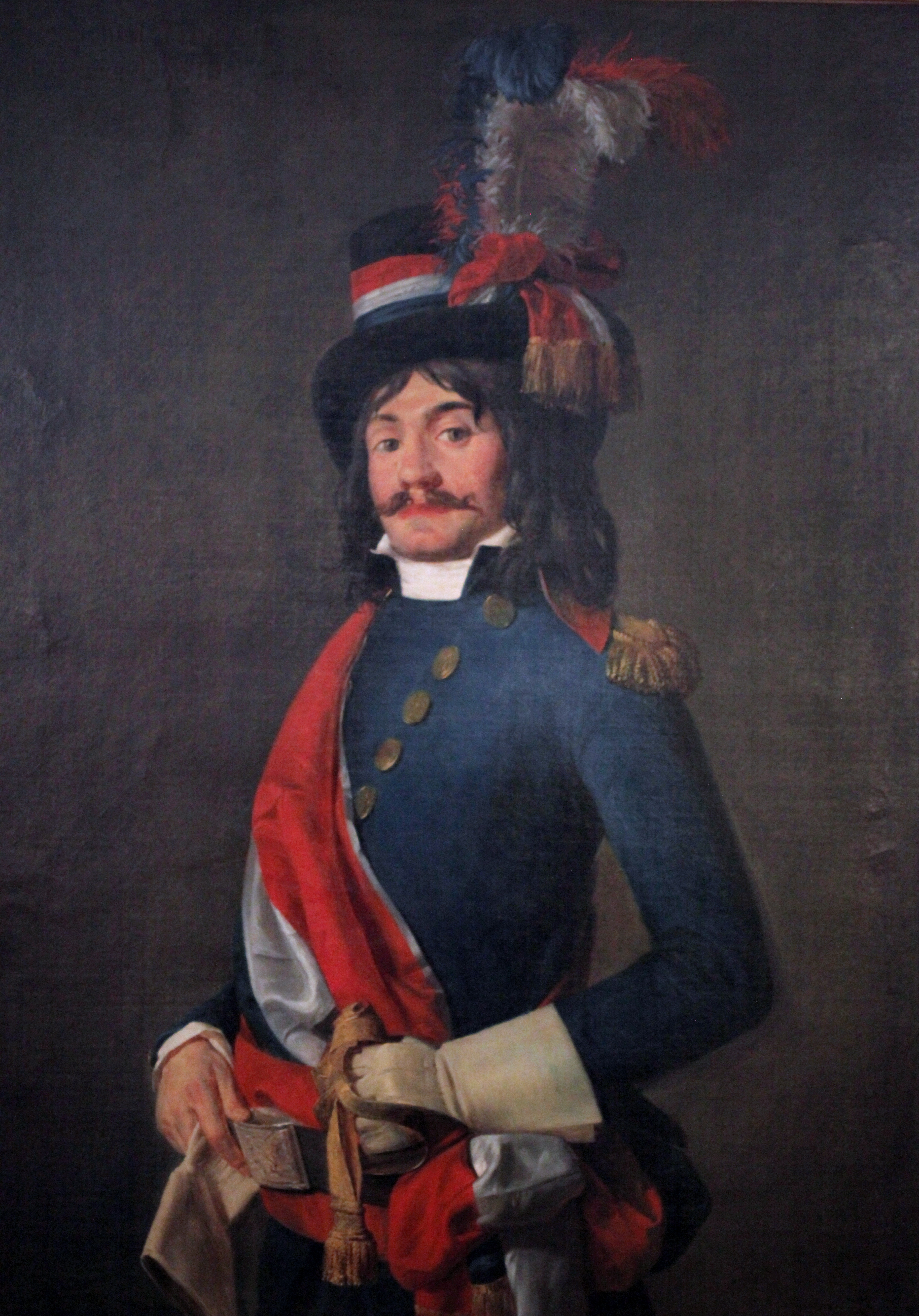
Депутат революційного Конвенту Ж.-Б. Мійо, 1794.
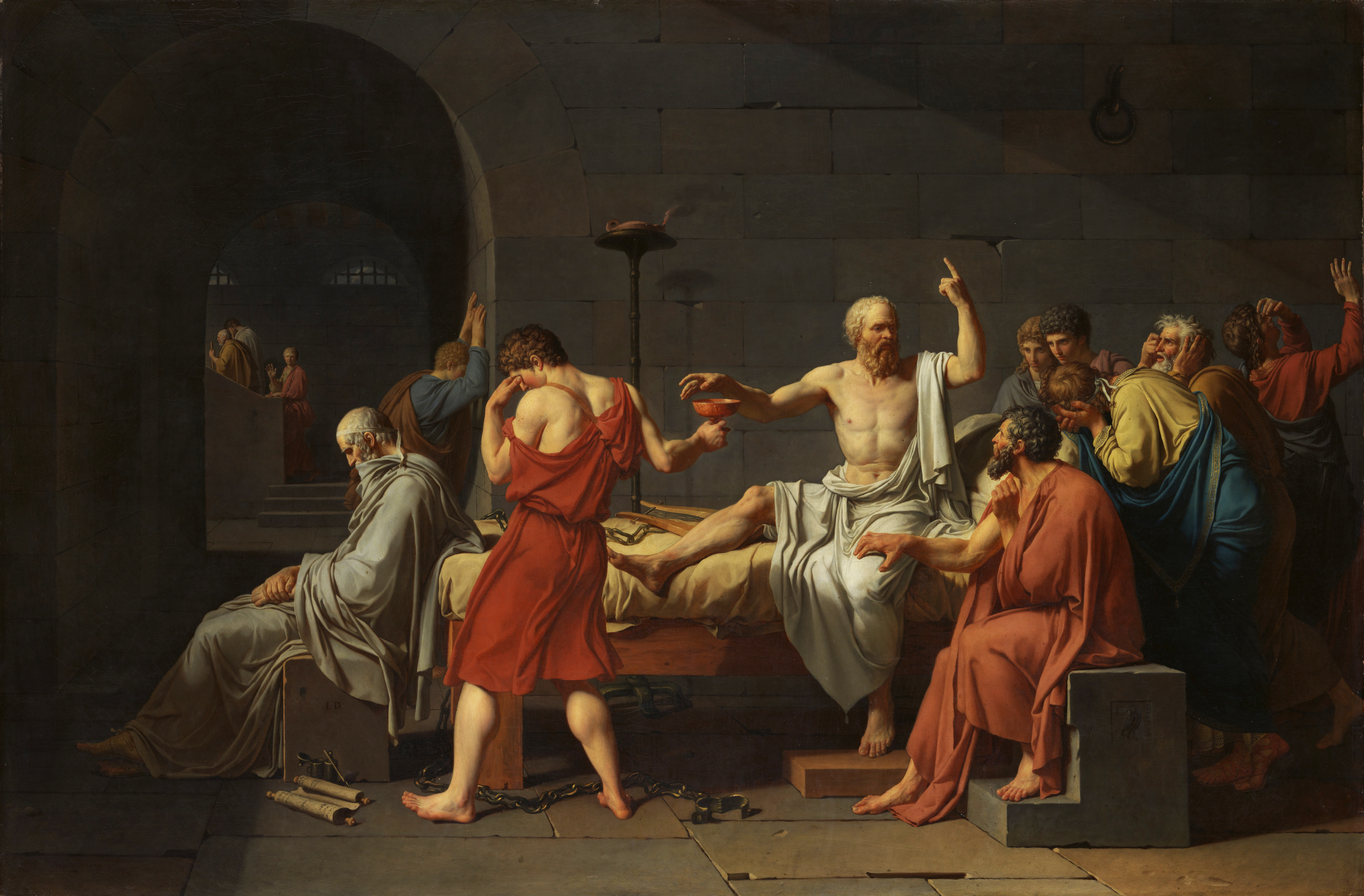
Худ.Давід, «Смерть Сократа», 1787, Метрополітен-музей
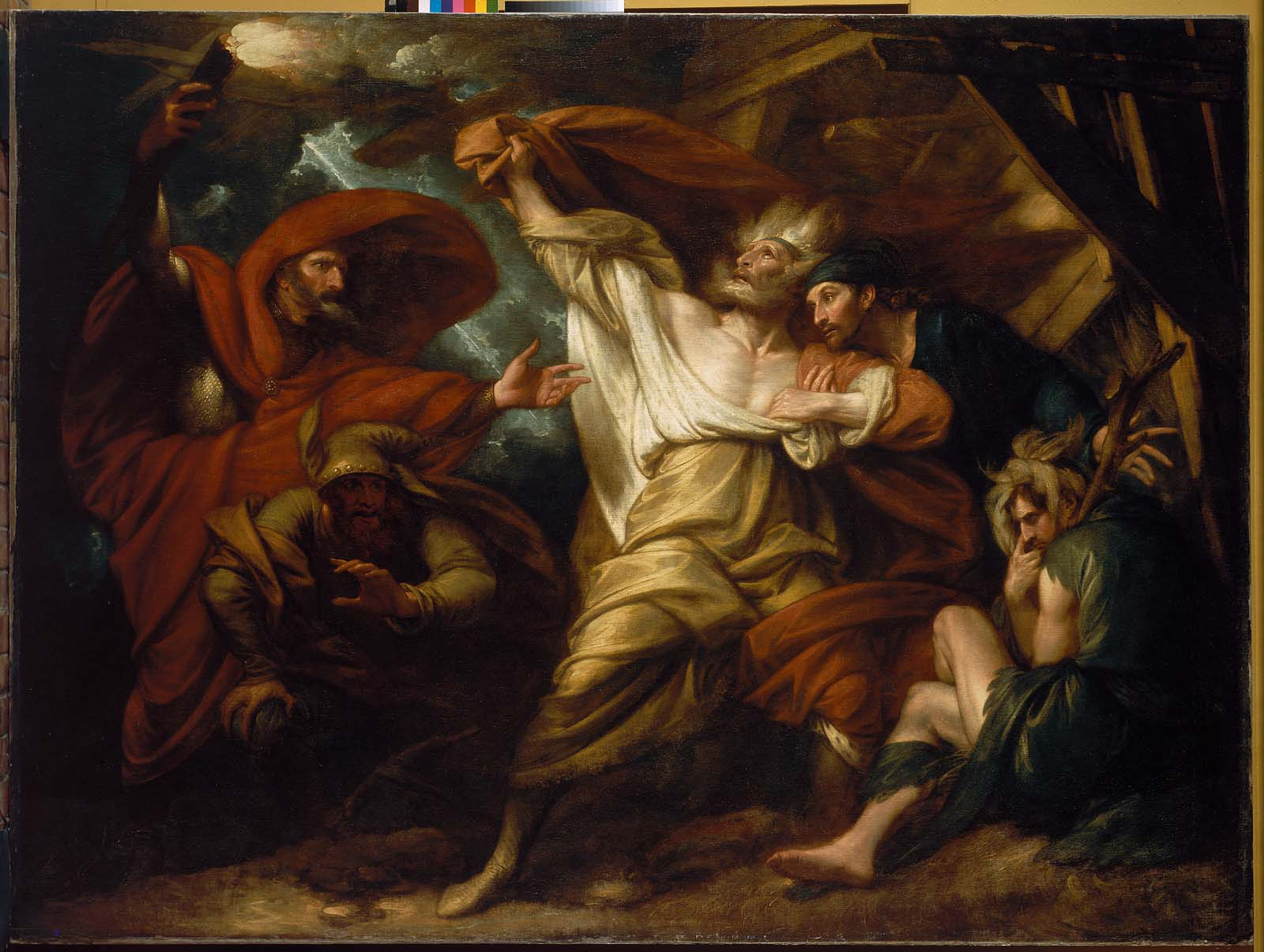
Бенджамін Вест, Король Лір, III акт вистави, Бостонський музей образотворчих мистецтв
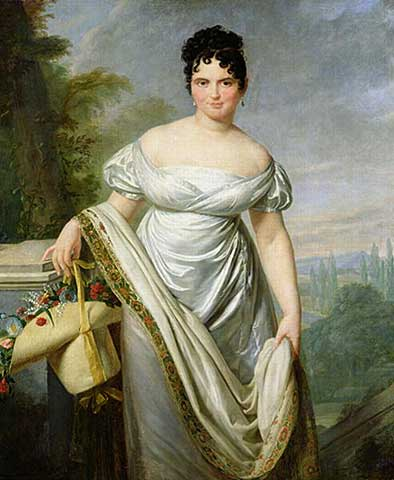
Худ.Давід, портрет мадам Тальєн.
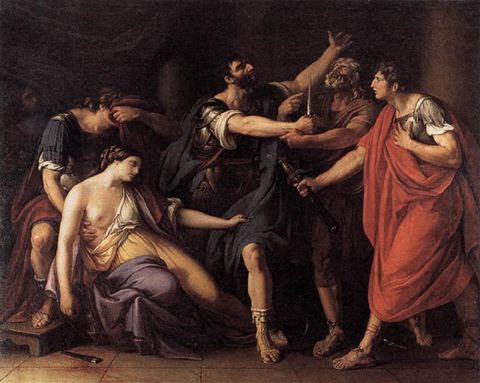
Гевін Гамільтон, «Присяга Брута», 1764
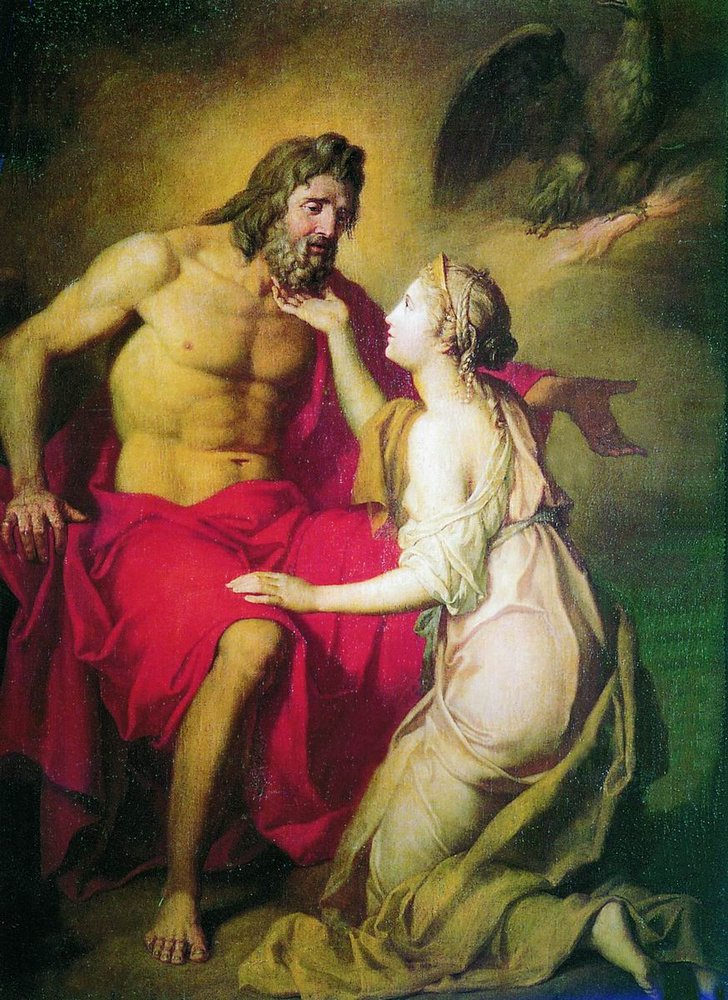
Худ. А.Лосенко, «Зевс і Тетіс»
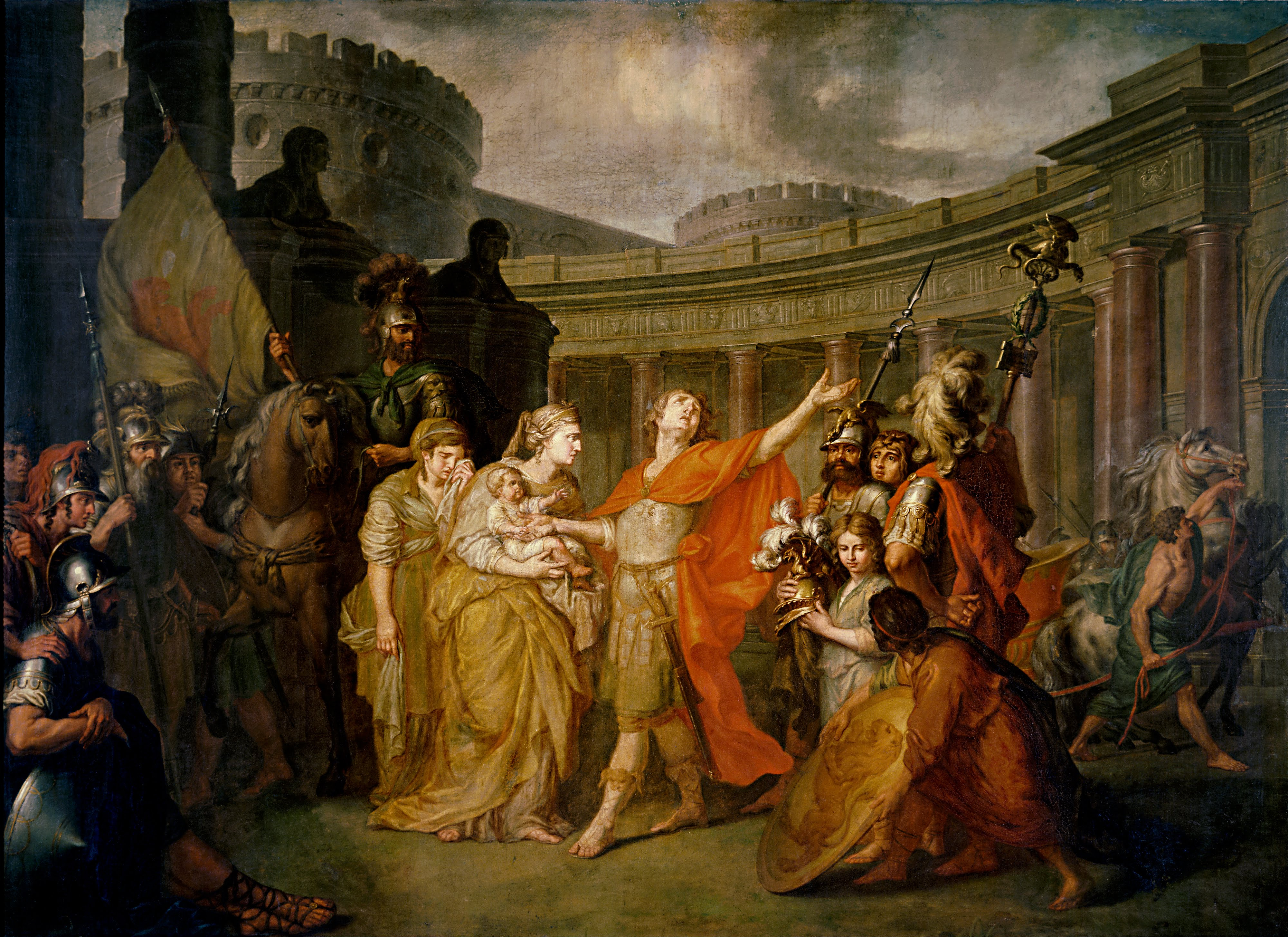
Худ. А.Лосенко, «Прощання Гектора з Андромахою»
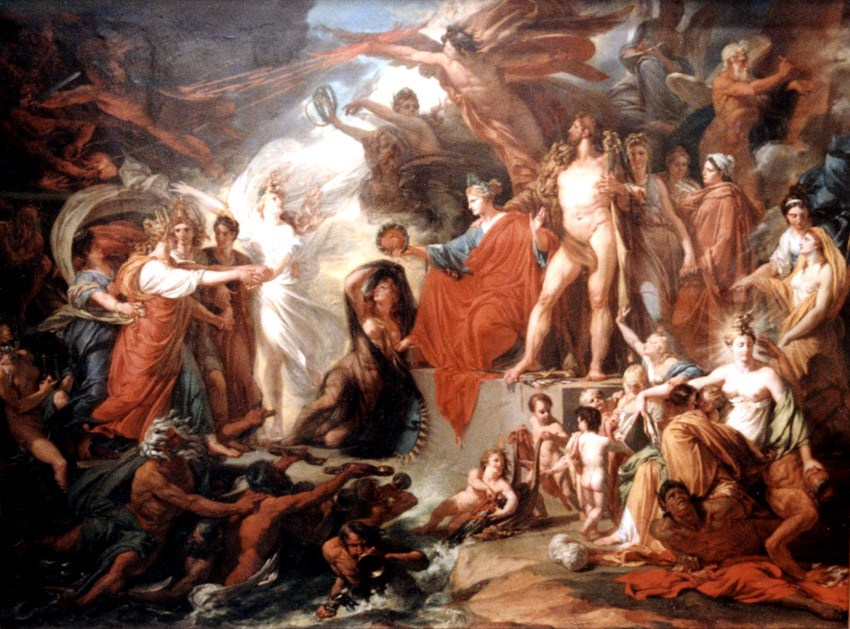
Жак Реаттю, «Тріумф Цивілізації», 1793, Гамбург, Кунстхаллє
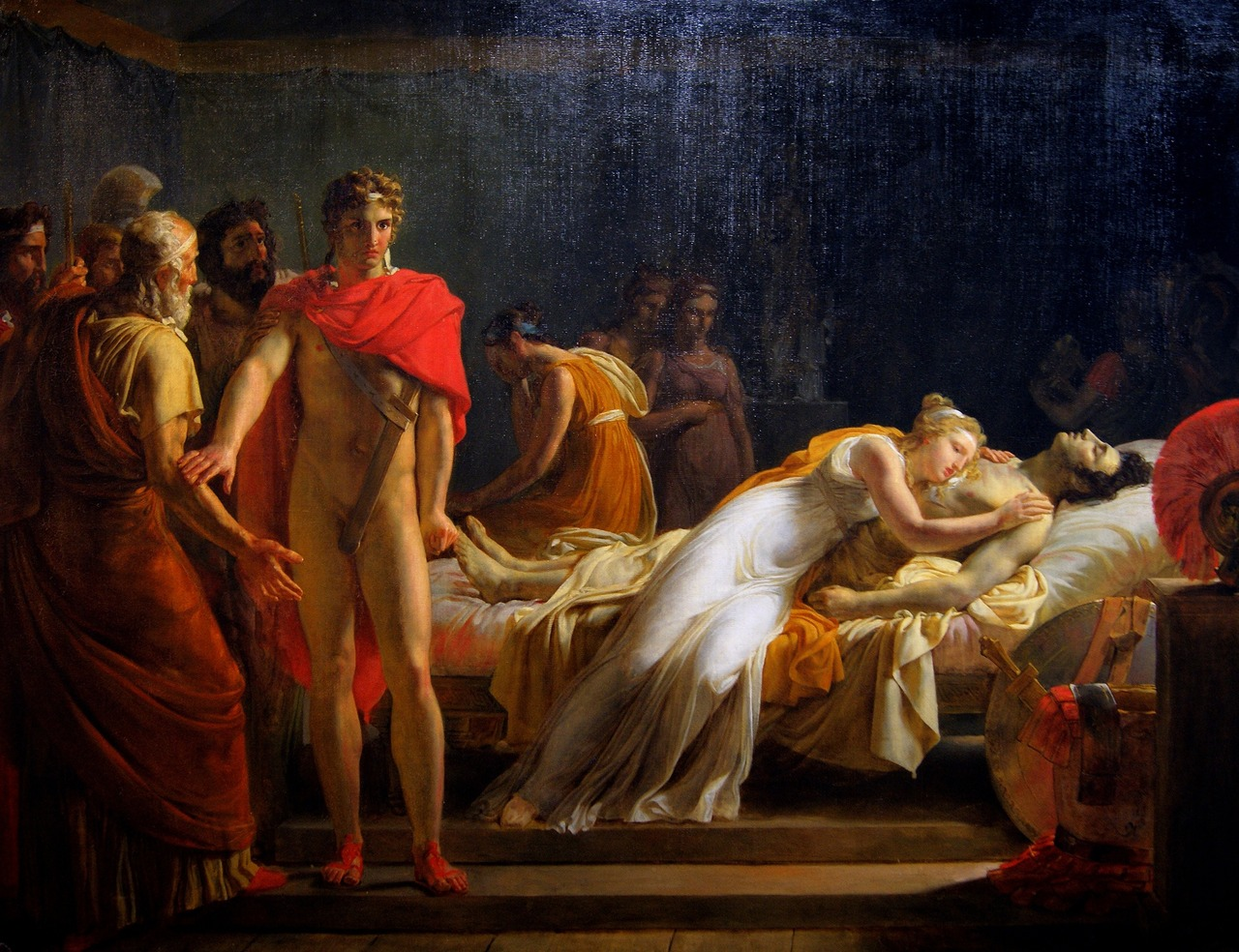
Леон Коньє. «Брісеіда оплакує труп Патрокла в наметі Ахілла» (Троянська війна), 1815 р., Музей мистецтв, Орлеан.
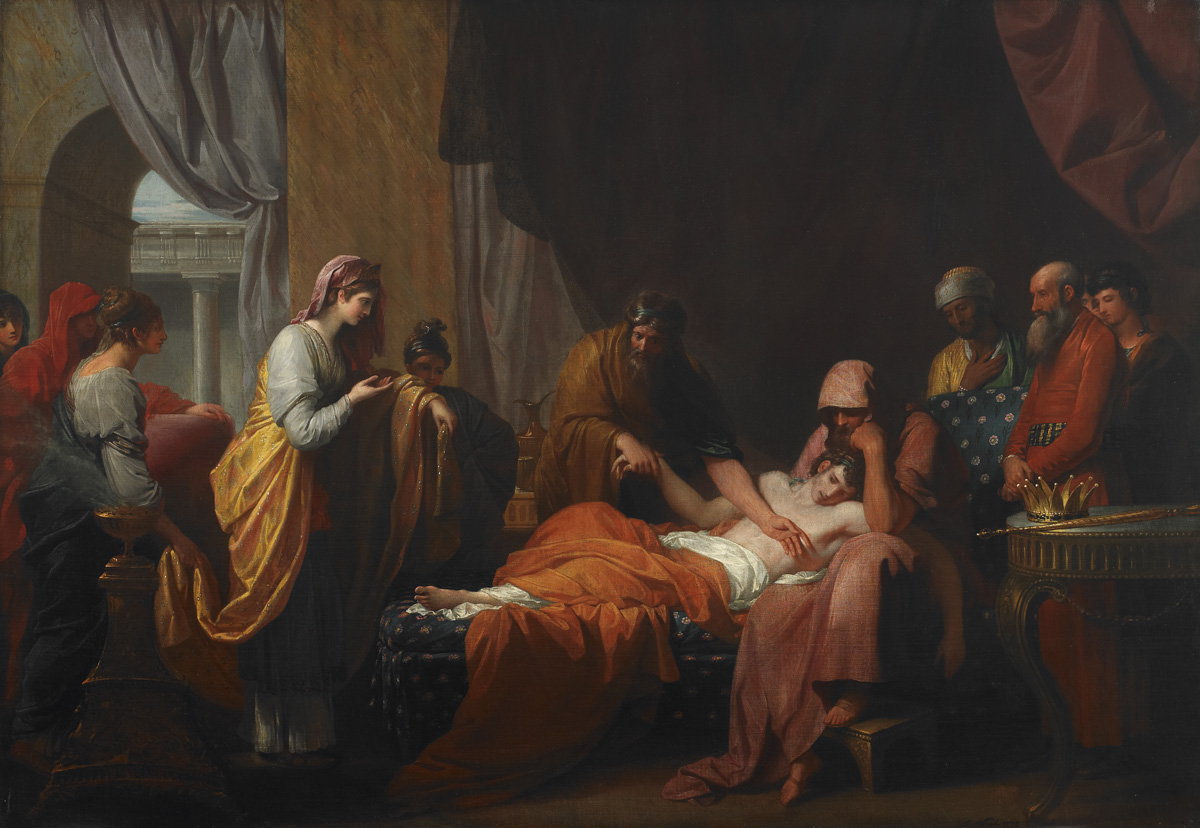
Бенджамін Вест. «Лікар Еразістрат відкрив, що Антіох хворіє коханням до Стратоніки», 1772 р., Художній музей (Бірмінгем), США
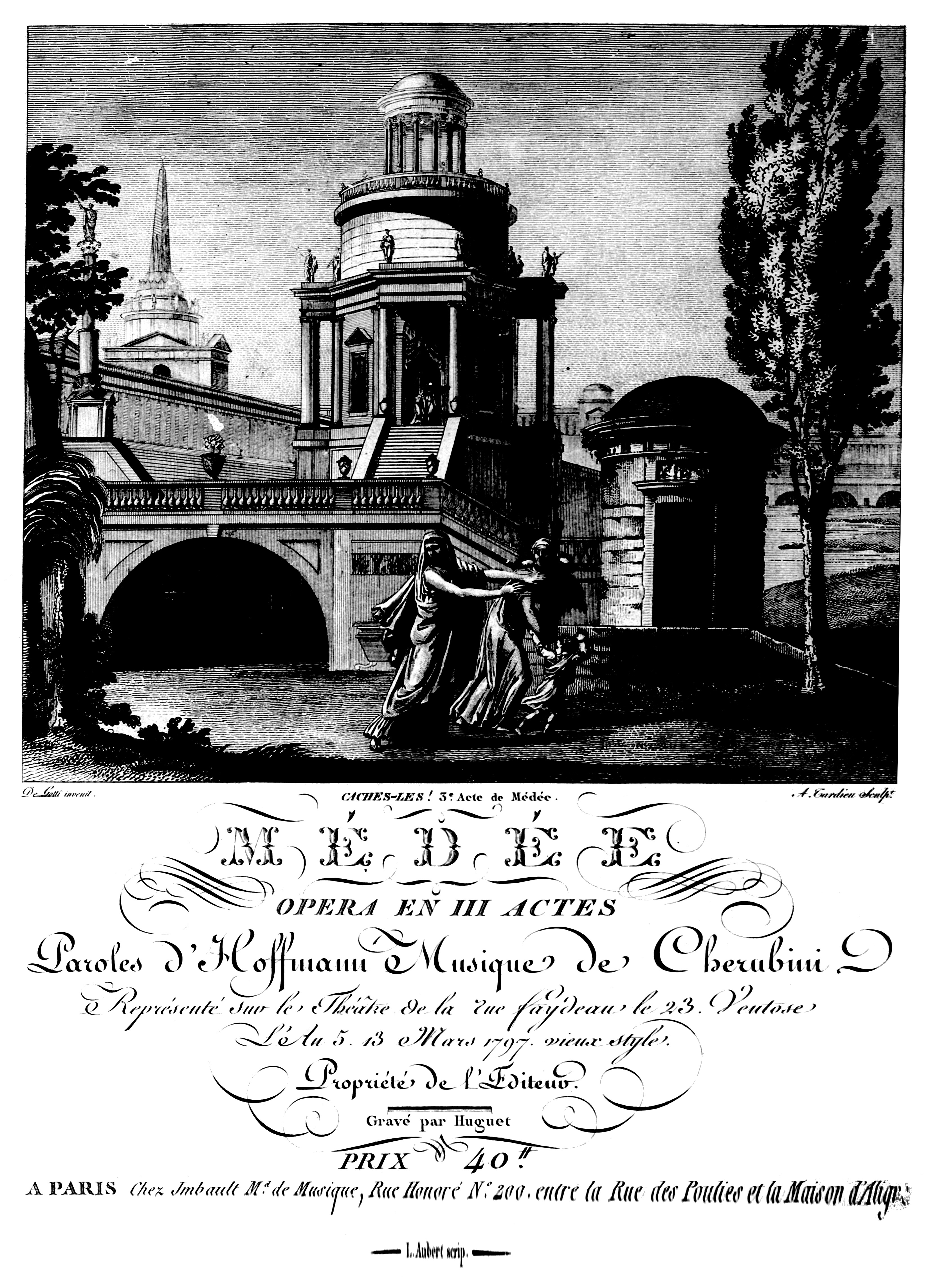
Титульна сторінка з декором класицизму, опера Л. Керубіні «Медея». 1797 р.
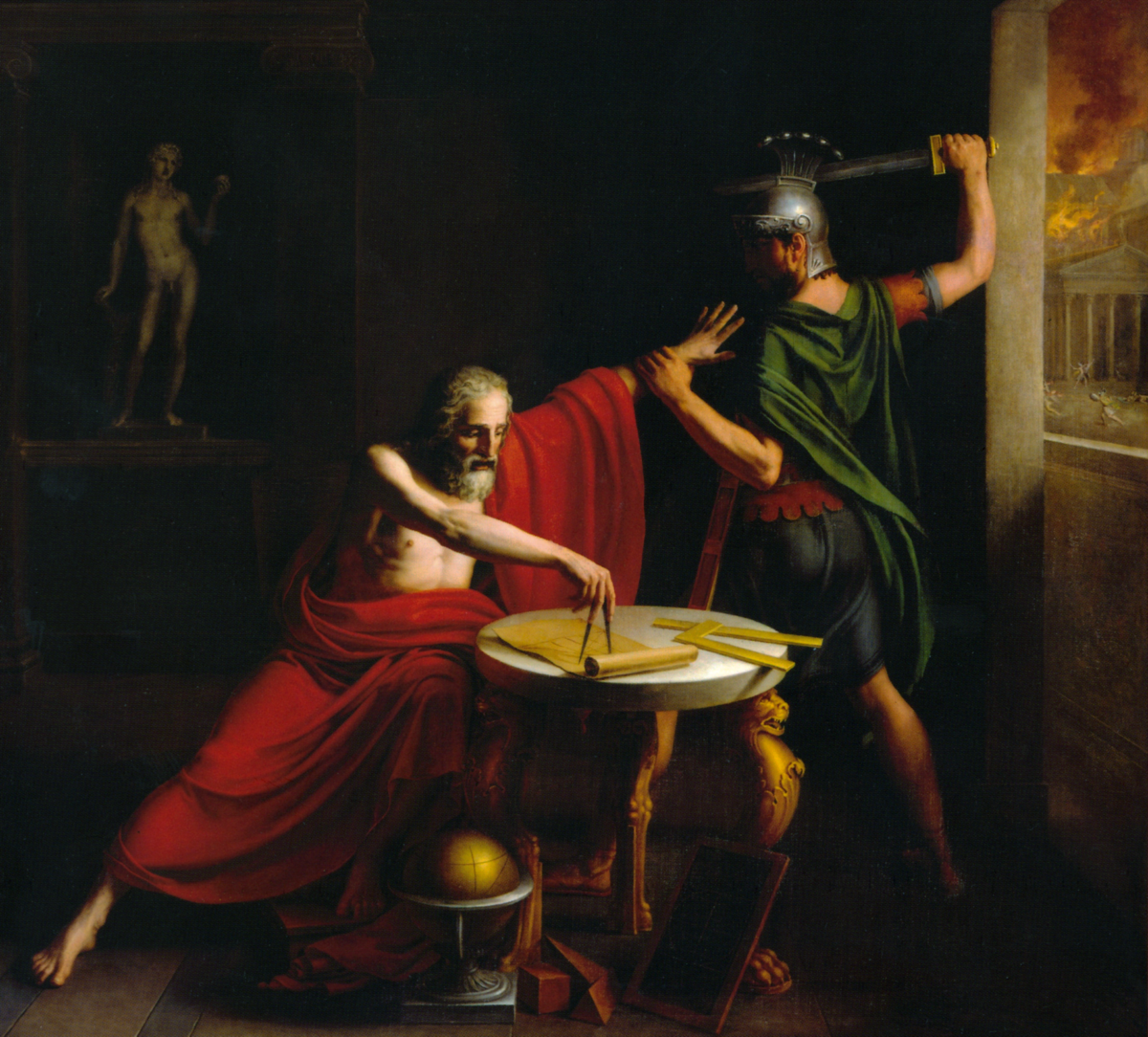
Томас Дежорж. «Смерть Архімеда Сіракузького» або «Не руйнуй моїх креслеників», 1815 р.

## Надгробок і монументи доби класицизму

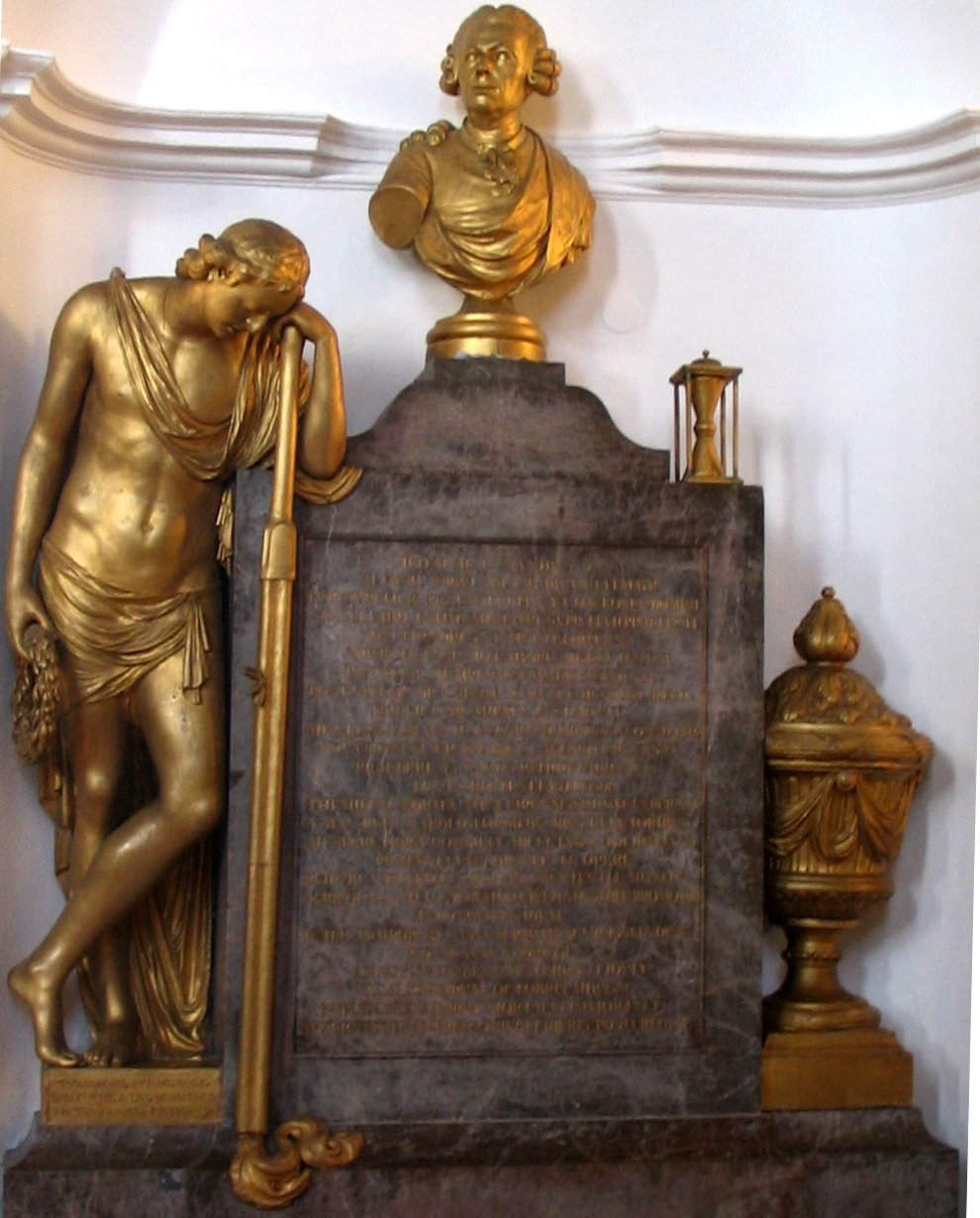
Надгробок Алоізія фон Крейтмайра доби класицизму з епітафією, 1794 р., Баварія.
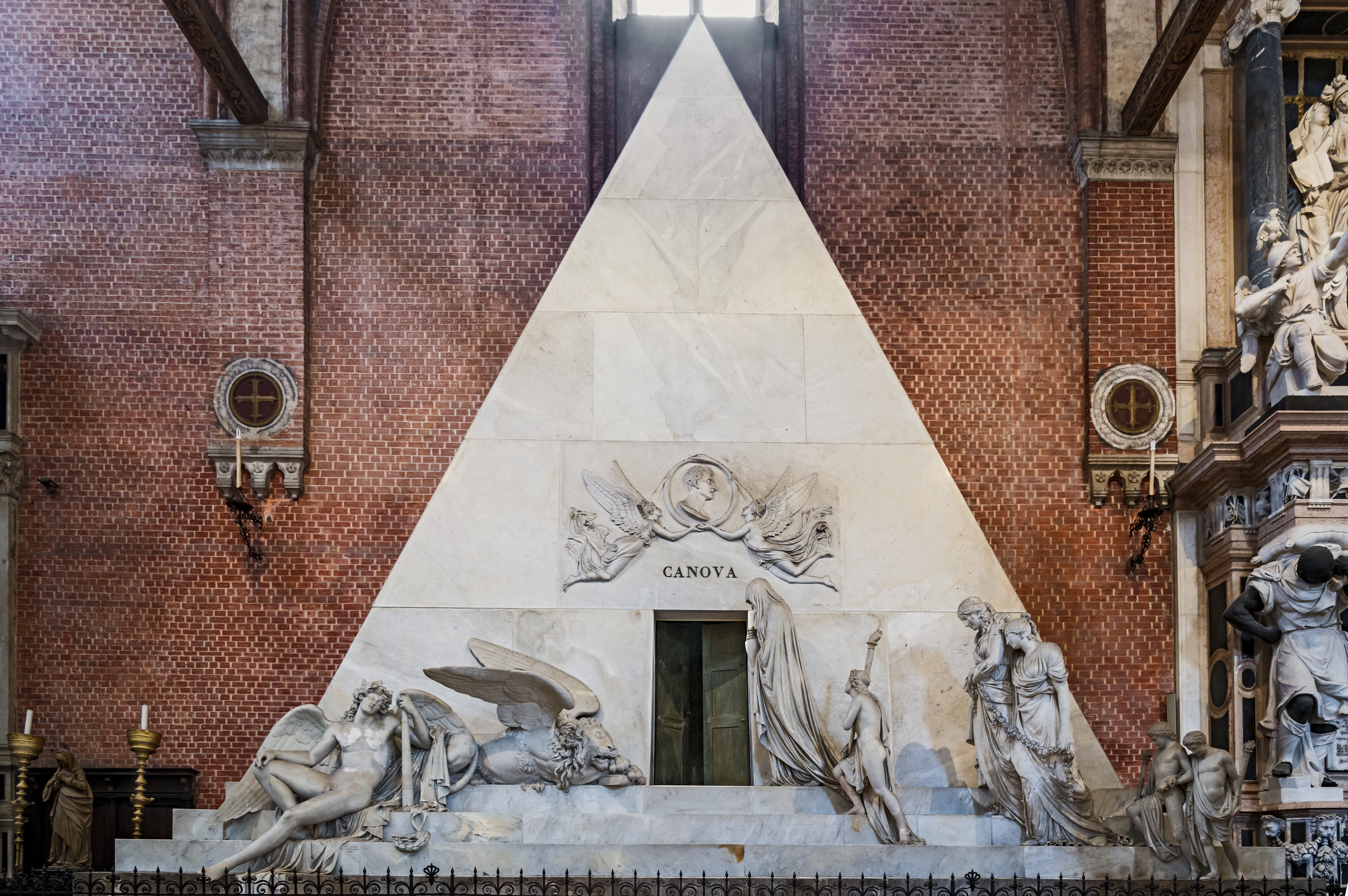
Мавзолей скульптора Антоніо Канови у соборі Собор Санта-Марія-Глоріоза-дей-Фрарі.
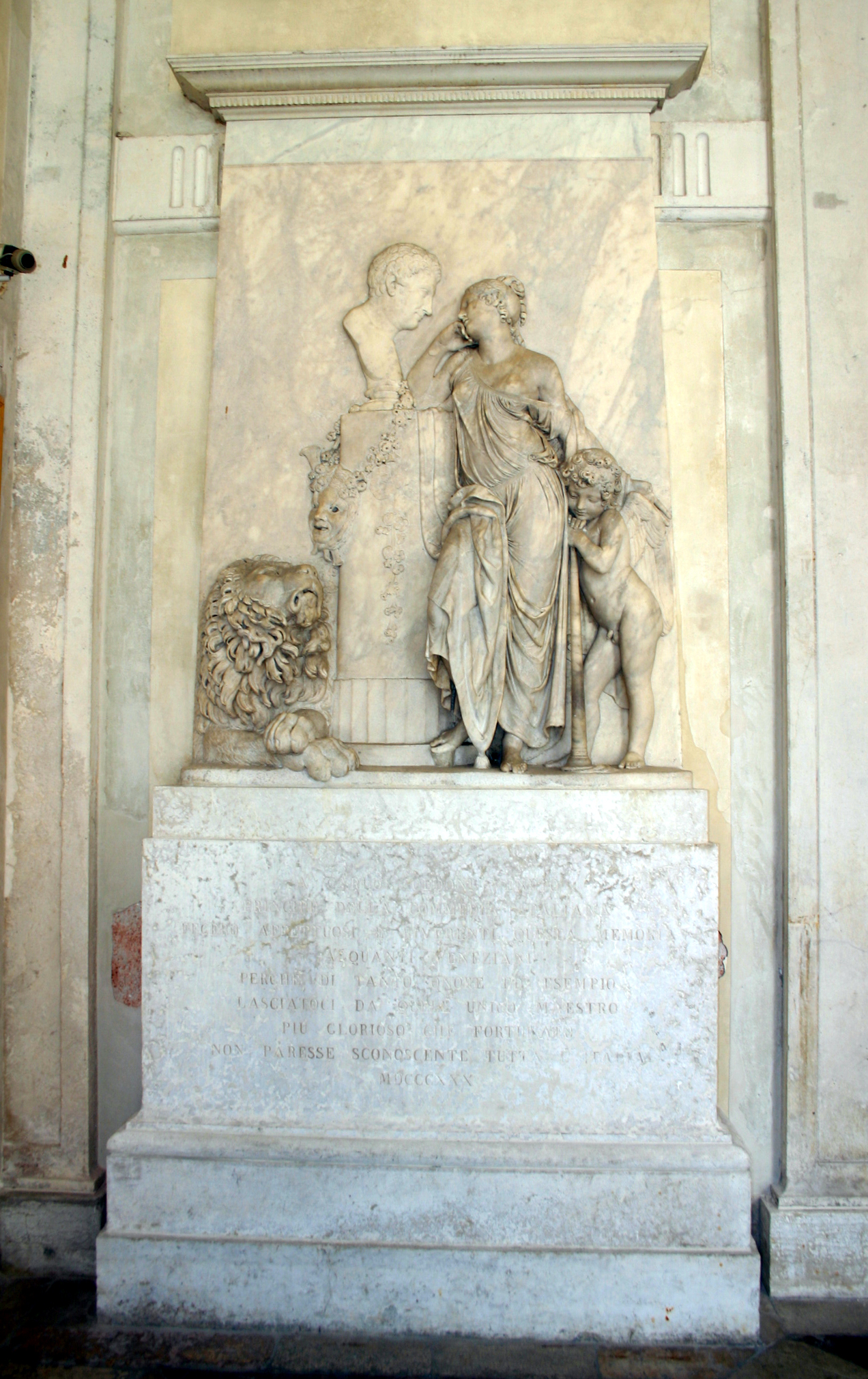
Ск. Луїджі Дзандоменегі. Монумент на честь драматурга Карло Гольдоні, Театр Ла-Феніче, Венеція.
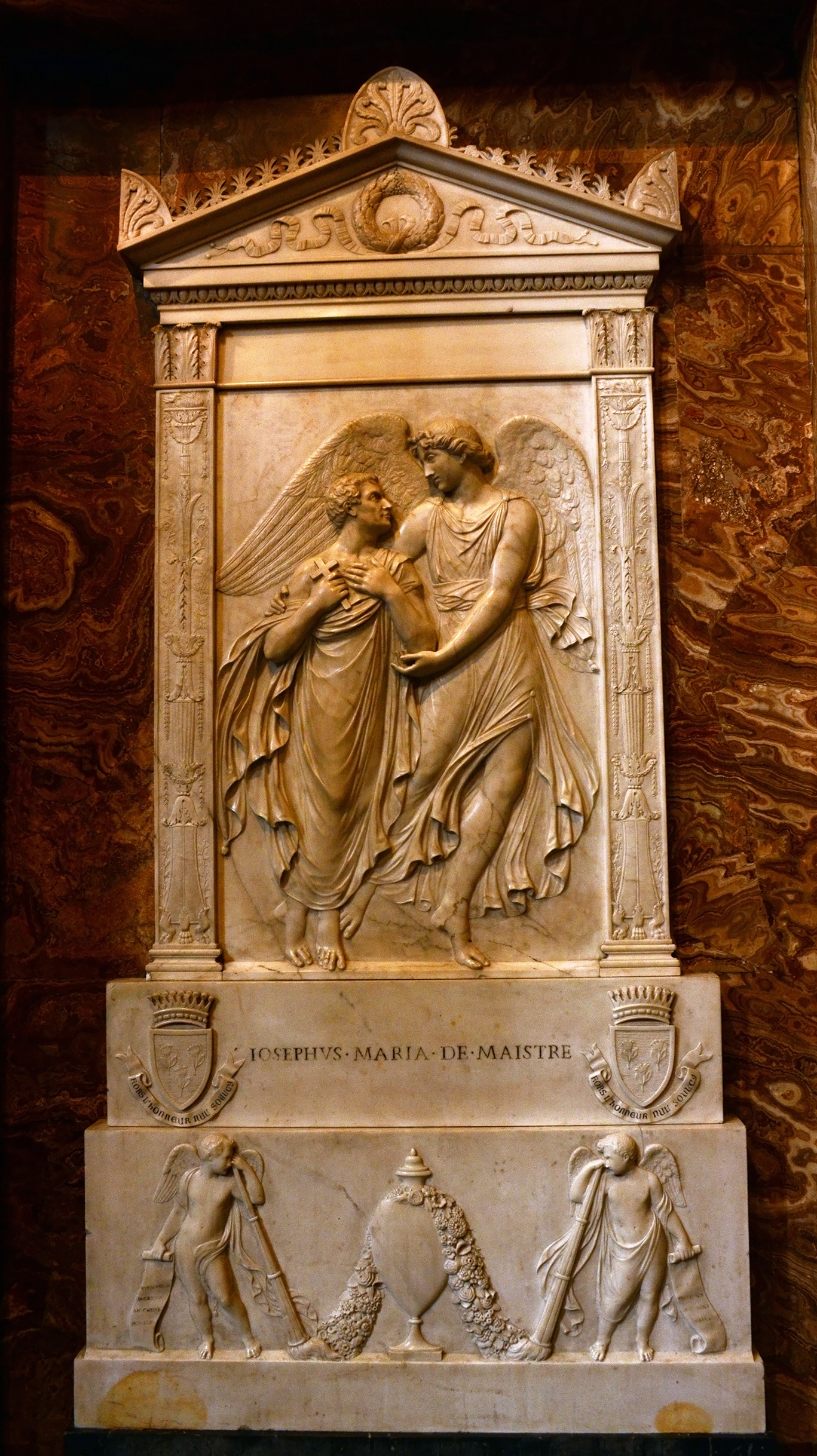
Турин, церква святих мучеників. Надгробок Жозефа де Местра

## Класицизм у Російській імперії
Див. також Російський класицизм

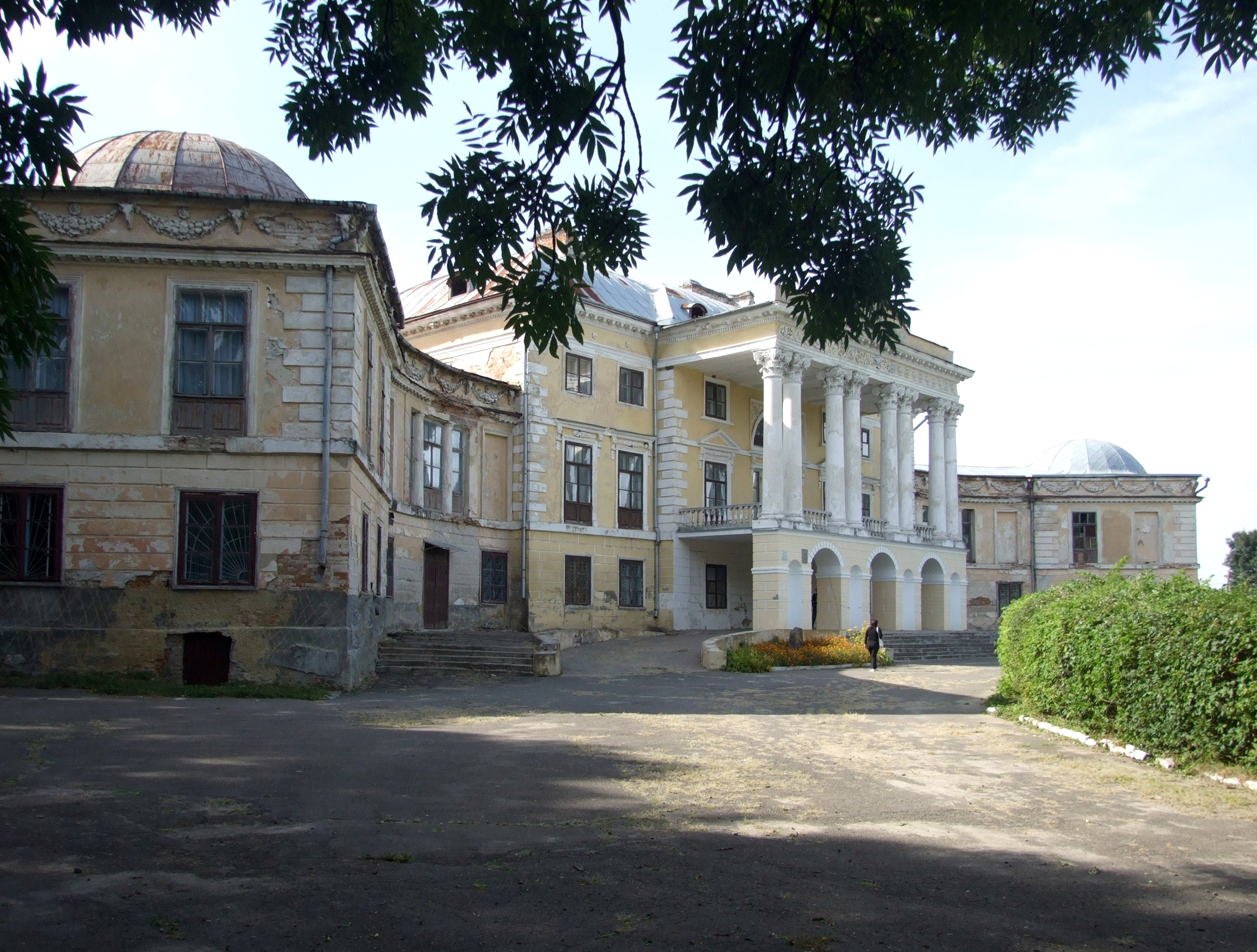
Палац Грохольського. Садиба Вороновиця, Вінницька область.

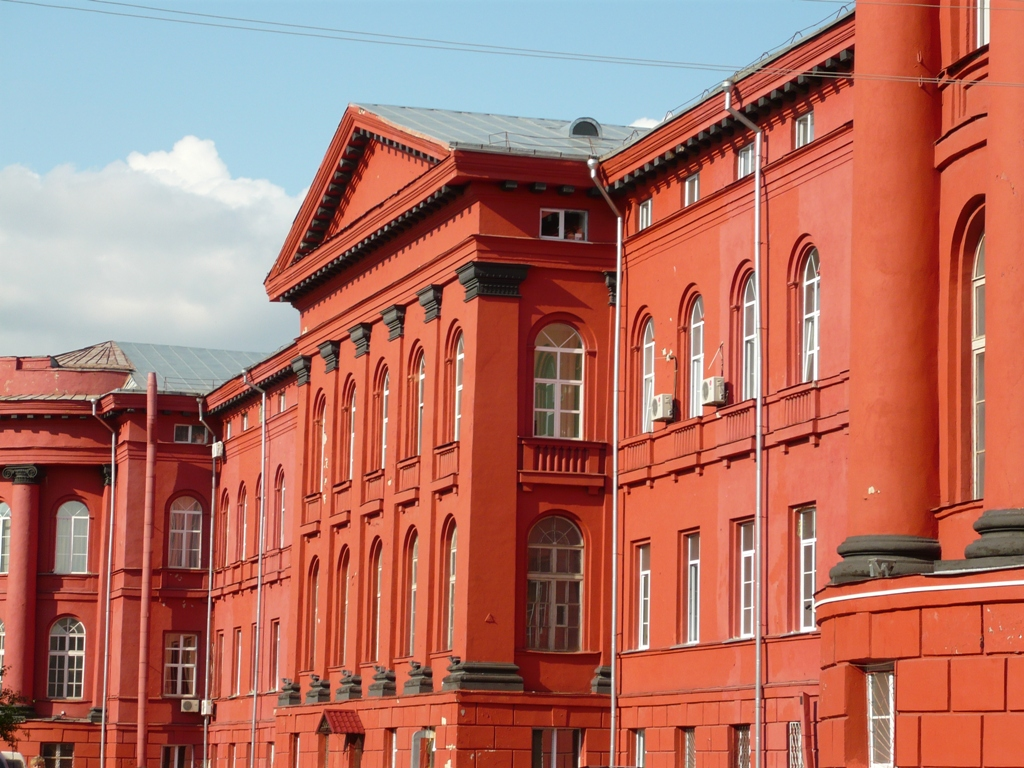
Червоний корпус Київського університету з боку саду

Вже з 1760-х рр. у мистецтві Російської імперії почався поворот до класицизму. Він мав потужну підтримку від царського двору і імператриці Катерини Другої. В перехідних формах від стриманого бароко до класицизму працював запрошений до Петербурга архітектор Валлєн Деламот (1729—1800). У формах французького класицизму працювали і архітектори Баженов Василь Іванович і Іван Старов, що навчалися у Парижі.
Відомі представники стилю класицизм у Москві:
- Казаков Матвій Федорович
- Бове Йосип Іванович
- Франческо Кампорезі
- Доменіко Жилярді
- Биковський Михайло Дорімедонтович

Потужну лінію західноєвропейського класицизму підтримували і твори архітекторів Джакомо Кваренгі і Чарльза Камерона, що оселились в імперії. Виникають і свої майстри-архітектори класицизму — Львов М.О, Волков Ф. І., пізніше — Стасов В. П. (1769—1848) та ін.
У Києві чудовим зразком класицизму є Червоний корпус Київського університету, збудований у 1837—1843 рр. за проєктом Вікентій Беретті.
Найбільше поширення мав класицизм в сільських районах, де за проєктами архітекторів класицизму будували панські садиби — від уславлених підмосковних до садиб в провінціях. Зразками чудових садиб в стилі класицизму під Петербургом були Сиворіци, Тайці та Пела, Мар'їно і Ропша, Павловськ і садиба Жерновка.
Зразками прекрасного класицизму в Україні стали садиби в Батурині, Сокиринцях, Качанівці на Чернігівщині, Вороновиці та Серебринцях на Вінниччині, Микулинцях на Тернопільщині.

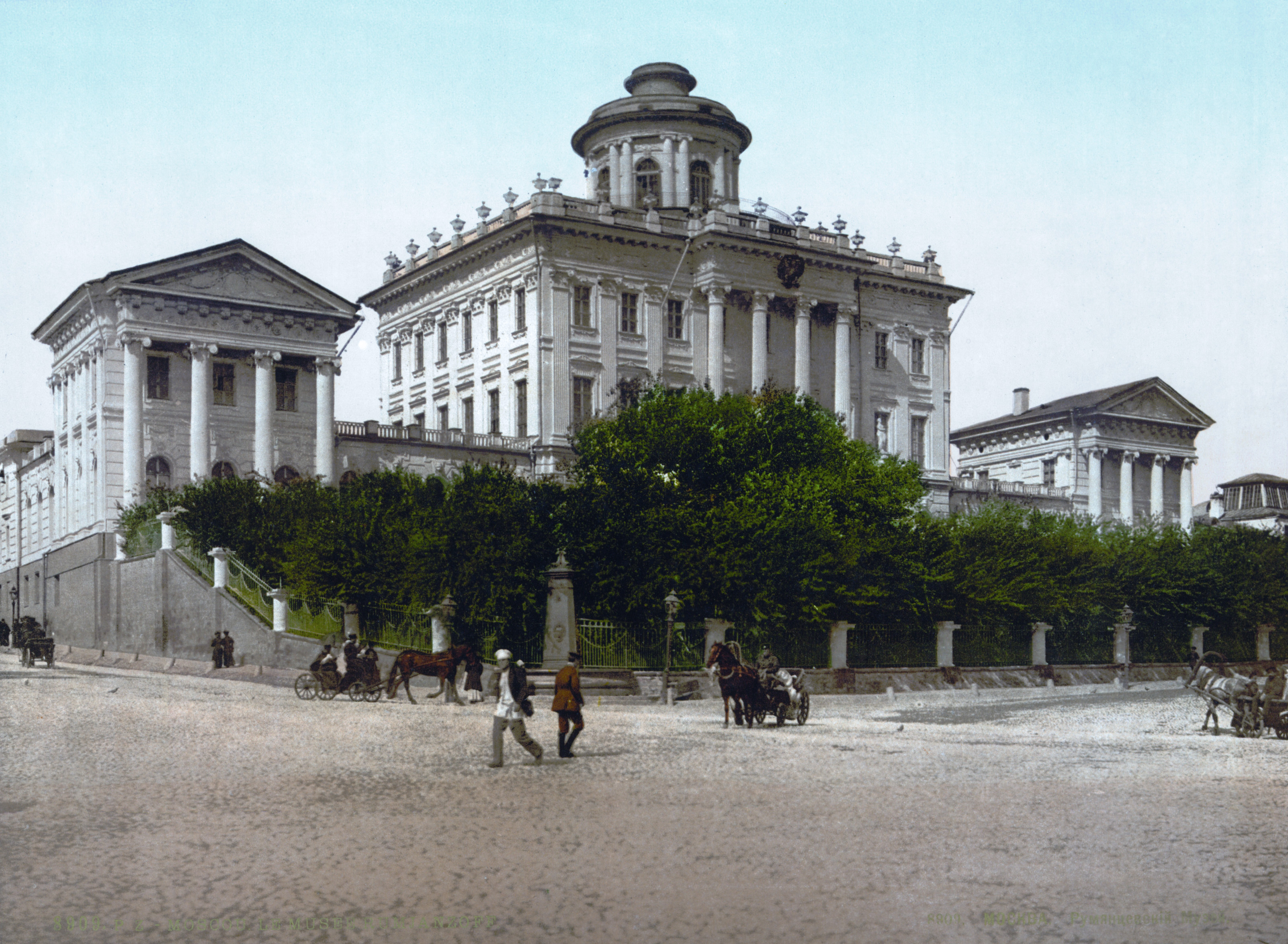
арх. В. І. Баженов. Будинок Пашкова, Москва.
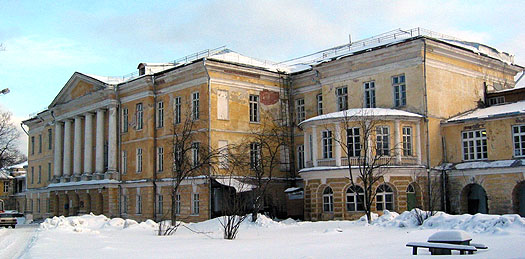
Садиба Горенки (Московська область).
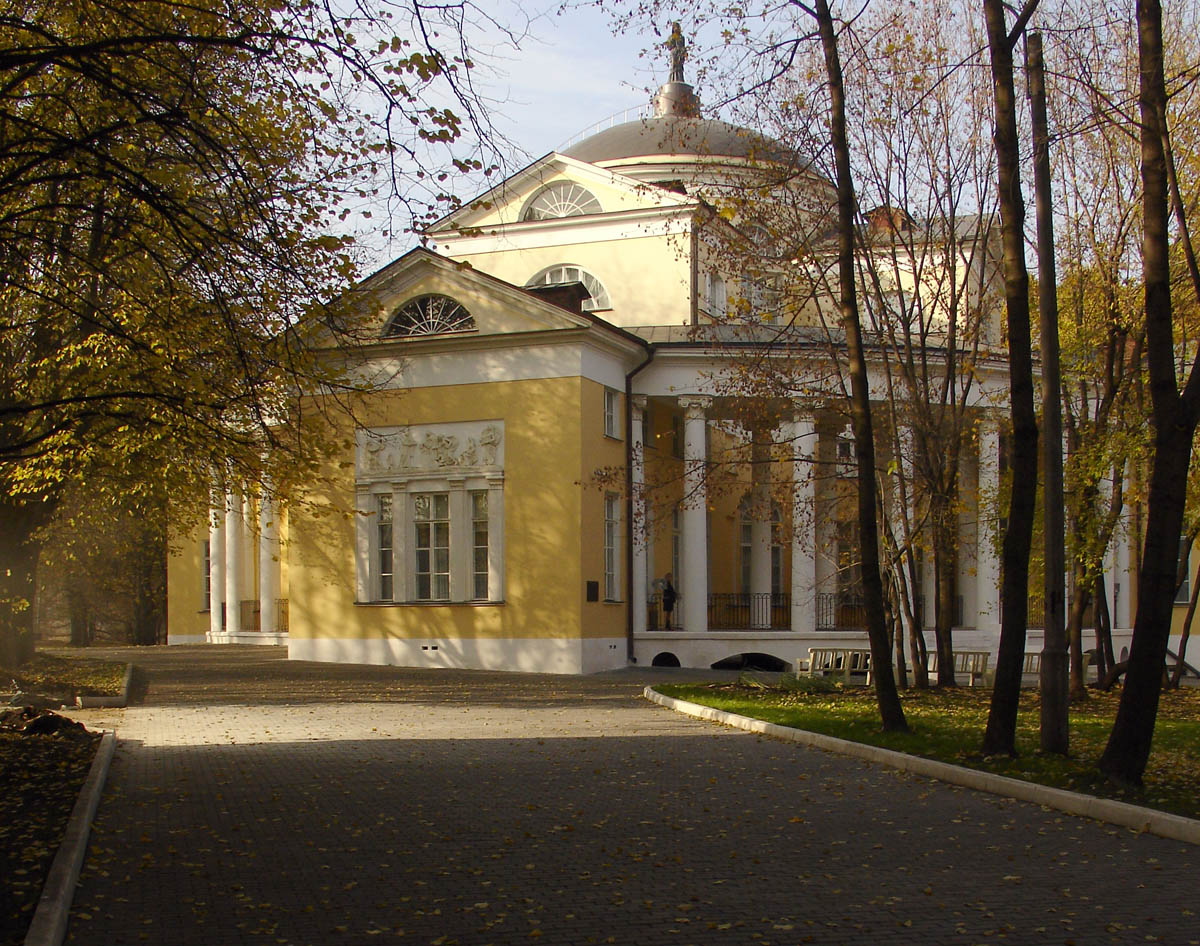
Садиба Дурасова-Любліно
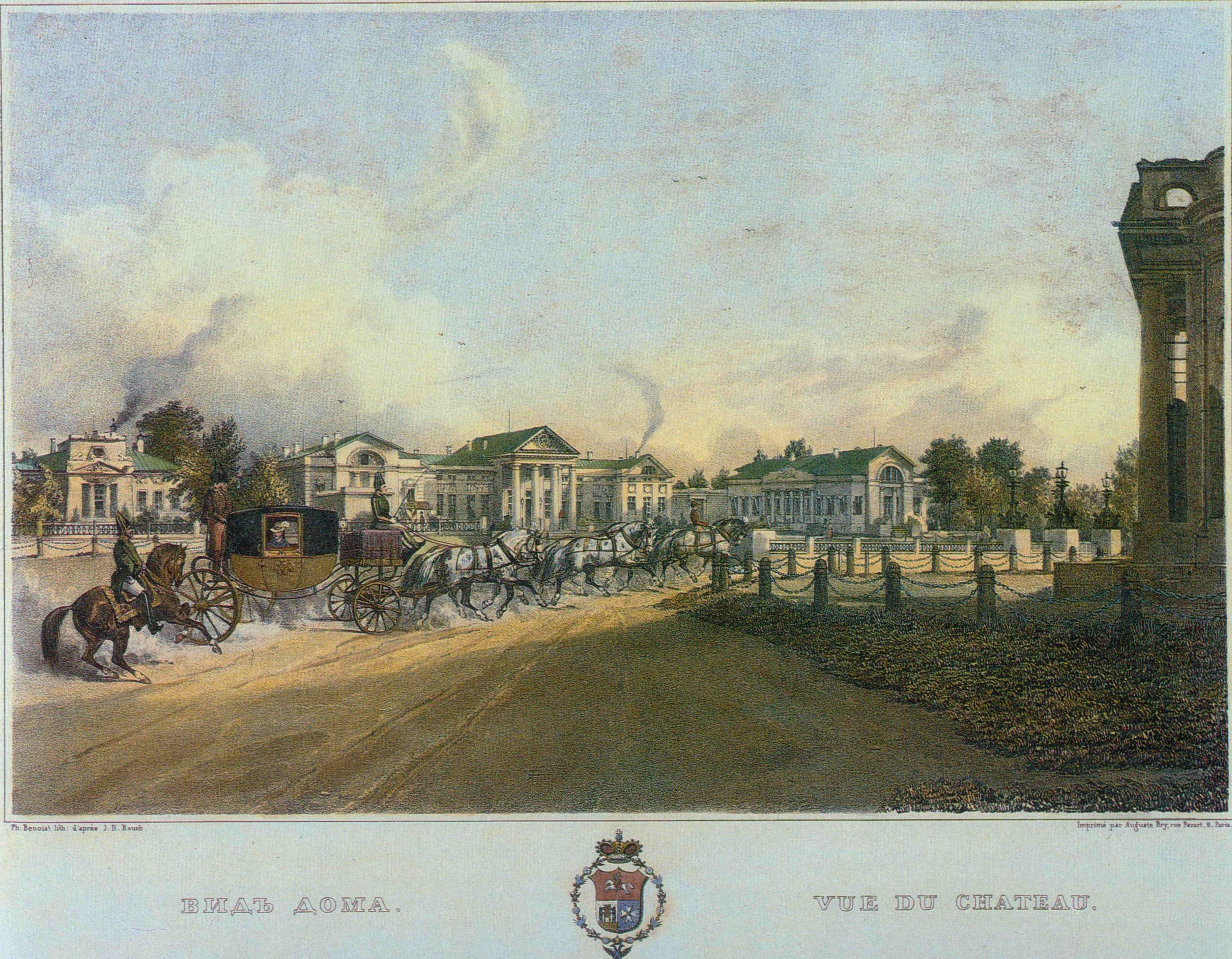
Кузьмінки (садиба), літографія, 1890 р.
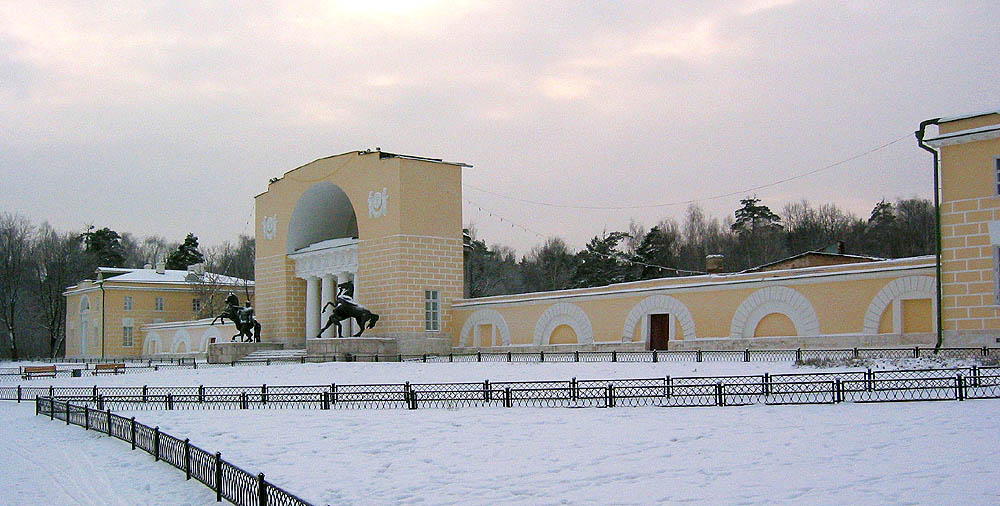
Садиба Кузьмінки, Кінний двір взимку, 2002 р.
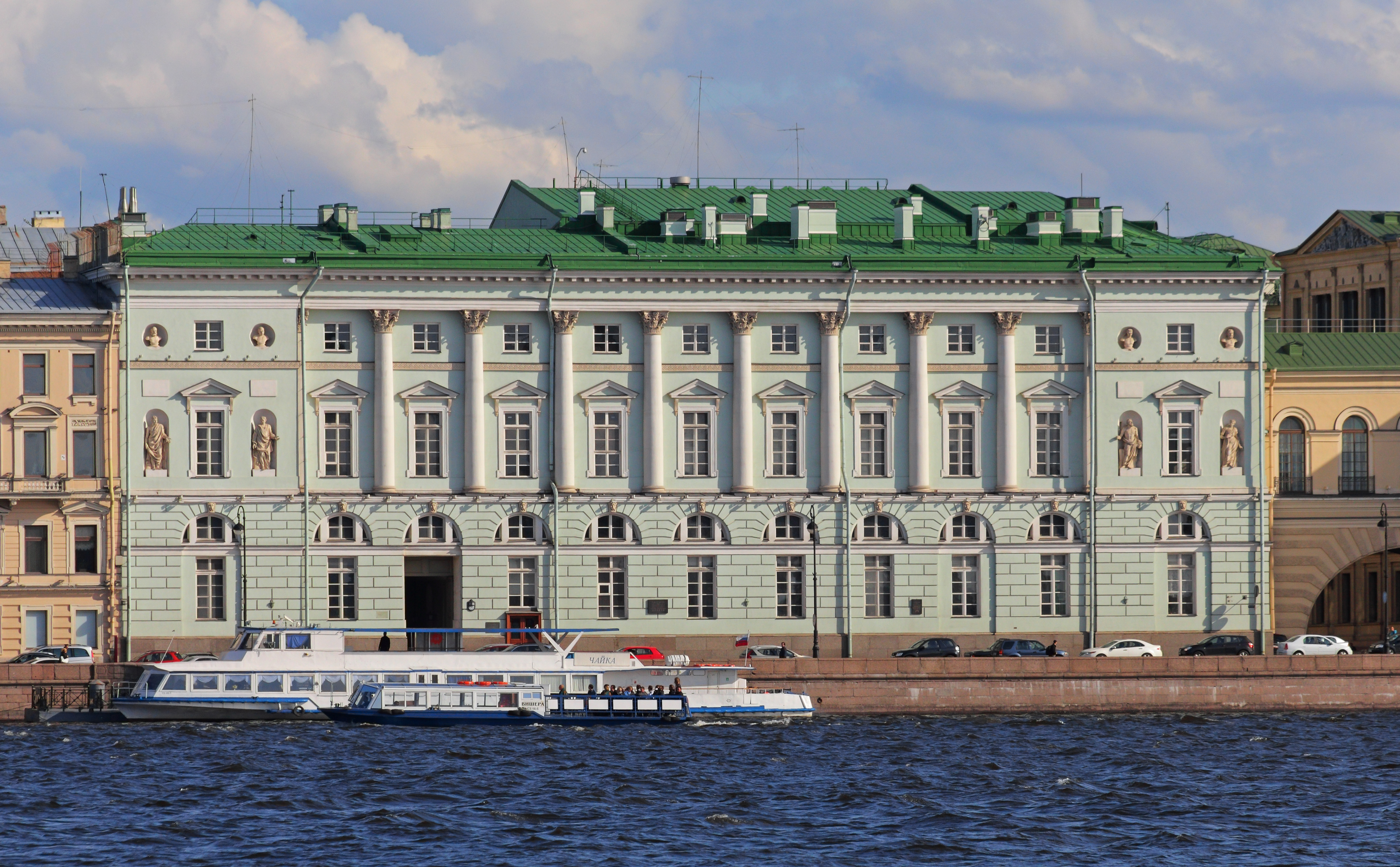
Ермітажний театр
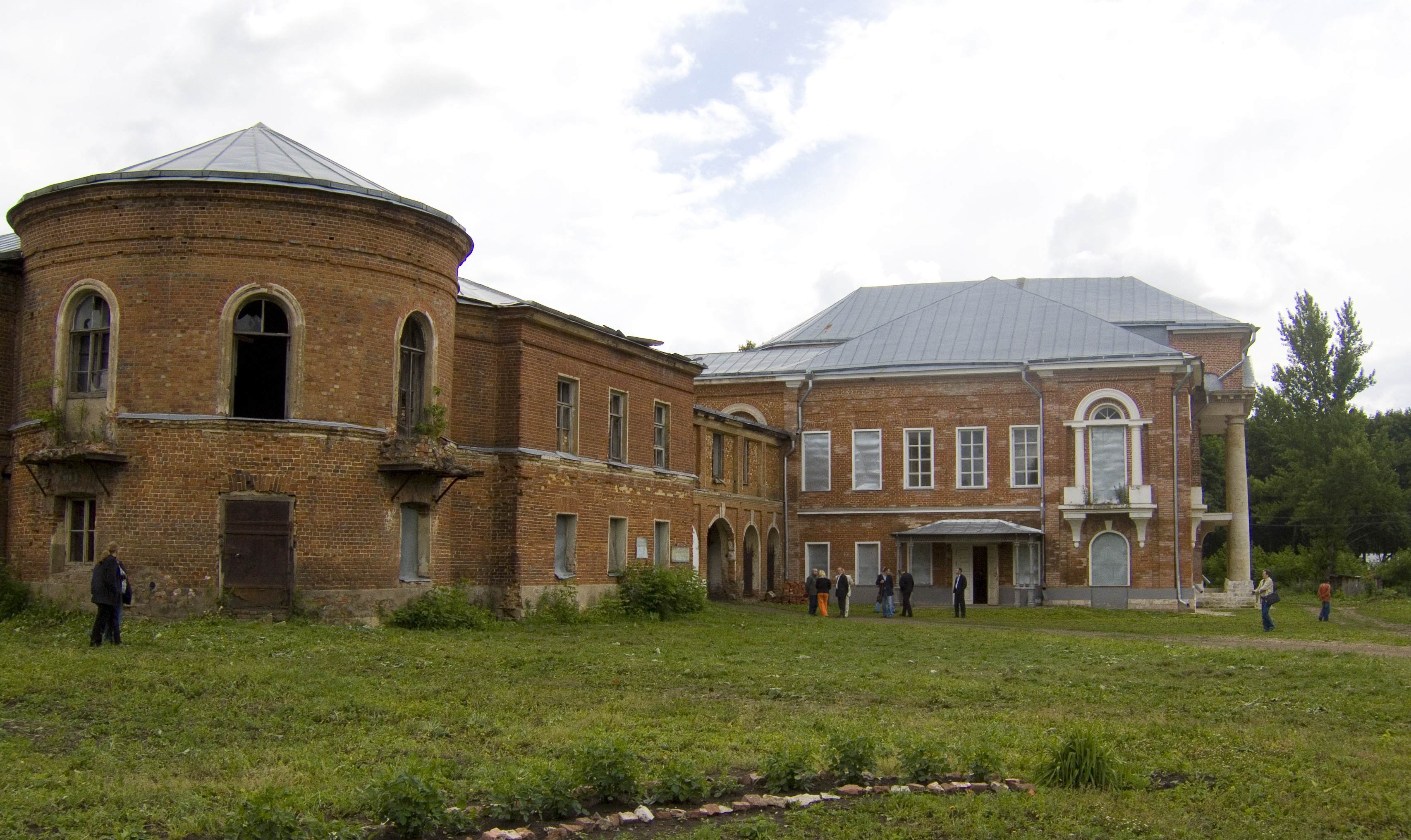
Полібіно, садиба Нечаєвих
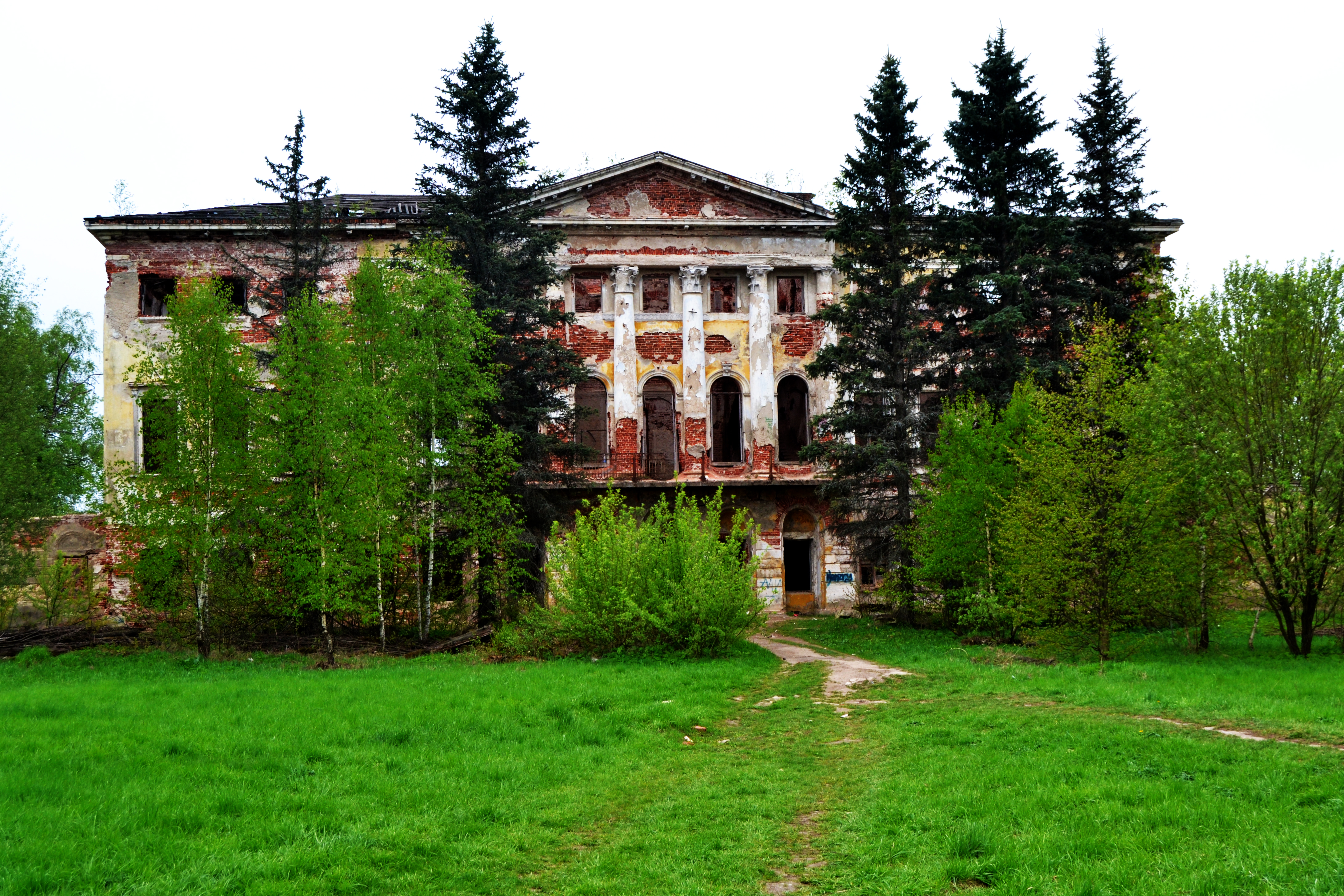
Садиба Гребньово.
Садиба Алмазово Демидових. Арх. А.Чеботарьов. Каретний сарай та стайні, бл. 1826 р., проєкт, головний фасад і поземний план.]]

## Класицизм в Україні. Сакральні споруди

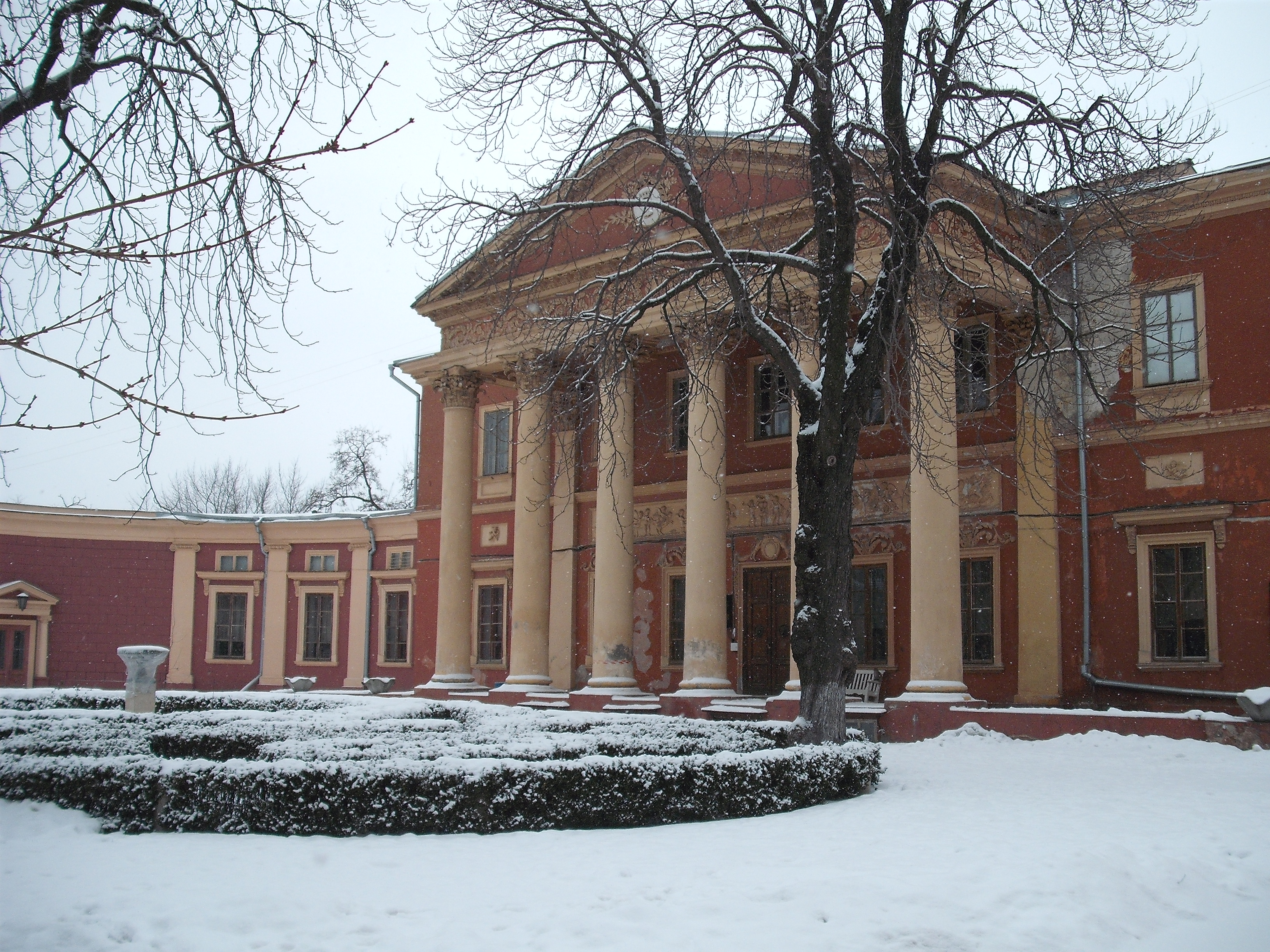
Палац Потоцьких (Одеський художній музей)
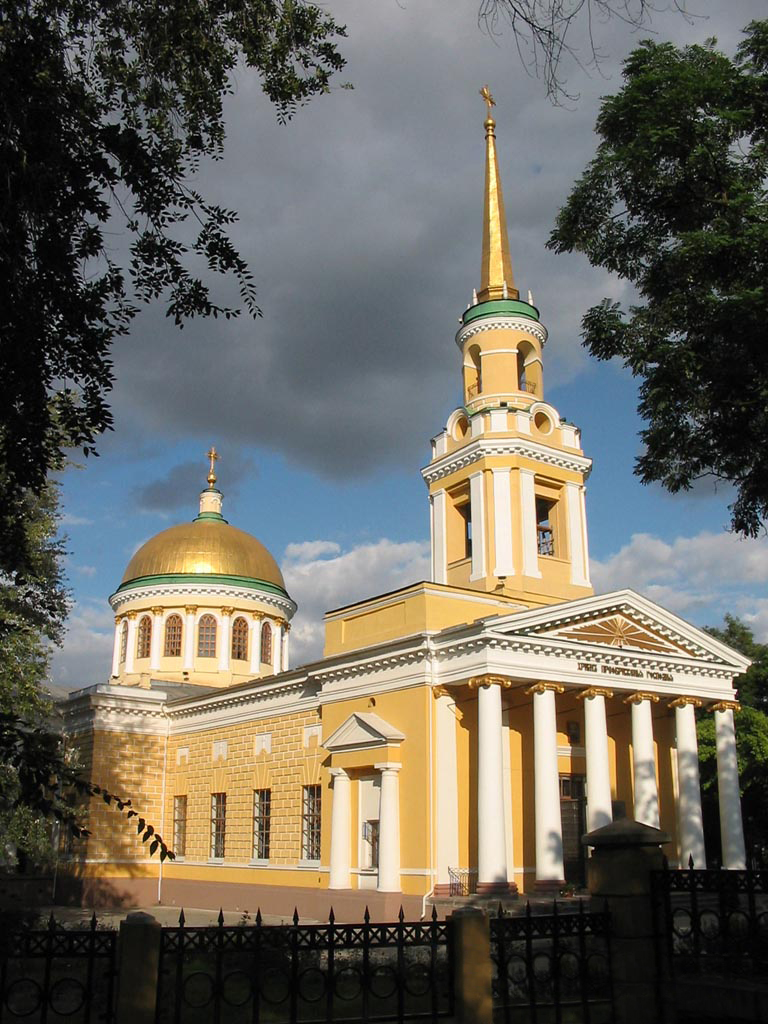
Спасо-Преображенський кафедральний собор (Дніпро)
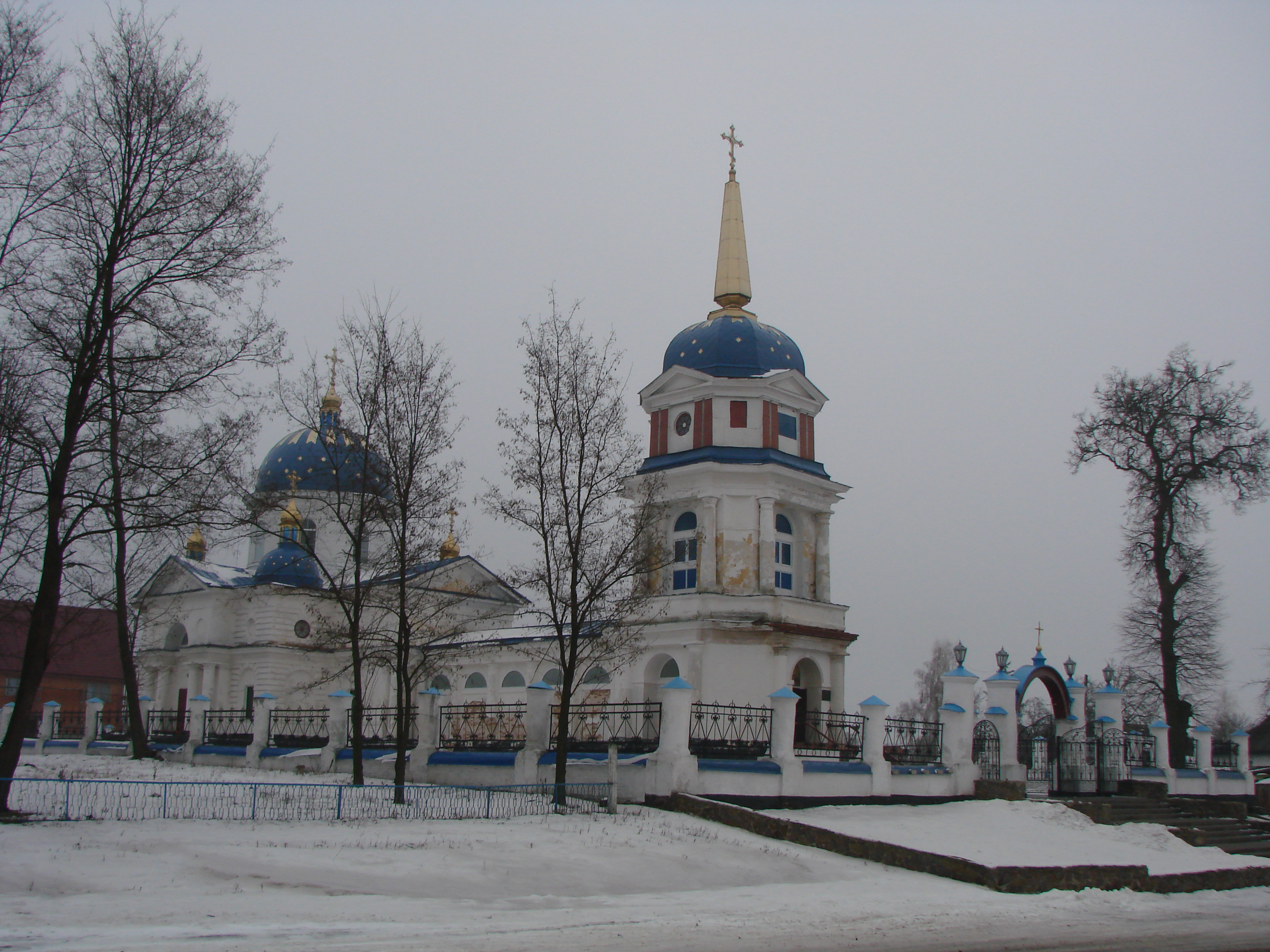
Свято-Миколаївська церква (Гостролуччя), Київська область.
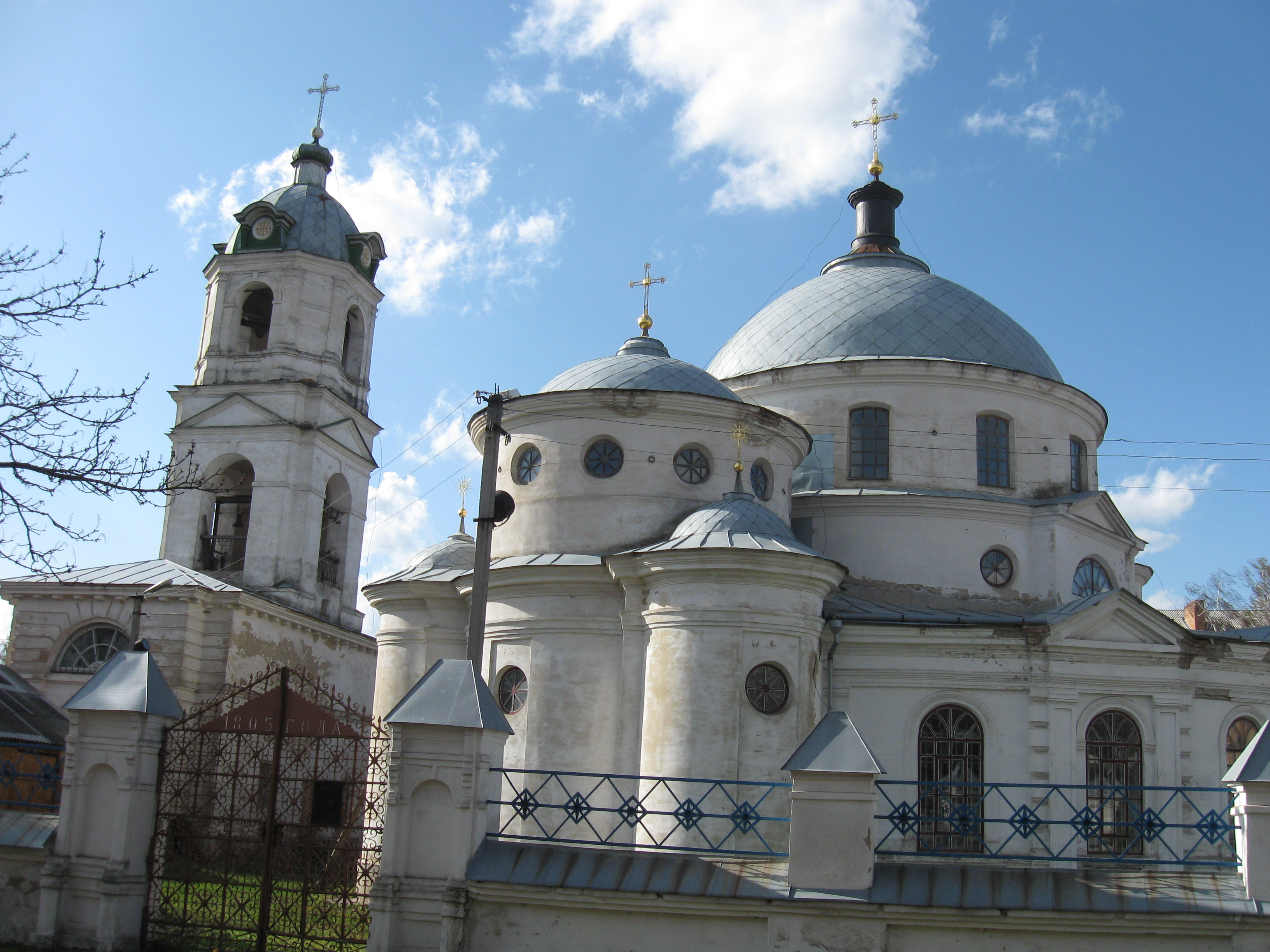
Вознесенська церква (Ромни), Сумська обл.
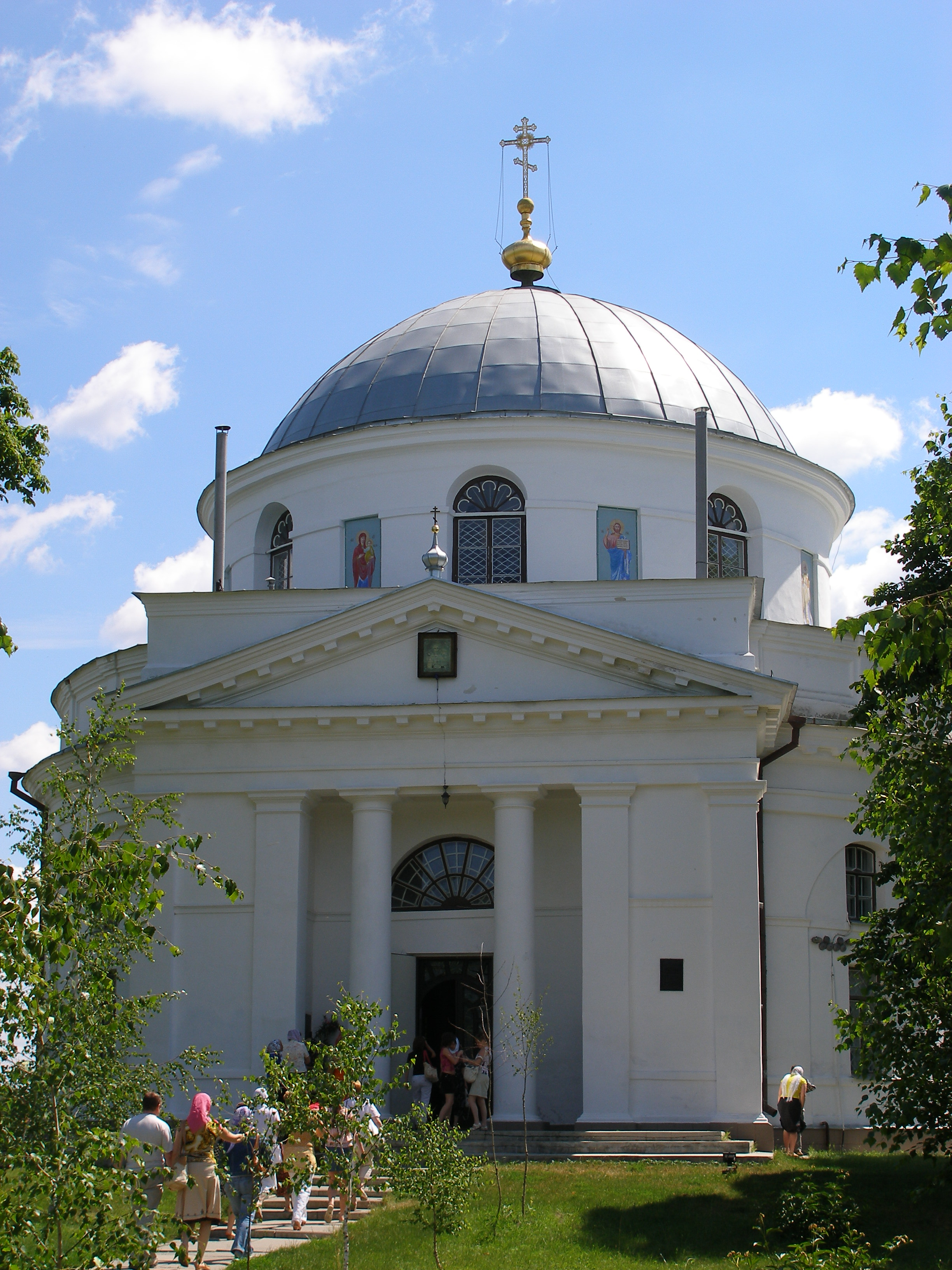
Миколаївська церква, с. Диканька, Полтавська обл.
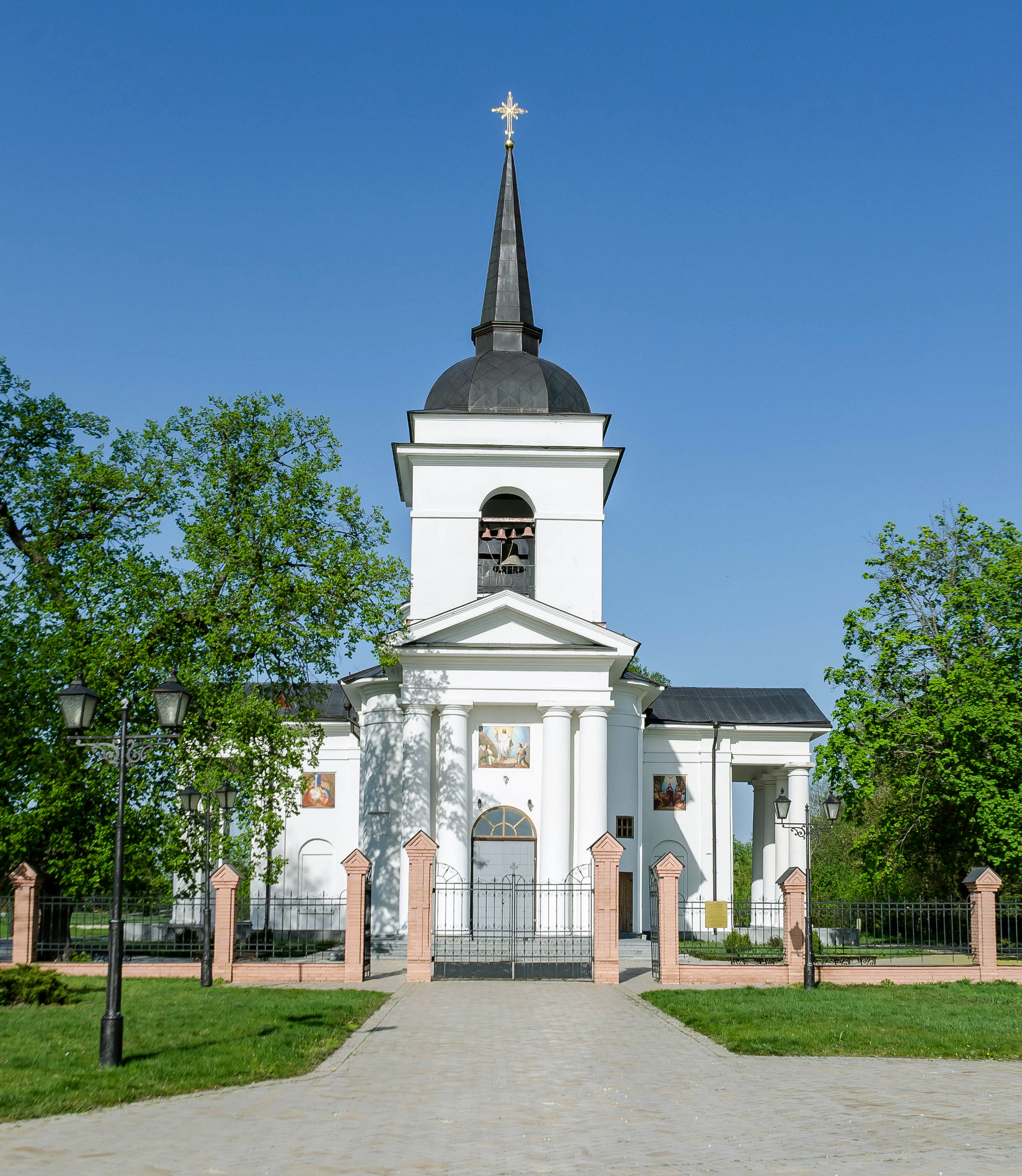
Воскресенська церква, м. Батурин
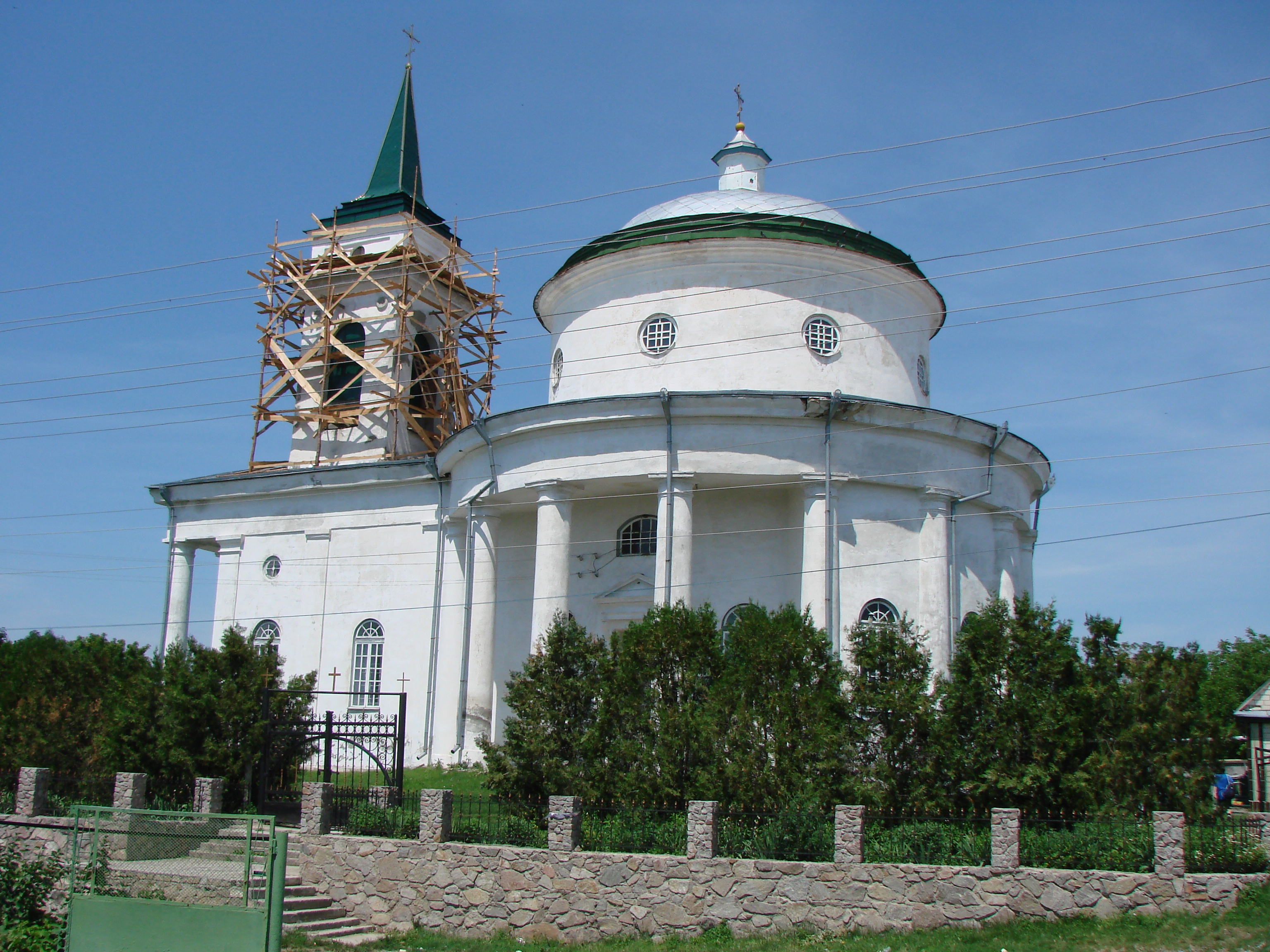
Троїцька церква, м. Богуслав
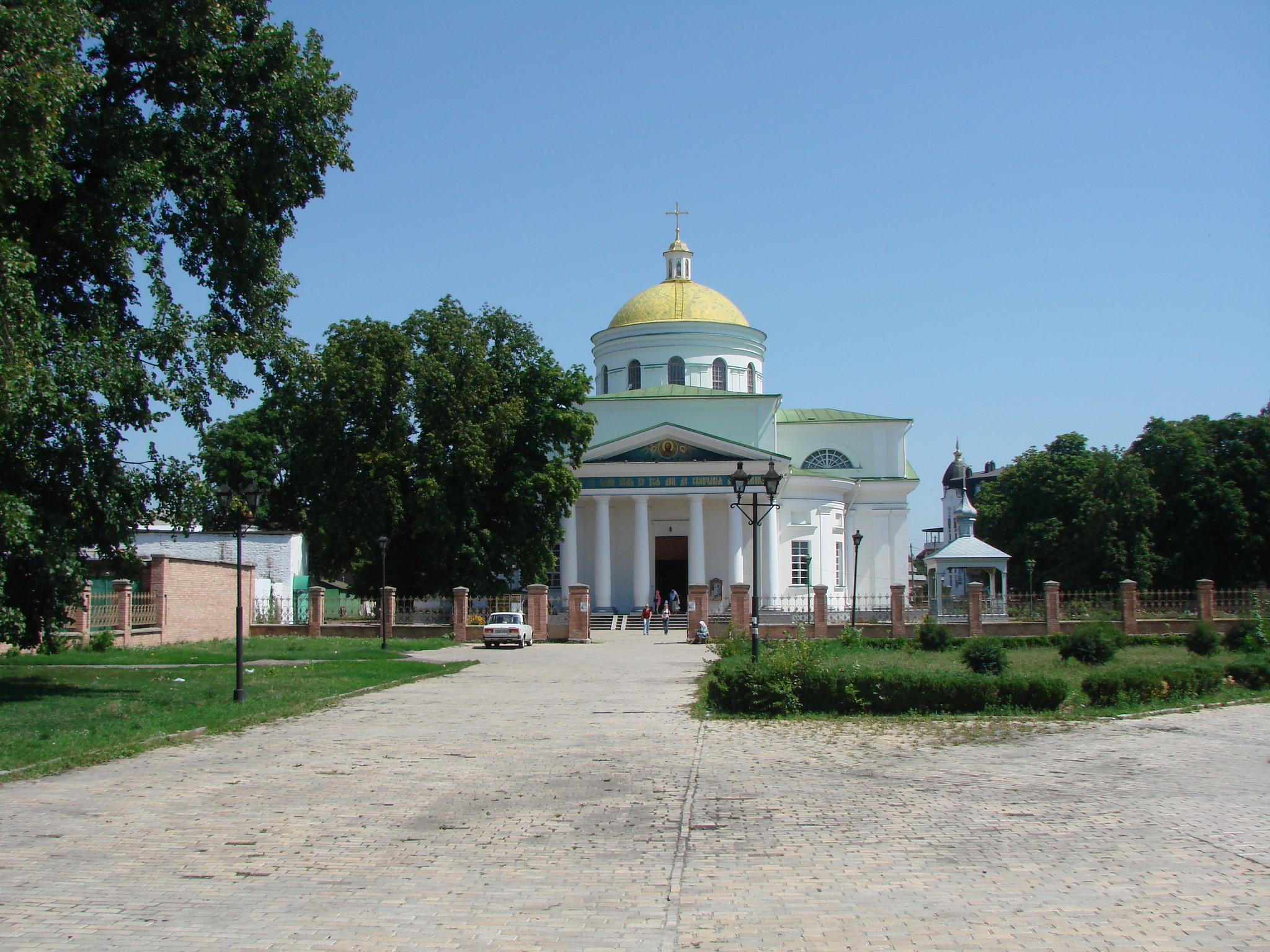
Преображенський собор, м. Біла Церква
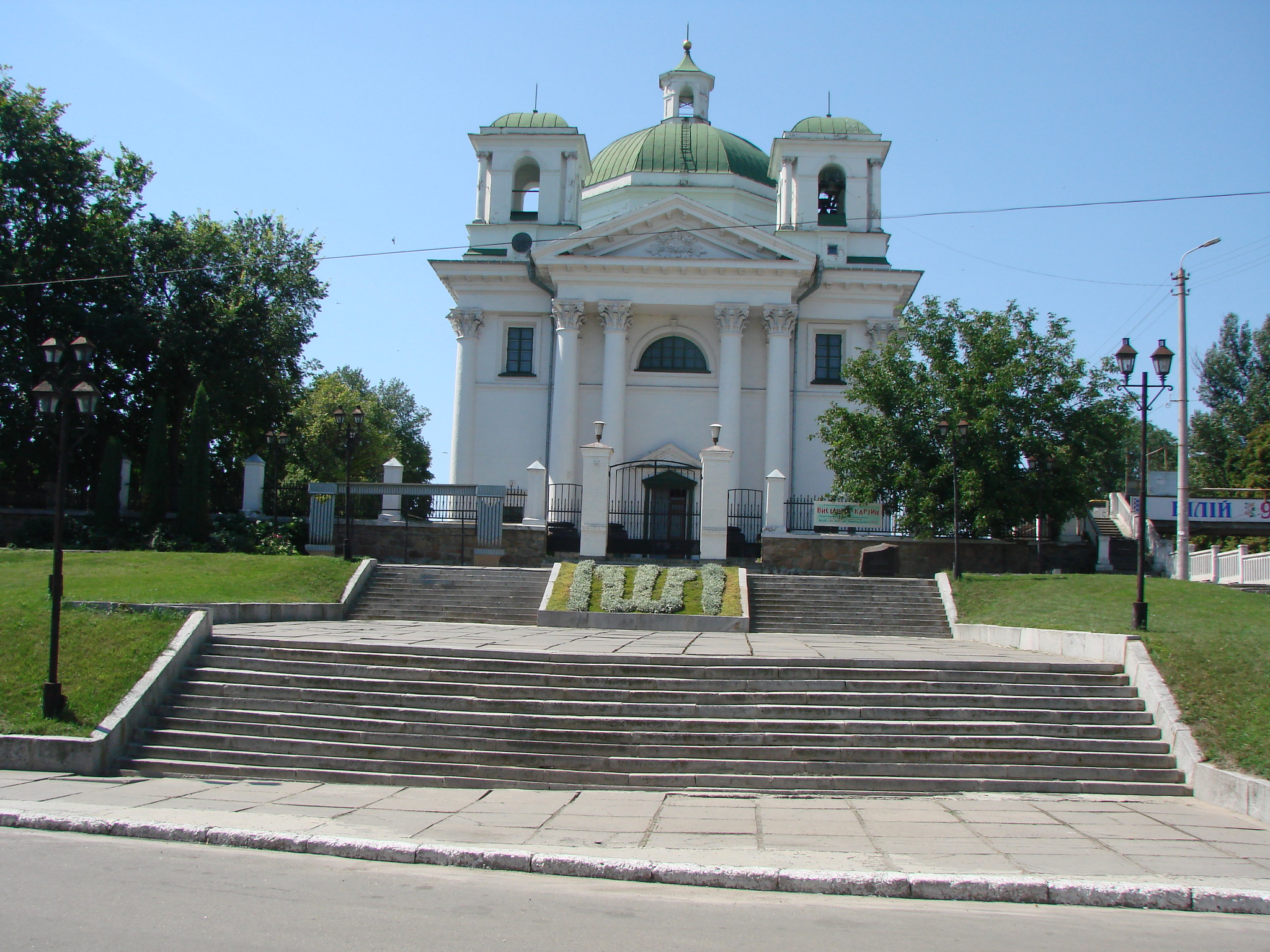
Костел Іоана Предтечі, м. Біла Церква
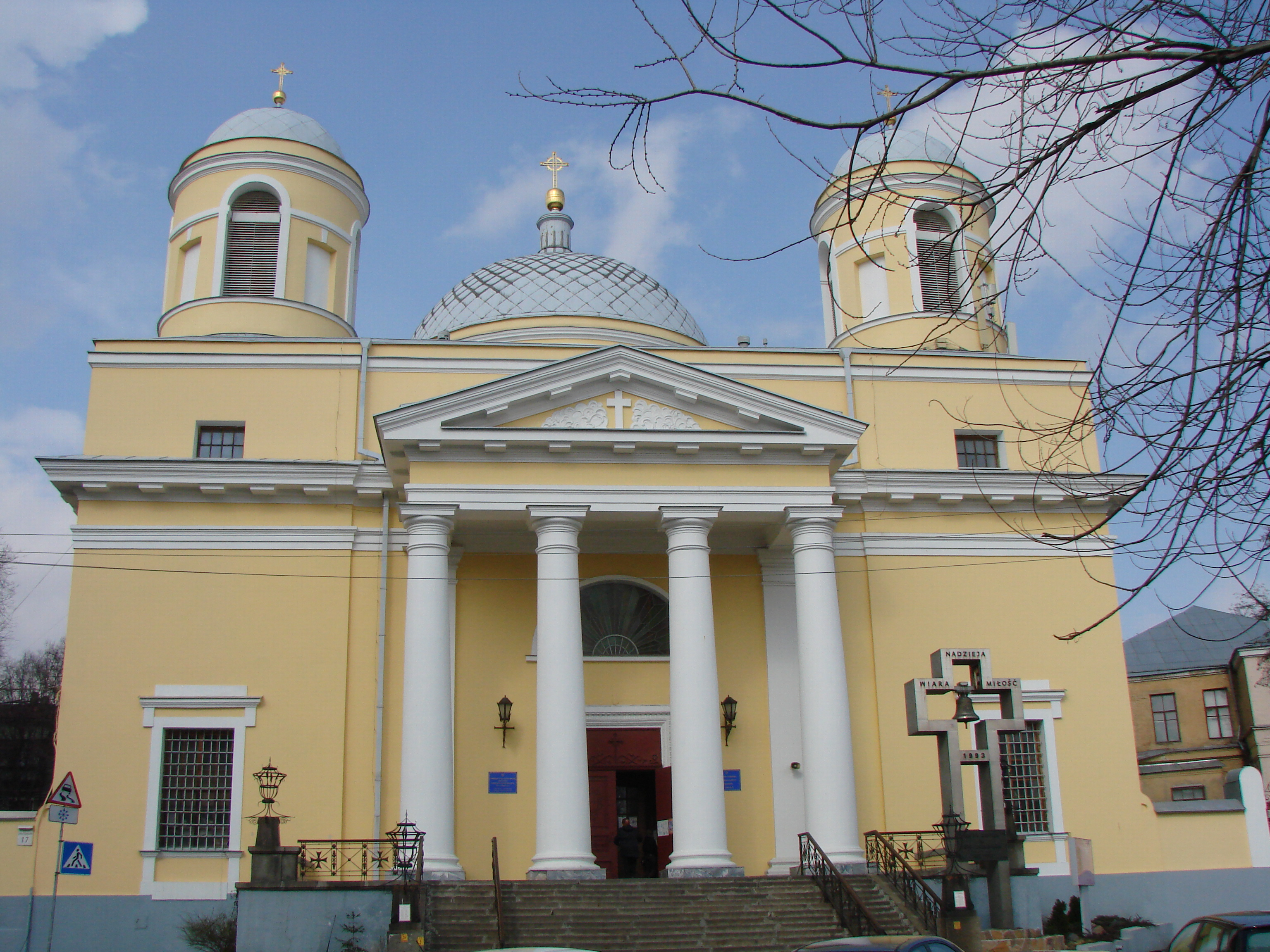
Костел Св. Олександра, Київ
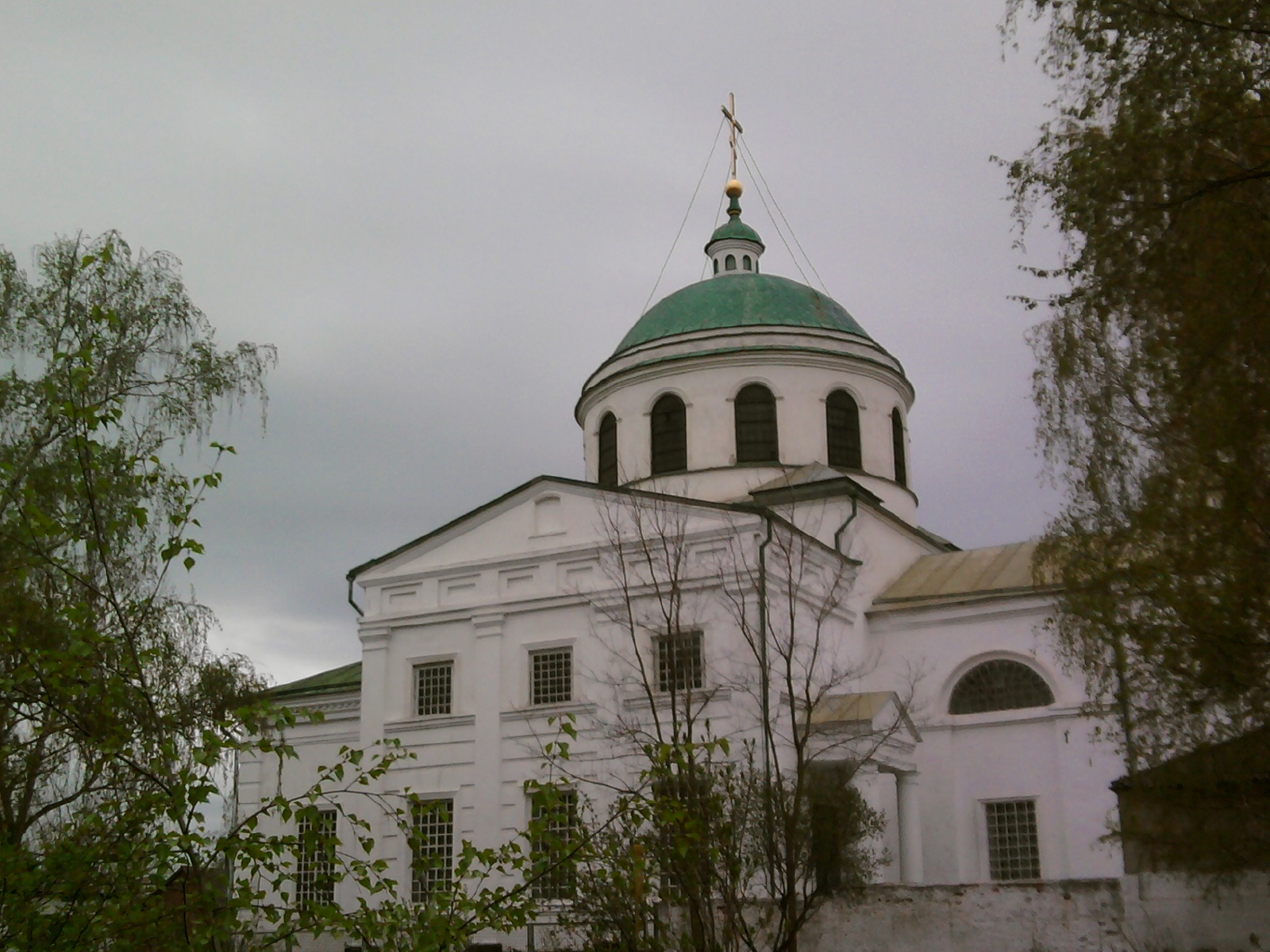
Хрестовоздвиженська церква в Ізюмі
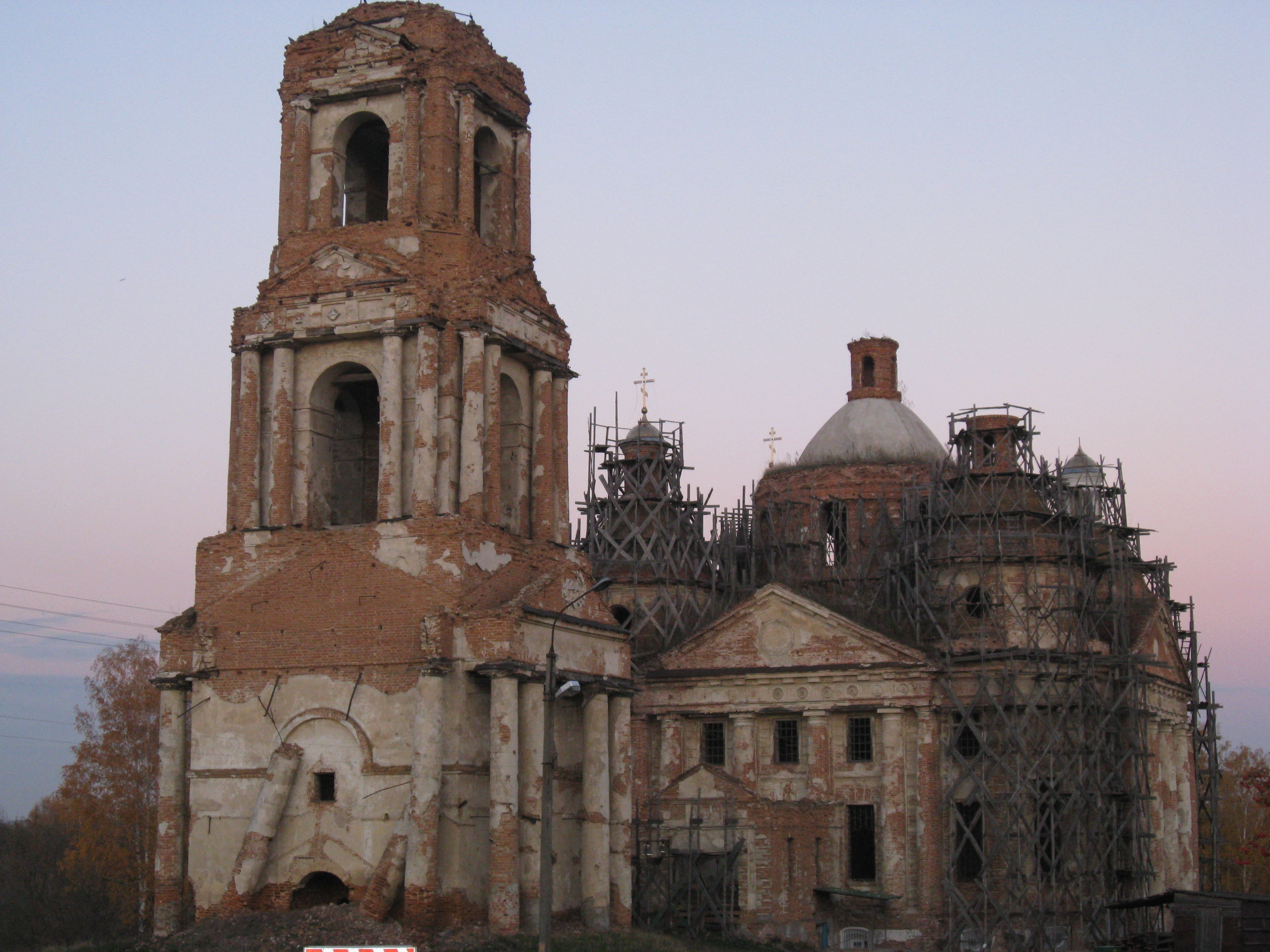
Церква Різдва Богородиці (Юнаківка), Сумська обл.
Конквікт піарів. (Львів)

## Риси класицизму в літературі України
В Україні класицизм не зміг у силу несприятливих історичних обставин розвинутися як цілісна структурована система, переважно орієнтувався на низькі жанри (очевидно, під впливом низового бароко). Деякі тенденції класицизму знайшли свій вияв у трагікомедії «Володимир» Феофана Прокоповича, поезії Івана Некрашевича, шкільних «піїтиках» XVIII ст., поемі «Енеїда» Івана Котляревського, травестійній оді «Пісні Гараська» Петра Гулака-Артемовського, оповіданнях Григорія Квітки-Основ'яненка та ін.
Шедевром українського класицизму стає героїко-комічна поема Івана Котляревського «Енеїда» — твір бурлескний і травестійний. Поширюється також травестійна ода (І. Котляревський, П. Гулак-Артемовський) і байка (П. Білецький-Носенко, П. Писаревський, С. Рудиковський). «Низькі» класицистичні жанри превалюють і в драматургії («Москаль-чарівник» та «Наталка Полтавка» І. Котляревського, «Сватання на Гончарівці» та «Шельменко-денщик» Г. Квітки-Основ'яненка), а в доробку Г. Квітки-Основ'яненка розвивається нетипова для літератури класицизму проза. З «високих» жанрів на зламі XVIII—XIX століть була поширена ода (І. Фальковський, І. Максимович, І. Шатович), яка створювалася з приводу урочистих дат або візитів світських і церковних можновладців.
Класицизм в Україні, на відміну від інших національних літератур, народився та існував без боротьби з бароковою літературою. У другій половині XVIII століття, коли Україна стає російською провінцією і втрачає національні літературні й культурні центри (зокрема Київську Академію), бароко зникає саме собою. Український класицизм, незважаючи на свій не вельми різноманітний прояв, знаменує собою перехід до єдиної літературної мови. Вживання народної мови вимагали наявні в літературі українського класицизму жанри — травестія, байка, комедія, народне оповідання. Такий перехід від білінгвічного бароко (церковнослов'янська й українська мови) стає для України справжнім літературним ренесансом.